# Sankt Petersburg

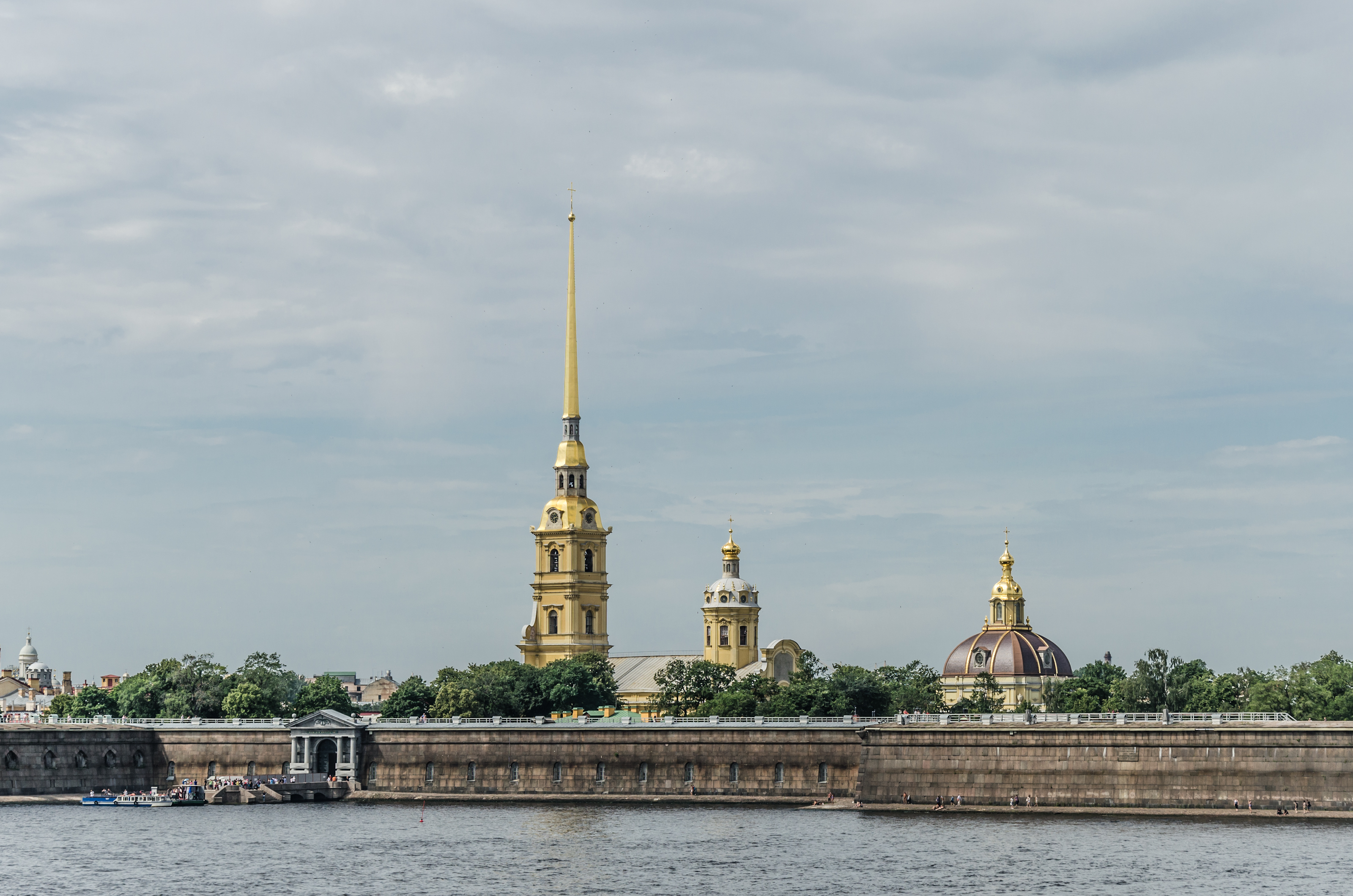
Peter-und-Paul-Festung. In der Mitte die beiden vergoldeten Türme der Peter-und-Paul-Kathedrale

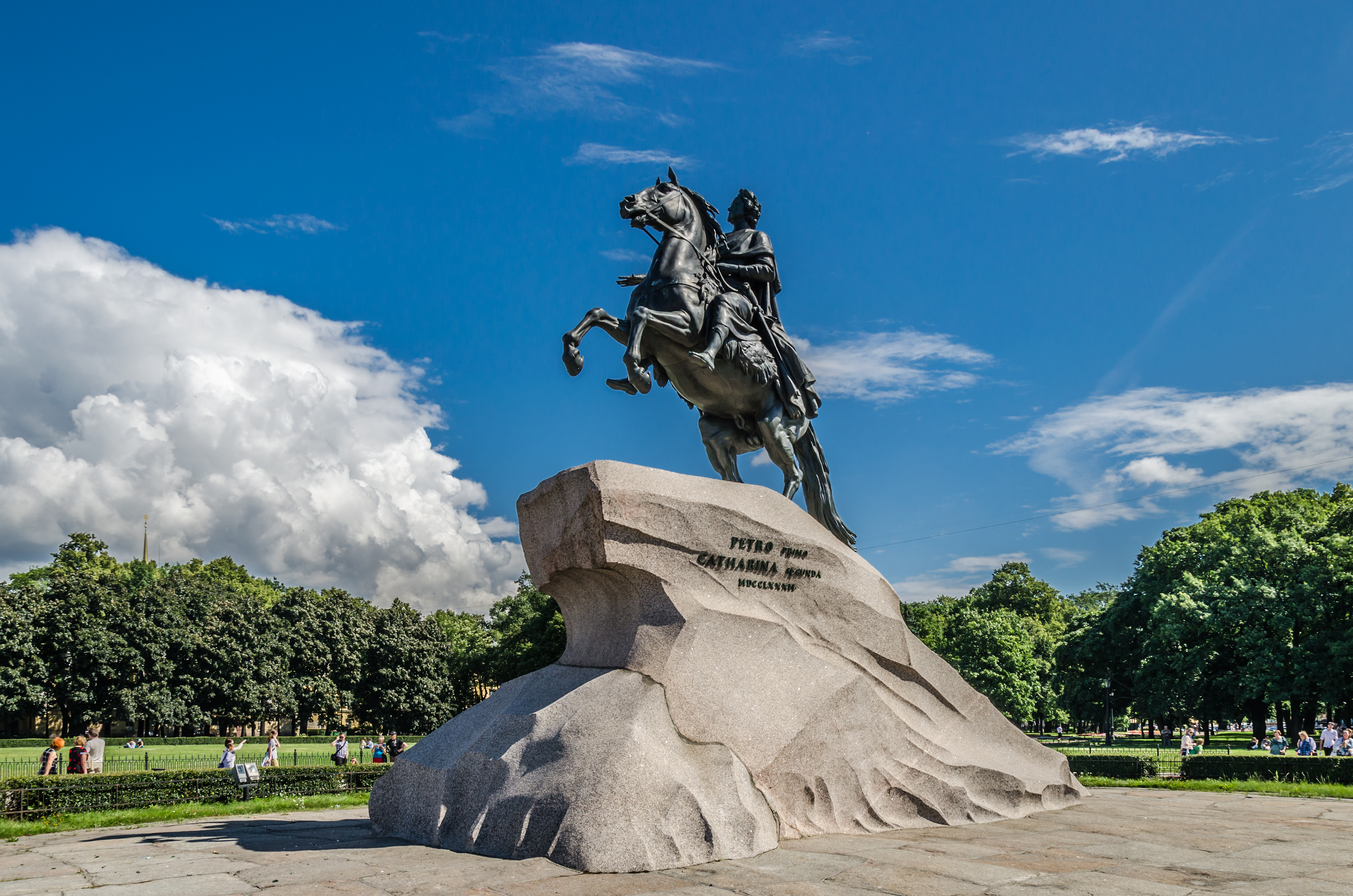
Der eherne Reiter auf dem Senatsplatz:
Denkmal für Peter den Großen

Lenin-Statue in Leningrad. Das Gebäude im Hintergrund sollte ursprünglich Sitz der Stadtverwaltung werden; zum Größenvergleich: rechts unten sind Menschen

Sankt Petersburg (russisch Санкт-Петербург Sankt-Peterburg; kurz auch St. Petersburg) ist mit 5,65 Millionen Einwohnern (Stand 2025) nach Moskau die zweitgrößte Stadt Russlands, die viertgrößte Europas und die nördlichste Millionenstadt der Erde. Sie war von 1712 bis 1918 Hauptstadt des Russischen Kaiserreiches und bis 2021 Verwaltungszentrum der sie umgebenden Oblast Leningrad. Als Stadt mit Subjektstatus ist Sankt Petersburg ein eigenständiges Föderationssubjekt der Russischen Föderation, ein Status den sonst nur Moskau innehat. Des Weiteren ist sie das Verwaltungszentrum des Föderationskreises Nordwestrussland.
Sankt Petersburg liegt im Nordwesten des Landes an der Mündung der Newa in die Newabucht am Ostende des Finnischen Meerbusens der Ostsee und nur wenige Kilometer westlich des Ladogasees, dem größten See Europas. Die Stadt wurde 1703 während des Großen Nordischen Krieges von Zar Peter dem Großen auf Sumpfgelände nahe dem Meer gegründet, um den Anspruch Russlands auf Zugang zur Ostsee durchzusetzen, was lange Zeit durch Schweden verhindert wurde. 1712 wurde sie die neue Hauptstadt des Kaiserreiches und blieb dies bis zu dessen Ende. 1917 war St. Petersburg das Zentrum der Februarrevolution, die die Monarchie in Russland beendete, und der Oktoberrevolution, in der die Bolschewiki unter Lenin gewaltsam die Macht an sich rissen. Während des darauffolgenden Bürgerkrieges verlegten die Bolschewiki 1918 ihre Regierung zurück in die alte Hauptstadt Moskau. Während des Deutsch-Sowjetischen Krieges 1941–1945 wurde Leningrad 872 Tage lang belagert, wobei etwa eine Million Menschen starben, was eines der größten Kriegsverbrechen Nazideutschlands während des Zweiten Weltkrieges darstellte. Am 1. Mai 1945 wurde Leningrad hierfür zur Heldenstadt erklärt.
Die Stadt trug zunächst über 200 Jahre lang den heutigen Namen, von 1914 bis 1924 hieß sie Petrograd (Петроград) sowie von 1924 bis 1991 Leningrad (Ленинград), womit Lenin, der Gründer der Sowjetunion, geehrt wurde. Der örtliche Spitzname ist Piter nach der ursprünglich dem Niederländischen nachempfundenen Namensform Санкт-Питербурх Sankt-Piterburch (die vier Namen anhörenⓘ).
Die Stadt ist ein europaweit wichtiges Kulturzentrum und beherbergt den wichtigsten russischen Ostseehafen. Die historische Innenstadt mit 2300 Palästen, Prunkbauten und Schlössern ist seit 1991 als Weltkulturerbe der UNESCO unter dem Sammelbegriff Historic Centre of Saint Petersburg and Related Groups of Monuments eingetragen.  Zu den bedeutendsten kulturellen und touristischen Stätten zählen die Eremitage, die Kunstkammer, das Mariinski-Theater, die Russische Nationalbibliothek, das Russische Museum, die Peter-und-Paul-Festung, die Isaakskathedrale und der Newski-Prospekt. Im Jahr 2019 wurde Sankt Petersburg von etwa 10,4 Millionen Touristen besucht.
Mit dem 462 Meter hohen Lachta-Zentrum befindet sich das höchste Gebäude Europas in der Stadt.
Seit dem 13. Mai 2003 ist die Hymne an die Große Stadt aus dem Ballett Der Eherne Reiter von Reinhold Glière mit dem Text von Oleg Tschuprow offizielle Hymne der Stadt.

## Name
Peter der Große benannte die Stadt nach seinem Schutzheiligen, dem Apostel Simon Petrus.
Die Festung hieß kurzzeitig Sankt-Pieterburch, dann, wie die etwas später entstehende Stadt, Sankt Petersburg, in der Literatur auch Paterburg oder Petropol von Petropolis genannt.
Zu Beginn des Ersten Weltkriegs wurde am 18. August 1914 der deutsche Name zu Petrograd – wörtlich „Peterstadt“ – russifiziert. Nach Lenins Tod 1924 wurde die Stadt am 26. Januar 1924 in Leningrad umbenannt. Dies geschah auf Antrag der damaligen Petrograder Parteiführung und nach deren Angaben auf Wunsch der Arbeiter, die Lenins Tod betrauerten.
Der erneute Namenswechsel der Stadt wurde vom Zentralkomitee der KPdSU damit begründet, dass in ihr die von Lenin geführte Oktoberrevolution begonnen hatte. Auf der Ebene der Symbolpolitik gab es aber tiefere Gründe: Sankt Petersburg hatte für das zaristische Russland gestanden und war die Vorzeigestadt des Zarenreichs gewesen. Schon damals war Sankt Petersburg die zweitgrößte Stadt des Landes; das bedeutete großes Prestige für den neuen Namensgeber. Die Umbenennung in Leningrad symbolisierte den Wechsel des sozialen wie politischen Systems an einer hervorgehobenen Stelle und wurde als solcher wahrgenommen.
Im Volksmund wurde auch noch nach der Umbenennung (und wird noch) oft die Abkürzung Piter (russisch Питер) weiter als Spitzname für die Stadt verwendet.
Die Dichterin Anna Achmatowa schrieb 1963 in ihrem Poem ohne Held, offenbar an ihren guten Freund und von ihr als „Zwilling“ bezeichneten Ossip Mandelstam gerichtet, der Opfer der stalinistischen Säuberungen wurde: „In Petersburg werden wir uns wiedersehen …“. Literatur-Nobelpreisträger Joseph Brodsky schrieb 1987 in Erinnerungen an Leningrad

„Leningrad, so sehr ich diesen Namen für die Stadt verabscheue. … Von der Nation wird diese Stadt entschieden als Leningrad erlebt; mit der zunehmenden Vulgarität dessen, was sie umfasst, wird sie mehr und mehr zu Leningrad. Außerdem klingt dem russischen Ohr ‚Leningrad‘ als Wort bereits so neutral wie ‚Bau‘ oder ‚Wurst‘. Und doch sage ich lieber ‚Piter‘, denn ich erinnere mich an diese Stadt in einer Zeit, wo sie noch nicht wie ‚Leningrad‘ aussah.“

Nach dem Zerfall der Sowjetunion führte eine Volksabstimmung 1991 zu einer knappen Mehrheit zugunsten der Rückbenennung in Sankt Petersburg. Der Erlass vom 6. September 1991 vollzog diesen Wählerwillen. Gleichzeitig wurden viele Straßen, Brücken, Metro-Stationen und Parks wieder rückbenannt. Im Zusammenhang mit historischen Ereignissen wird nach wie vor der zum Ereignis „passende“ Name genutzt, zum Beispiel „Heldenstadt Leningrad“ beim Gedenken an den Deutsch-Sowjetischen Krieg von 1941 bis 1945, der in Russland „Großer Vaterländischer Krieg“ (Великая Отечественная война/Welikaja Otetschestwennaja woina) genannt wird.
Das umliegende Verwaltungsgebiet (föderative Einheit) Oblast Leningrad (russ. Leningradskaja Oblast) behielt nach einem Beschluss des dortigen Gebietssowjets den alten Namen.

## Geographie

### Lagebeschreibung und Wirkung der Ostseenähe

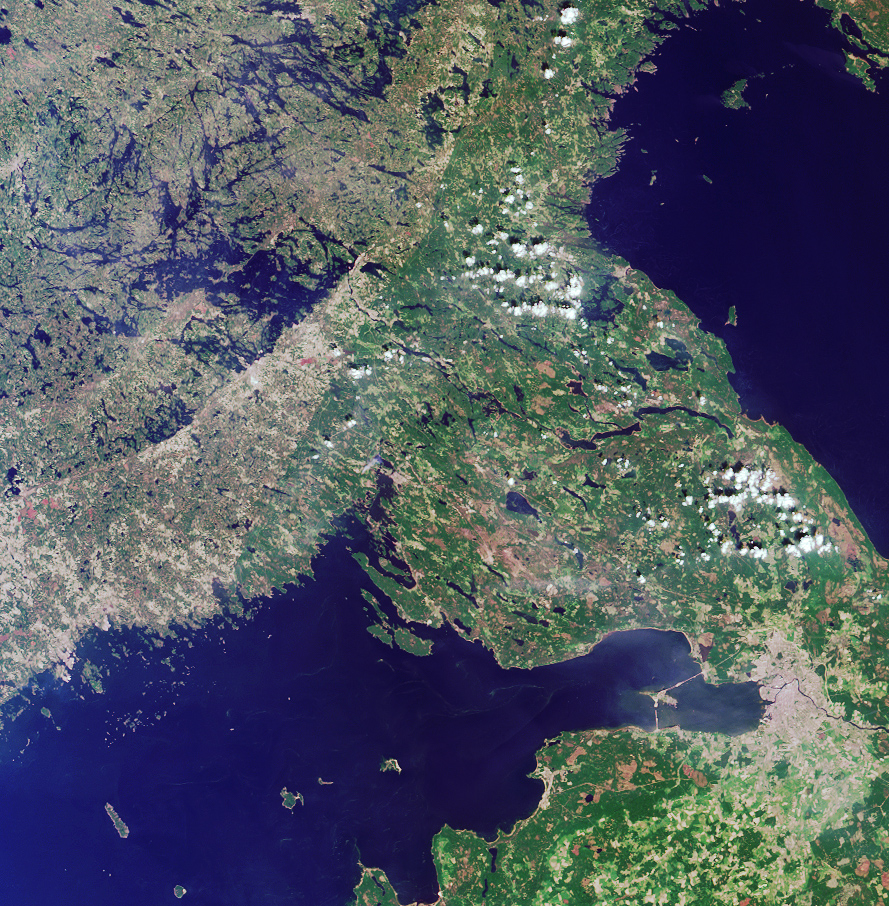
Satellitenaufnahme von Petersburg und Umgebung: Von links nach rechts Finnischer Meerbusen, Sankt Petersburg, Ladogasee. Links oben die Landesgrenze zu Finnland, in der Bucht vor Petersburg die Inselfestung Kronstadt und davon ausgehend der Damm vor Petersburg

Die ursprünglich in einem Sumpfgebiet gebaute Stadt liegt an der Mündung der Newa in den Finnischen Meerbusen. Das Stadtgebiet umfasst etwa 1.431 km² einschließlich der administrativ seit 1999 zu Sankt Petersburg gehörenden Vororte wie Peterhof und Puschkin, davon etwa 10 Prozent Wasser. Die Stadt besteht aus 42 Inseln. Ursprünglich waren es mehr gewesen, zahlreiche Kanäle zwischen ihnen wurden jedoch mittlerweile zugeschüttet. Die Stadt selbst musste zwei bis vier Meter über dem Meeresspiegel gebaut werden, da die Newa-Mündung sich ungefähr auf Meereshöhe befindet. Daher stießen die ersten Bauarbeiter bereits in wenigen Zentimetern Tiefe auf Grundwasser. Die Ufer wurden schon früh mit Granitblöcken befestigt, was Sankt Petersburg nicht nur vor dem Wasser schützt, sondern viel zum spezifischen Stadtbild beiträgt. Alexander Puschkin beschrieb es als: „Die Stadt kleidet sich in Granit“.
Durch ihre Lage wenige Meter über dem Meeresspiegel ist die Stadt stets durch Hochwasser bedroht. Das auf einer nahen Insel gelegene Kronstadt ist ein Referenzpunkt für das Höhennull. Die Bezugsfläche dieses Kronstädter Pegels liegt etwa 15 Zentimeter höher als der in Deutschland gültige Amsterdamer Pegel und ist in großen Teilen Osteuropas und war in den Neuen Bundesländern bis 1993 Referenzpunkt für Höhenangaben. Die Stadt wurde oft ein Opfer von Überschwemmungen. Die offizielle Statistik zählt seit der Stadtgründung 295 Überschwemmungen (Stand: 2003), davon allein 44 seit 1980. Die schlimmsten Fluten waren 1824 (je nach Statistik 200 bis 500 Tote) und 1924.

### Klima
Sankt Petersburg liegt auf demselben Breitengrad wie die Städte Oslo und Stockholm, der Südteil Alaskas und die Südspitze Grönlands. Es hat ein typisches Meeresklima, das Wetter ist wechselhaft und kann innerhalb kurzer Zeit umschlagen. Die Sommer sind vergleichsweise mild mit Durchschnittstemperaturen von 19 bis 22 °C, im Winter sinken die Durchschnittstemperaturen allerdings auf −4 bis −8 °C. Die Maxima betragen +37 °C im Sommer (2010) und −42 °C im Winter (1941 und andere, allerdings unsichere Angaben). Aufgrund der Lage wird es zur Zeit der Sommersonnenwende nachts nicht vollständig dunkel (sog. „Weiße Nächte“).
|                       | Jan   | Feb  | Mär  | Apr | Mai  | Jun  | Jul  | Aug  | Sep  | Okt | Nov  | Dez  |   |      |
| Mittl. Tagesmax. (°C) | −5,1  | −4,1 | 1,1  | 8,1 | 15,6 | 20,1 | 21,9 | 20,0 | 14,5 | 8,2 | 2,0  | −2,3 | ⌀ | 8,4  |
| Mittl. Tagesmin. (°C) | −10,7 | −9,7 | −5,2 | 0,6 | 6,5  | 11,4 | 13,9 | 12,8 | 8,1  | 3,4 | −1,9 | −7,1 | ⌀ | 1,9  |
|                       |       |      |      |     |      |      |      |      |      |     |      |      |   |      |
| Niederschlag (mm)     | 38    | 31   | 35   | 33  | 38   | 58   | 80   | 81   | 69   | 67  | 56   | 51   | Σ | 637  |
|                       |       |      |      |     |      |      |      |      |      |     |      |      |   |      |
| Sonnenstunden (h/d)   | 0,7   | 1,9  | 4,0  | 6,0 | 8,4  | 9,2  | 8,6  | 6,9  | 4,3  | 2,3 | 0,9  | 0,4  | ⌀ | 4,5  |
|                       |       |      |      |     |      |      |      |      |      |     |      |      |   |      |
| Regentage (d)         | 10    | 9    | 9    | 7   | 7    | 9    | 10   | 11   | 12   | 12  | 12   | 12   | Σ | 120  |
|                       |       |      |      |     |      |      |      |      |      |     |      |      |   |      |
| Wassertemperatur (°C) | 1     | 0    | 0    | 1   | 5    | 12   | 17   | 16   | 12   | 8   | 5    | 2    | ⌀ | 6,6  |
|                       |       |      |      |     |      |      |      |      |      |     |      |      |   |      |
| Luftfeuchtigkeit (%)  | 85    | 83   | 78   | 71  | 64   | 67   | 72   | 77   | 81   | 83  | 86   | 87   | ⌀ | 77,8 |

| −10,7 |

| −9,7 |

| −5,2 |

| 0,6 |

| 6,5 |

| 11,4 |

| 13,9 |

| 12,8 |

| 8,1 |

| 3,4 |

| −1,9 |

| −7,1 |

| −10,7 |

| −9,7 |

| −5,2 |

| 0,6 |

| 6,5 |

| 11,4 |

| 13,9 |

| 12,8 |

| 8,1 |

| 3,4 |

| −1,9 |

| −7,1 |

### Wirkung der Newa
Die Newa ist mit 74 Kilometer Länge zwar ein sehr kurzer, aber einer der wasserreichsten Flüsse Europas. Sie wird bis zu 600 Meter breit und hat eine starke Strömung. Rund 28 Kilometer seiner Strecke legt der Fluss innerhalb des Stadtgebiets von Sankt Petersburg zurück.
Bis in das 19. Jahrhundert hinein genügte die Biologie der relativ flachen Bucht der Newa allein, um das Abwasser aus Sankt Petersburg zu reinigen. Noch immer machen die Abwässer der 5 Millionen Einwohner zählenden Industriestadt erst 2 Prozent der Gesamtwassermenge der Newa aus. Mitte des 19. Jahrhunderts jedoch brachen erste wassergebundene Epidemien wie Cholera und Typhus aus. Allein während der Typhus-Epidemie von 1908 starben etwa 9000 Menschen. Durch eine Änderung der Einleitungsbedingungen konnte dem Problem ab 1910 vorerst abgeholfen werden. In den 1950er und 1960er Jahren sorgte der starke Anstieg der Bevölkerungszahlen erneut für eine Eskalation des Abwasserproblems. Hinzu kam die stärkere Verschmutzung der Newa an ihrem Flusslauf – sie entwässert den Ladogasee, an dessen Ufer zahlreiche Fabriken liegen und der selbst über seine Zubringer das Schmutzwasser zahlreicher russischer Städte aufnimmt. Eine Kläranlage wurde gebaut, allerdings erreichen 25 bis 30 Prozent der städtischen Abwässer ungeklärt den Fluss und die Bucht. In der Bucht leben vor allem Süßwasser- aber auch einige Brackwasserbewohner. Das biologische System ist hoch veränderlich und leidet unter menschlichen Eingriffen. Neben Moskau gilt Petersburg als eine der am stärksten verschmutzten Städte Russlands.
Seit 1978 ließ die sowjetische Regierung den Petersburger Damm quer durch die Newabucht bauen, um die Stadt vor Überschwemmungen zu schützen. Im Gegensatz zu den meisten Überflutungen durch Flüsse rühren die Überschwemmungen an der Newa nämlich nicht daher, dass der Fluss von seinem Oberlauf mehr Wasser mitbringt, sondern daher, dass Westwind in den Finnischen Meerbusen drückt und den Abfluss des Wassers verhindert oder in extremen Fällen die Fließrichtung umkehrt.
Die Konstruktion wurde Ende der 1980er Jahre aus Gründen des Umweltschutzes vorläufig abgebrochen: Der Damm störte die Zirkulation des Küstenwassers, große Teile des Wassers standen still, die Wasserqualität sank erheblich. Befürchtungen gehen dahin, dass die gesamte Bucht sich in einen Sumpf verwandeln könnte. Der Damm wurde jedoch seit 1990 mit niederländischer Hilfe und Unterstützung der Europäischen Investitionsbank weiter gebaut und 2010 vollendet. Da die Umweltschutzargumente gegen den Damm aber weiterhin vorhanden sind, bleibt das Thema in der Stadt sehr umstritten.

## Verwaltungsgliederung

Stadtbezirke Sankt Petersburgs (Nummerierung in kyrillischer alphabetischer Reihenfolge)

Sankt Petersburg gliedert sich in 18 „Rajon“ genannte Stadtbezirke, die ihrerseits in insgesamt 111 Verwaltungseinheiten der nächsten Ebene unterteilt sind (81 munizipale Bezirke, 9 Städte, 21 Siedlungen).
| Nr. | Rajon            | Russischer Name   | Einwohner 12. Januar 1989 | Einwohner 9. Oktober 2002 | Einwohner 1. Januar 2010 | Unterstellte Städte     |
| --- | ---------------- | ----------------- | ------------------------- | ------------------------- | ------------------------ | ----------------------- |
| 01  | Admiralteiski    | Адмиралтейский    | 230.186                   | 187.837                   | 170.315                  |                         |
| 17  | Frunsenski       | Фрунзенский       | 433.420                   | 405.274                   | 390.980                  |                         |
| 04  | Kalininski       | Калининский       | 511.794                   | 469.409                   | 456.984                  |                         |
| 05  | Kirowski         | Кировский         | 391.721                   | 338.820                   | 320.119                  |                         |
| 06  | Kolpinski        | Колпинский        | 179.014                   | 175.396                   | 183.596                  | Kolpino                 |
| 07  | Krasnogwardeiski | Красногвардейский | 377.765                   | 336.342                   | 323.633                  |                         |
| 08  | Krasnoselski     | Красносельский    | 315.561                   | 305.129                   | 307.801                  | Krasnoje Selo           |
| 09  | Kronstadtski     | Кронштадтский     | 045.053                   | 043.385                   | 042.755                  | Kronstadt               |
| 10  | Kurortny         | Курортный         | 071.151                   | 067.511                   | 068.020                  | Selenogorsk, Sestrorezk |
| 11  | Moskowski        | Московский        | 352.924                   | 275.884                   | 290.290                  |                         |
| 12  | Newski           | Невский           | 446.602                   | 438.061                   | 439.761                  |                         |
| 14  | Petrodworzowy    | Петродворцовый    | 123.219                   | 115.318                   | 116.919                  | Lomonossow, Peterhof    |
| 13  | Petrogradski     | Петроградский     | 174.300                   | 134.607                   | 124.790                  |                         |
| 15  | Primorski        | Приморский        | 208.387                   | 393.960                   | 415.809                  |                         |
| 16  | Puschkinski      | Пушкинский        | 129.436                   | 118.171                   | 124.798                  | Pawlowsk, Puschkin      |
| 02  | Wassileostrowski | Василеостровский  | 229.936                   | 199.692                   | 195.115                  |                         |
| 03  | Wyborgski        | Выборгский        | 460.855                   | 419.567                   | 410.043                  |                         |
| 18  | Zentralny        | Центральный       | 342.182                   | 236.856                   | 218.548                  |                         |

Anmerkungen:
1. ↑  1989 Rajons Leninski und Oktjabrski, die in den 1990er Jahren vereinigt wurden.
2. 1 2 3  war 1989 dem Stadtsowjet Leningrad unterstellt, gehörte aber nicht zur eigentlichen Stadt.
3. ↑  war 1989 als Stadt Kronstadt (kein Rajon) dem Stadtsowjet Leningrad unterstellt, gehörte aber nicht zur eigentlichen Stadt.
4. ↑  war 1989 als Rajon Sestrorezk dem Stadtsowjet Leningrad unterstellt, gehörte aber nicht zur eigentlichen Stadt.
5. ↑  1989 Petrodworez.
6. ↑  1989 Rajons Dserschinski, Kuibyschewski und Smolninski, die in den 1990er Jahren vereinigt wurden.

## Geschichte

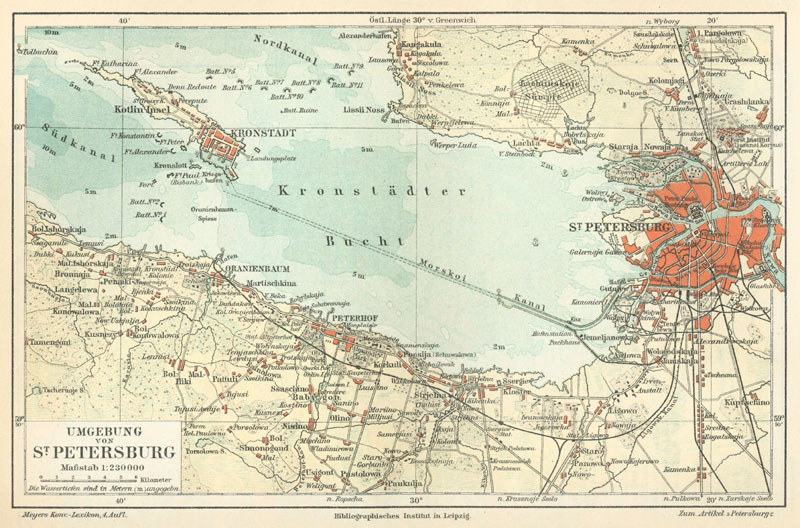
Historische Karte (um 1888)

### Vorgeschichte, Gründung und Aufbau der Stadt
Die Stadtgründung von Sankt Petersburg ist Gegenstand eines um Peter den Großen gewobenen politischen Mythos. Danach soll der Zar bereits bei deren erstem Anblick eine unbewohnte und öde Sumpflandschaft an der Newa-Mündung zum Standort seiner zukünftigen Hauptstadt, eines „Fensters nach Europa“ für Russland, ausgewählt haben. Die wortmächtigste und am häufigsten zitierte Ausformulierung dieses Mythos von der eine „Hauptstadt aus dem Nichts“ erschaffenden Willenskraft Peters des Großen findet sich in dem Gedicht Der eherne Reiter (1834) von Alexander Puschkin.
Tatsächlich war der Bereich der unteren Newa schon lange zuvor Teil einer Kulturlandschaft, des Ingermanlandes. Dort lebten seit dem 10. Jahrhundert Vertreter verschiedener finno-ugrischer Völker größtenteils von der Landwirtschaft. Zu Beginn des 14. Jahrhunderts stritten Schweden und Nowgorod um das Gebiet. Eine als Landskrona überlieferte schwedische Siedlung an diesem Ort wurde angeblich im Jahr 1301 zerstört. Danach einigte man sich darauf, die Region als Pufferzone zwischen den Einflusssphären zu betrachten, in der keine Festungen errichtet werden durften.
In den folgenden Jahrhunderten wurde das Gebiet zumindest als Landungsstelle für die Newa befahrende Schiffe genutzt, möglicherweise aber als Handelsplatz. Letzteres gilt sicher für die Zeit einer erneuten schwedischen Dominanz in der Region nach der Errichtung der Festung Nyenschanz im Jahr 1611 und der sie bald umgebenden Siedlung Nyen. Beide lagen auf dem Stadtgebiet des heutigen Sankt Petersburg am nördlichen (oder rechten) Ufer der Newa. Es gibt Hinweise auf größere städtebauliche Ambitionen der Schweden für Nyen im 17. Jahrhundert. Allerdings erlebten diese Vorhaben einen herben Rückschlag, als Siedlung und Festung 1656 während des Zweiten Nordischen Krieges von russischen Truppen zerstört wurden.
Dem Wiederaufbau folgte am 1. Mai 1703, während des Großen Nordischen Krieges, die endgültige Eroberung von Nyenschanz durch die newaabwärts vorrückenden Russen unter Scheremetew. Nyen war zu diesem Zeitpunkt bereits von den Schweden selbst präventiv geräumt und teilweise zerstört worden. Das Ende von Nyen und Nyenschanz markierte gleichzeitig den Beginn der Stadtgeschichte von Sankt Petersburg. Offiziell verbindet man ihn mit dem Datum 16. Maijul. / 27. Mai 1703greg.. An diesem Tag wurde auf einer Nyenschanz gegenüber gelegenen Insel im Newa-Delta der Grundstein für die nach dem Namenspatron des Zaren benannte Peter-und-Paul-Festung gelegt. In Urkunden und Karten aus der Gründungszeit finden sich neben der deutschen Bezeichnung Sankt Petersburg die niederländisch klingenden Sankt Piter Bourgh oder St. Petersburch.
Es gibt keine Quellen, die glaubhaft belegen würden, dass Peter der Große das Bollwerk von Beginn an als Keimzelle einer größeren Siedlung oder gar seiner zukünftigen Hauptstadt angesehen hätte. In erster Linie sollte die Peter-und-Paul-Festung zunächst wohl die Funktion von Nyenschanz übernehmen, also die Newa-Mündung strategisch absichern, nur jetzt für die Russen. Die äußeren Bedingungen für eine Stadtgründung waren denkbar ungeeignet, soweit stimmt die Überlieferung. Das Delta wurde häufig von Überschwemmungen heimgesucht, ein Großteil der Gegend war nicht einmal für die Landwirtschaft geeignet. Nur einige Fischer hielten sich hier in den Sommermonaten auf. Später sollte es aufgrund der ungünstigen Lage immer wieder zu Überschwemmungen kommen, bei denen zahlreiche Bewohner ihr Leben ließen.
Dass Peter der Große trotz der widrigen Gegebenheiten diesen Ort schließlich für seine neue Hauptstadt auswählte, ist auf die Tatsache zurückzuführen, dass hier vorzüglich ein Seehafen angelegt werden konnte und zudem der Anschluss an das binnenrussische Flusssystem gegeben war. Im Stadtwappen wird dies ausgedrückt, indem neben dem Zepter sowohl ein See- als auch ein Binnenanker dargestellt werden. Des Weiteren war die Nähe zu Westeuropa ausschlaggebend, ging es Peter dem Großen doch darum, Russland zu modernisieren.
Erst ab dem Jahr 1706 ist, durch die Zwangsrekrutierung zahlreicher Leibeigener für die Bauarbeiten an der Newa-Mündung, ein wirklicher Plan für die Errichtung einer neuen Stadt erkennbar. Sobald dieses Ziel vor Augen stand, wurde es mit großem Nachdruck und mit Rücksichtslosigkeit von Zar Peter in wenigen Jahren umgesetzt. Während die Stadt in ihren Grundmauern erstand, verbot er die Errichtung von Steingebäuden in ganz Russland außerhalb Sankt Petersburgs – jeder verfügbare Steinmetz sollte an der Erbauung der neuen russischen Hauptstadt arbeiten. Die Flucht von Arbeitern aus der Stadt und vom oft tödlichen Bauprojekt wurde mit harten Strafen geahndet.
1706 wurden 30.000 Leibeigene im Zarentum Russlands zwangsrekrutiert, 1707 waren es 40.000. Ungefähr die Hälfte von ihnen schaffte es, auf dem Weg nach Nordwesten zu fliehen. Schon während der Errichtung der Stadt kamen vermutlich Zehntausende von Zwangsarbeitern und Leibeigenen ums Leben. Sie starben an Sumpffieber, Skorbut, an der Ruhr oder einfach an Hunger und Entkräftung. Große Teile der Stadt sind auf Pfählen im Boden errichtet, aufgrund der großen Zahl von Toten beim Bau sprechen viele Leute davon, dass sie eigentlich auf Skeletten ruht. Zudem befand Russland sich noch bis 1721 im Krieg gegen Schweden, mehrere Gefechte fanden in der Nähe der gerade gegründeten Zarenresidenz statt (vgl. Angriffe auf Sankt Petersburg). Erst nachdem die Schweden 1709 in der Schlacht bei Poltawa geschlagen worden waren, konnte die Stadt weitgehend als gesichert angesehen werden.

Gribojedow-Kanal. Einer der vielen Kanäle in Sankt Petersburg

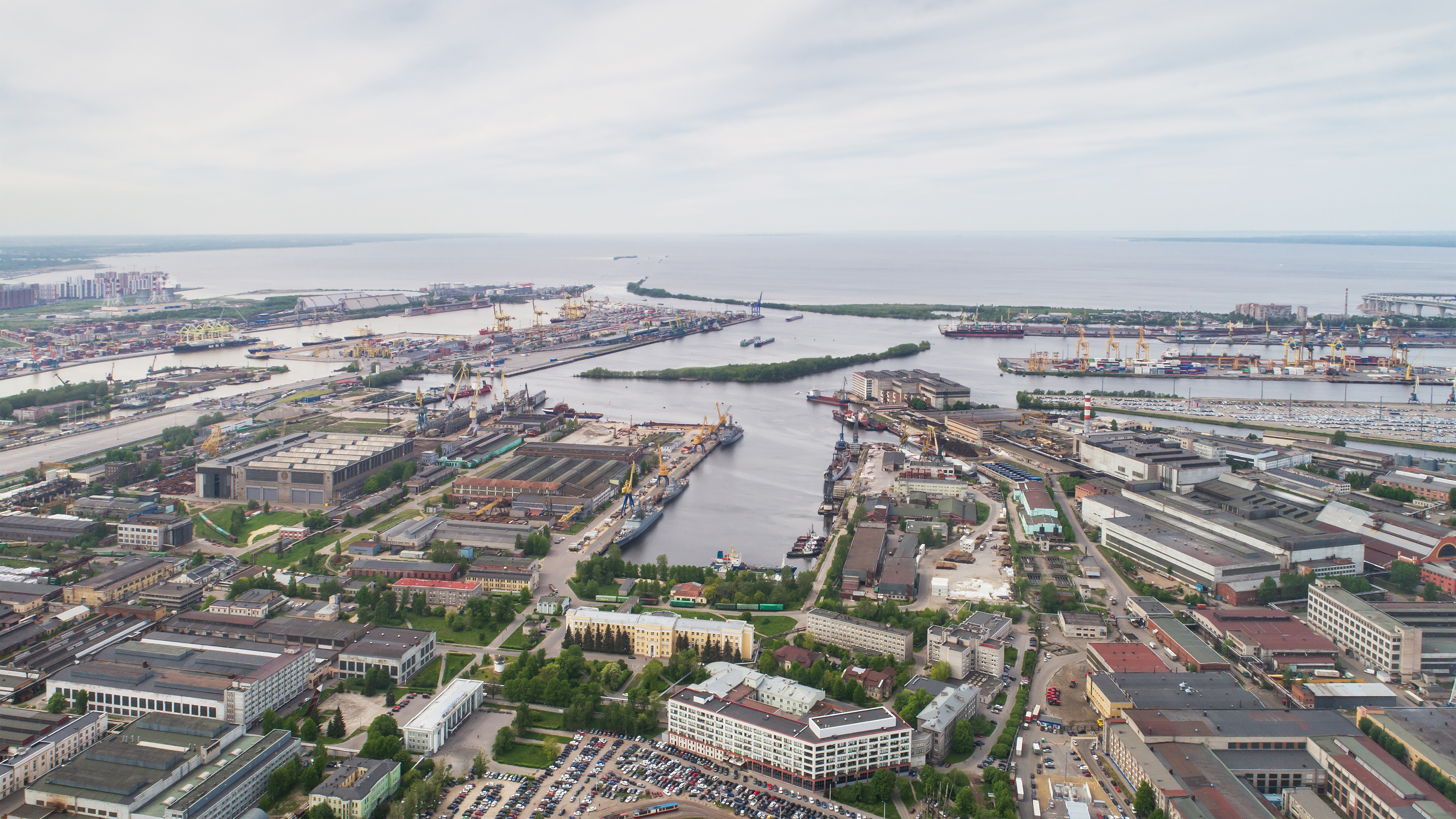
Industrie- und Hafenanlagen an der Newa

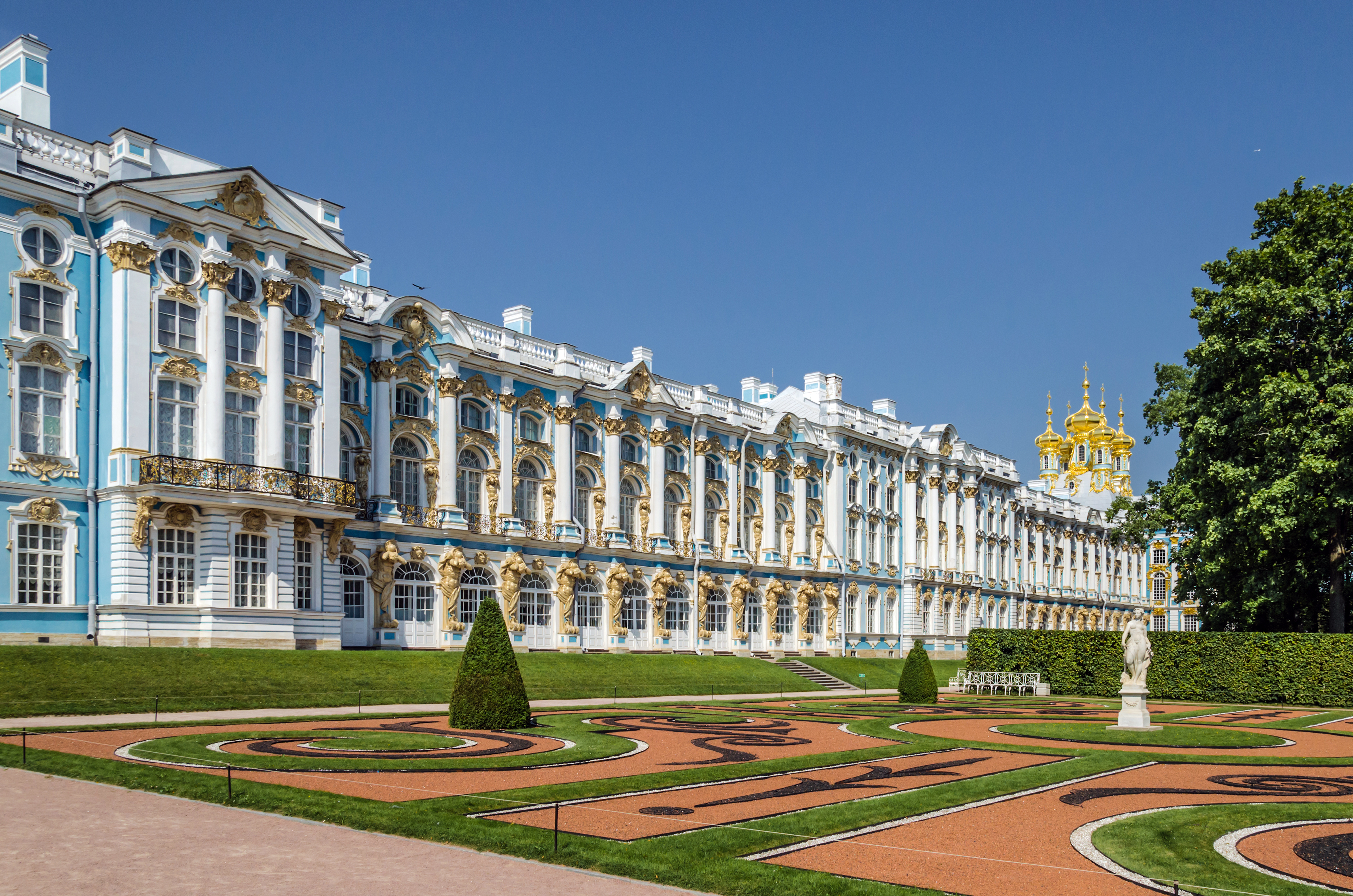
Katharinenpalast, Gartenansicht

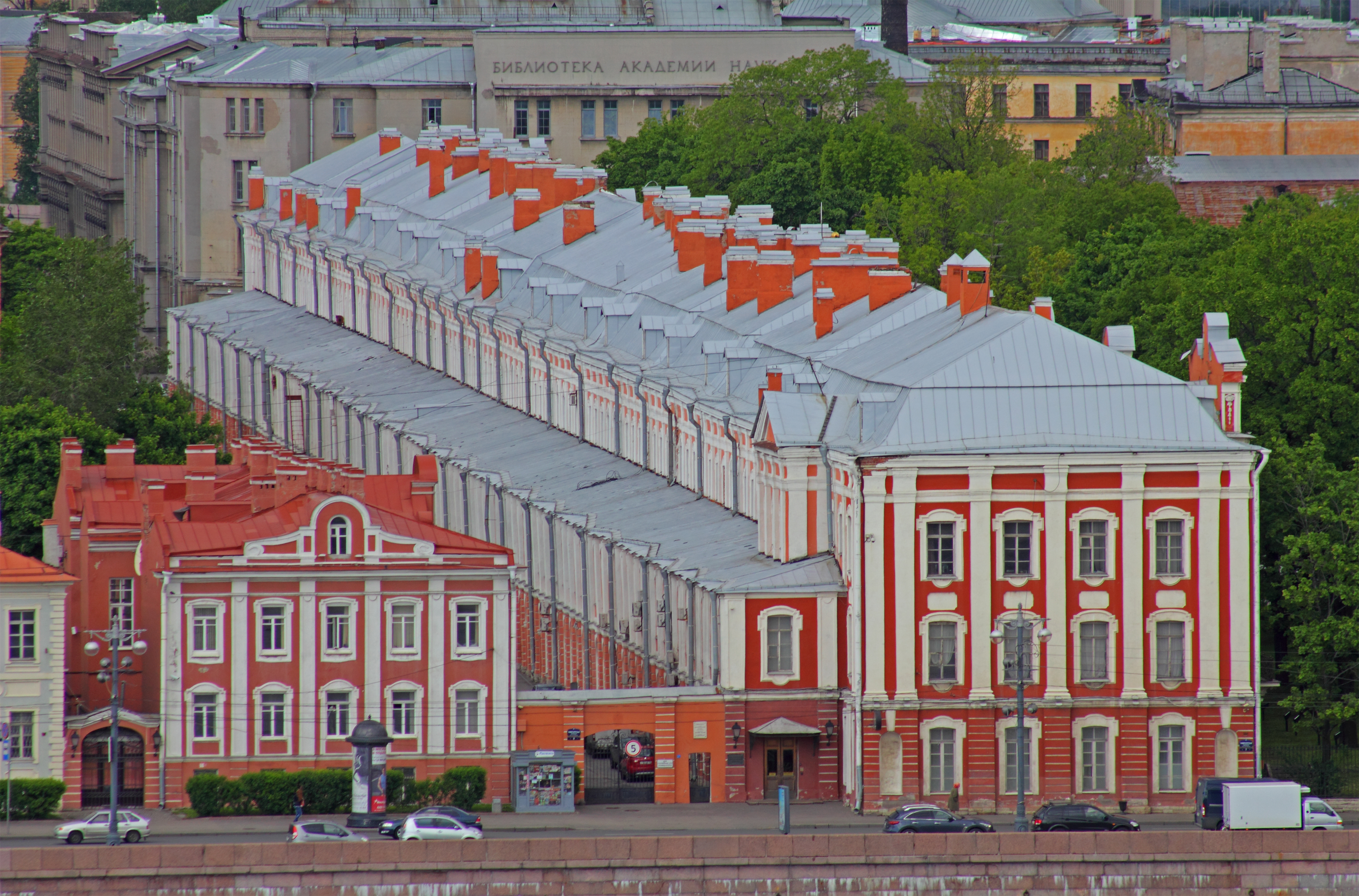
Die „Zwölf Kollegien“, unter Peter I. Sitz der russischen Ministerien

Da der russische Adel nicht bereit war, in die Stadt zu ziehen, beorderte Peter ihn nach Sankt Petersburg. Die Familien mussten auf eigene Kosten mit ihrem gesamten Haushalt in die Stadt ziehen, in Häuser, deren Stil und Größe genau festgeschrieben waren. 1714 standen in Sankt Petersburg etwa 50.000 bewohnte Häuser, die Stadt war die erste in Russland, die eine offizielle Polizei sowie eine effektiv funktionierende Feuerwehr hatte. Die Innenstadt wurde abends und nachts künstlich beleuchtet, die Bewohner dazu angehalten, Bäume zu pflanzen.

### Sankt Petersburg wird Hauptstadt
Das Bauprogramm des Zaren konnte nur mit drastischen Maßnahmen durchgeführt werden. Baumaterialien waren an der Newamündung ein seltenes Gut. So wurde 1710 ein Erlass herausgegeben, nach dem jeder Einwohner der Stadt jährlich 100 Steine abliefern oder aber eine hohe Geldstrafe zahlen musste. Jedes Frachtschiff, das die Stadt anlief, musste einen bestimmten Prozentsatz der Ladung Steine anliefern. Ein Erlass von 1714 besagte, dass Steinbauten nur noch in Sankt Petersburg gebaut werden durften (dieser Erlass wurde erst 1741 wieder aufgehoben). Die drakonischen Erlasse des Zaren zeigten Erfolg: Schon 1712 erklärte Peter der Große Sankt Petersburg anstelle von Moskau zur Hauptstadt des Russischen Zarentums (ab 1721: des Russischen Kaiserreichs). Bis auf ein kleines Zwischenspiel in den Jahren 1728–1732, als der Hof wieder in Moskau residierte, blieb Petersburg bis 1918 Hauptstadt Russlands.

### Blütezeit

Plan der Stadt um 1900

St. Petersburg und Umgebung um die Wende vom 19. zum 20. Jahrhundert

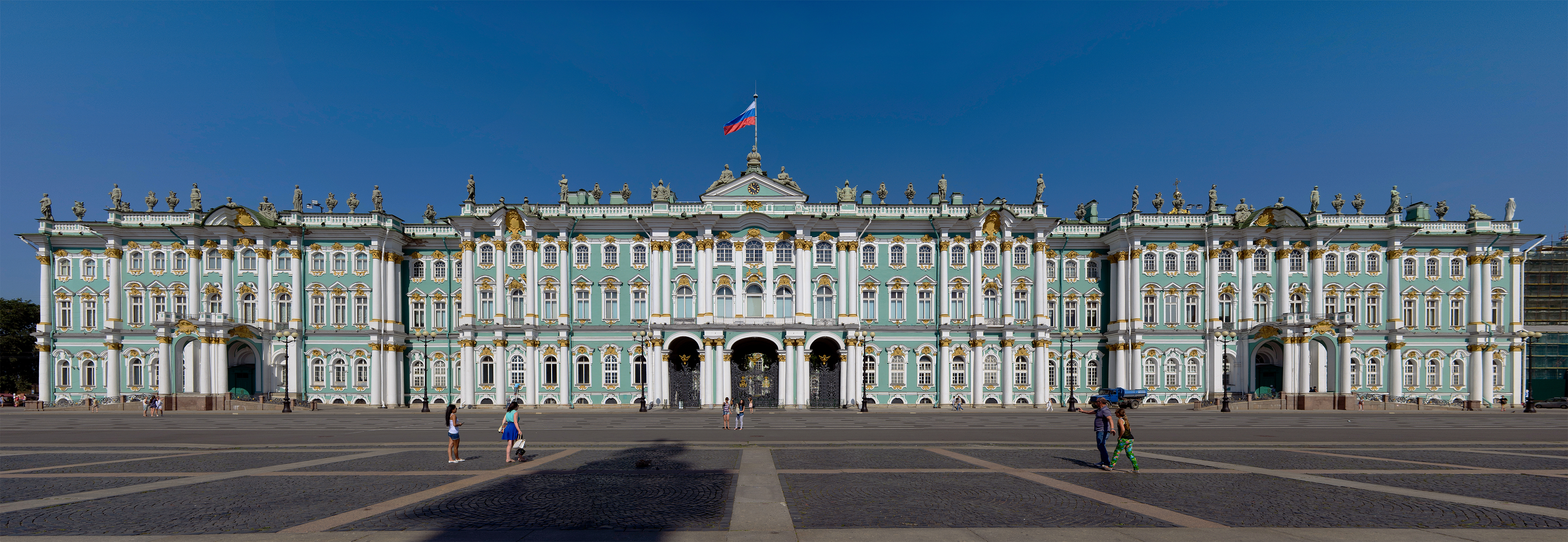
Winterpalast (beherbergt heute die Eremitage) vom Palastplatz aus aufgenommen

Peter ließ Handwerker und Ingenieure aus ganz Europa, insbesondere aus Deutschland und den Niederlanden, kommen, welche die neue Hauptstadt von Anfang an zu einem Zentrum europäischer Technik und Wissenschaft machen sollten. Zu dieser Zeit wurde die deutschsprachige St. Petersburgische Zeitung gegründet, die erste Zeitung der Stadt. Das Wachstum der Stadt hielt weiter an. So zählte St. Petersburg 1725 bereits 70.000 Einwohner.
Nach dem Tod Peters des Großen 1725 legte sich der Enthusiasmus der russischen Herrscher für das Fenster nach Europa. Im Jahr 1727 wurde Moskau für kurze Zeit wieder Hauptstadt. Erst Kaiserin Anna kehrte nach Sankt Petersburg zurück und machte es erneut zur Hauptstadt, ihre stadtplanerische Entscheidungen prägen die Stadt bis ins 21. Jahrhundert. Sie verlegte zum einen das Stadtzentrum von der sogenannten Petrograder Seite auf die Admiralitätsseite der Newa, zum anderen legte sie die wichtigsten Hauptstraßen, den Newski-Prospekt, die Gorochowaja Uliza und den Wosnessenski-Prospekt an. Trotzdem residierte sie weiterhin lieber und öfter in Moskau.
Kaiserin Elisabeth (1741–1762) und vor allem Katharina II. „die Große“ (1762–1796) öffneten das Reich wieder verstärkt nach Westen, indem sie Künstler und Architekten nach Sankt Petersburg holten. Durch das Einladungsmanifest Katharinas wurden unter anderem Religionsfreiheit und die Selbstverwaltung auf lokaler Ebene mit Deutsch als Sprache zugesichert, ferner eine finanzielle Starthilfe.
In der Zeit Elisabeths entstanden die meisten der Prunkbauten, die noch immer das Stadtbild bestimmen. Sie ließ unter anderem den Winterpalast und das Smolny-Kloster bauen. Den Katharinenpalast ließ sie zu Ehren ihrer Mutter umgestalten, der Stil Francesco Rastrellis begann die Stadt zu prägen.

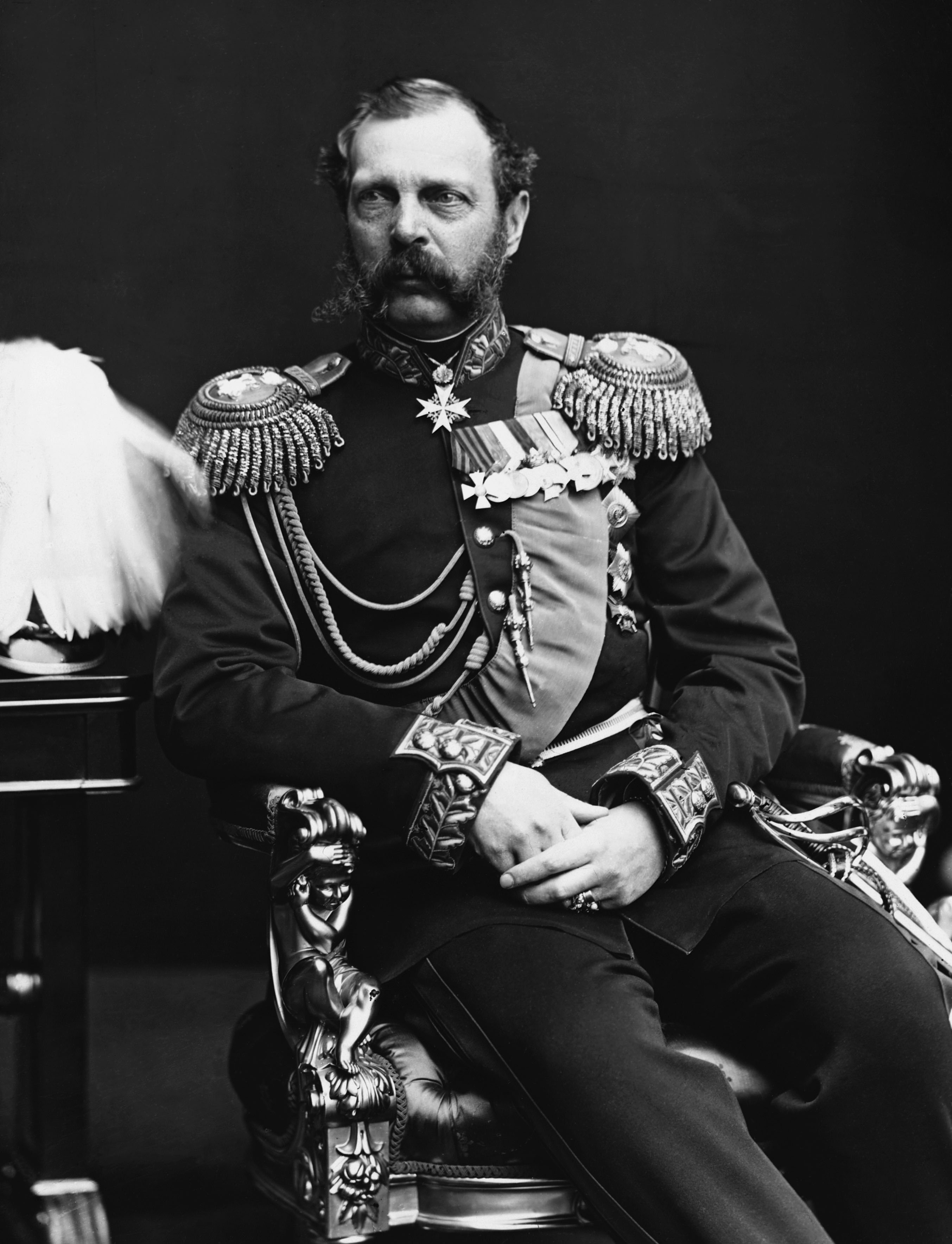
Alexander II. von Russland

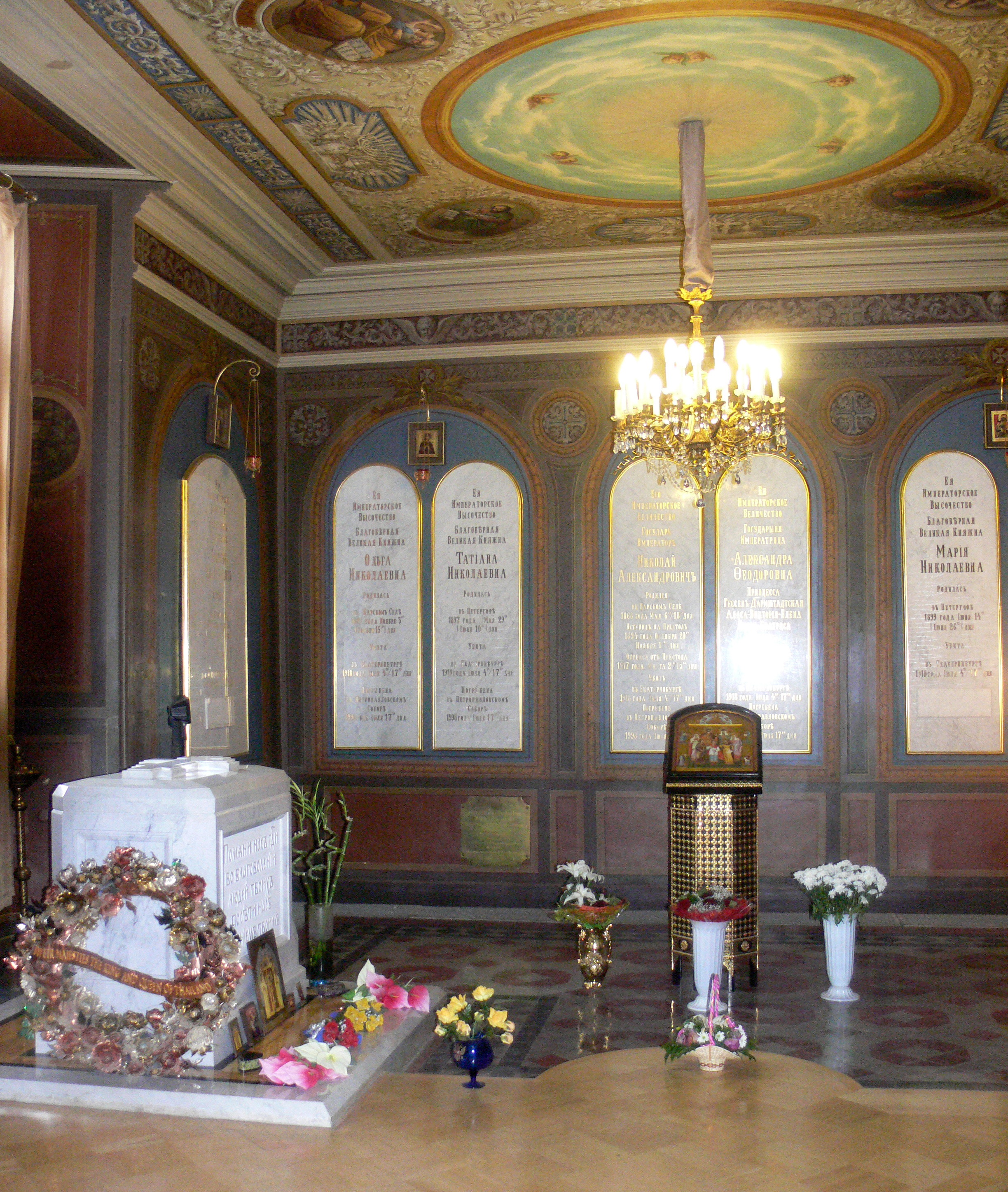
Grabkapelle der letzten Kaiserfamilie in der Peter-Paul-Kathedrale

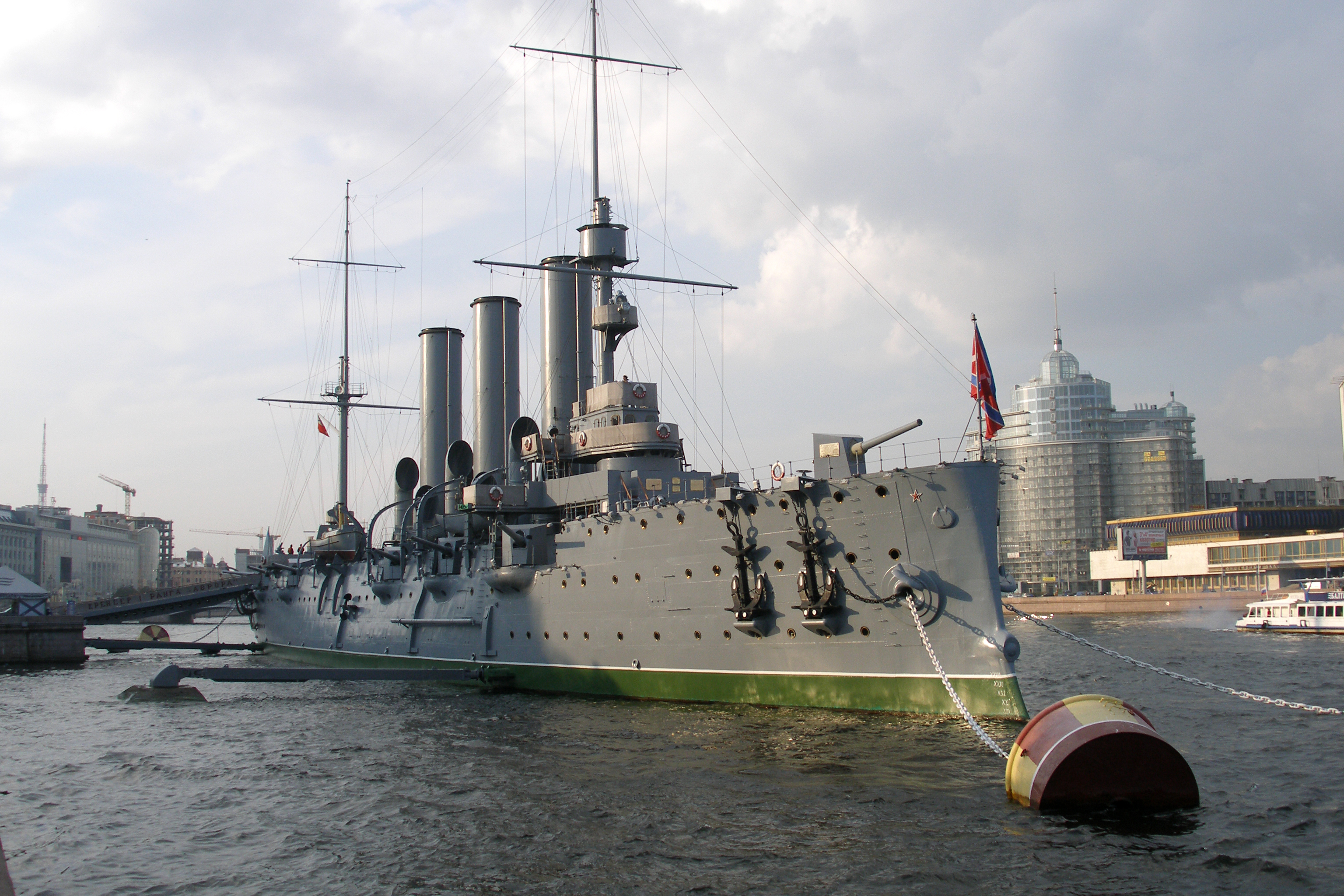
Der Kreuzer Aurora, Symbol der Oktoberrevolution von 1917, liegt vor der Kadettenakademie.

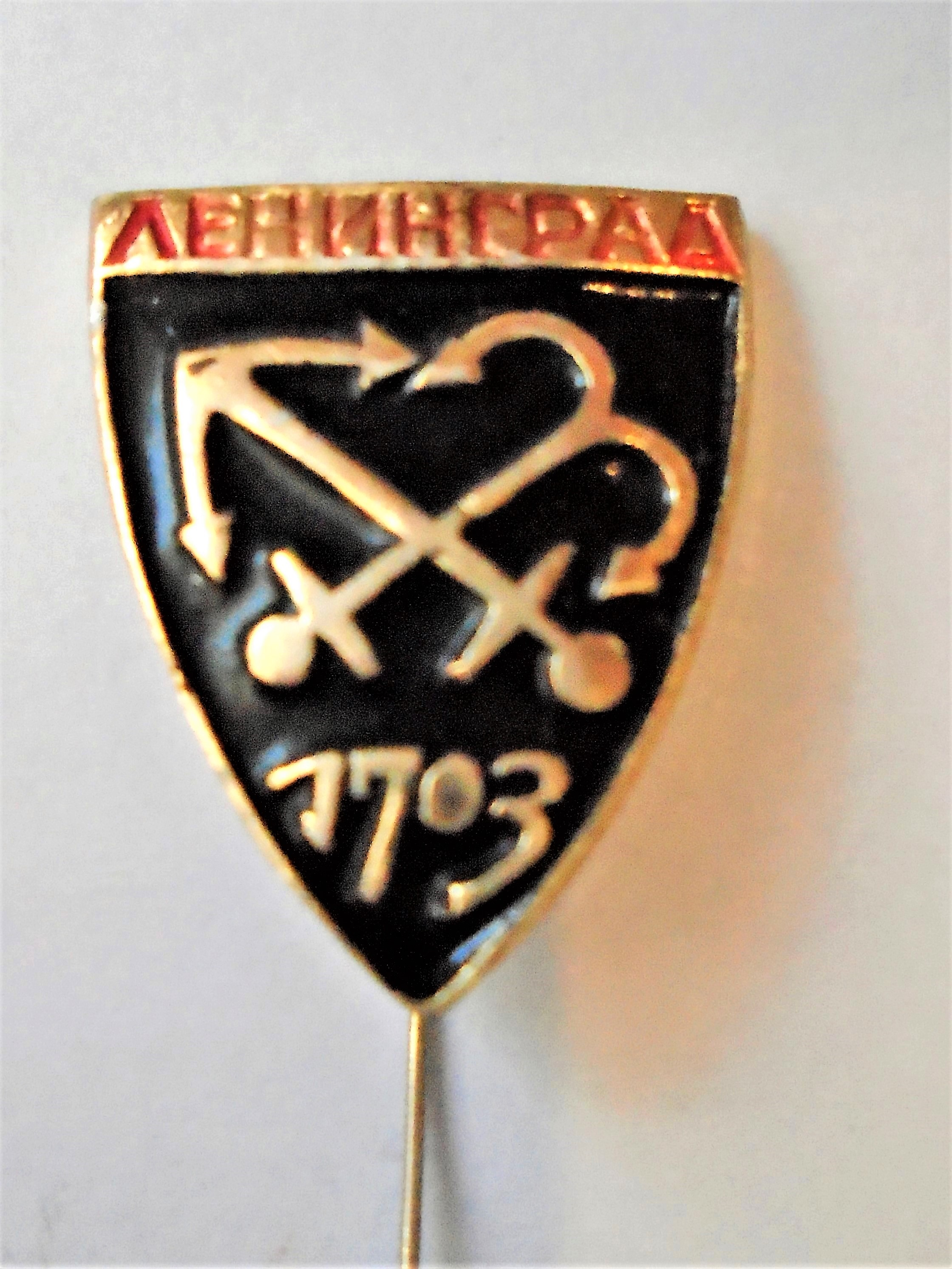
Alter emaillierter Anstecker von Leningrad aus der Zeit der UdSSR

Die nach Peter wahrscheinlich wichtigste Gestalt in der Geschichte der Stadt ist Katharina die Große, die 1762 den Thron bestieg. Sie sah sich – zumindest bis die Französische Revolution ausbrach – dem Geist der Aufklärung verpflichtet und setzte auf Bildung und Kunst. Katharina II. gründete in ihrer Zeit 25 akademische Einrichtungen sowie mit dem Smolny-Institut die erste staatliche russische Schule für Mädchen. Das Reiterstandbild Peters des Großen, ein Wahrzeichen der Stadt, stammt ebenfalls aus dieser Zeit.
Ende des 18. und in der ersten Hälfte des 19. Jahrhunderts erlebte die Stadt eine Blütezeit, vorerst vor allem auf kulturellem, später auf wissenschaftlich-technischem Gebiet. Die erste russische Ballettschule entstand 1738 in der Stadt. 1757 eröffnete die Akademie der Künste, in der seitdem Maler, Bildhauer und Architekten ausgebildet werden. Theater und Museen, höhere Schulen und Bibliotheken entstanden: 1783 wurde das Mariinski-Theater eröffnet, in dem später die großen Nationalopern Michail Glinkas aufgeführt werden sollten. 1810 wurde eine militärische Ingenieursschule gegründet, das erste höhere Bildungsinstitut für Ingenieure in Russland (nach mehreren Umbenennungen, so 1855 in Nikolajewski-Militärakademie für Ingenieurswesen und zuletzt 1997, besteht sie nunmehr als Militärische ingenieurtechnische Universität). 1819 wurde aus dem Pädagogischen Institut die Petersburger Universität. Bis auf wenige Ausnahmen waren vor allem deutsche Handwerker daran beteiligt, dass Sankt Petersburg Zentrum des russischen Klavierbaus wurde. Im Verlauf des 19. Jahrhunderts gab es in Sankt Petersburg 60 Manufakturen und Fabriken für Klavierbau, darunter Tischner, Diederichs, Mühlbach, Becker, Lichtenthal, Tresselt, Ihse oder Wirth.
Die Stadt hatte seit ihrer Gründung einen kosmopolitischen Charakter und zog zahlreiche Nationalitäten an. Im Jahr 1869 waren von den 667.200 Einwohnern 555.000 Russen (83,2 Prozent, ohne Ukrainer und Weißrussen). Die größte Minderheitengruppe bildeten die 45.600 Deutschen, die 6,8 Prozent der Stadtbevölkerung ausmachen. Die Absolutzahl der Deutschen blieb bis zum Vorabend des Ersten Weltkrieges (1910) etwa konstant. Ihr relativer Anteil an der Stadtbevölkerung nahm jedoch aufgrund des Bevölkerungswachstums auf 3,4 Prozent ab. Etwa 1–2 Prozent der Bevölkerung in diesem Zeitraum waren Juden.
Die Aufhebung der Leibeigenschaft in Russland durch Kaiser Alexander II. sorgte ab 1861 dafür, dass zahlreiche Menschen in die Stadt einwanderten. Die Bevölkerungszahl schnellte innerhalb weniger Jahre empor.
Schriftsteller und Intellektuelle schlossen sich in literarischen Kreisen zusammen und gaben Wörterbücher und Zeitschriften heraus. Der Brockhaus-Efron entstand 1890 als erste russische Enzyklopädie in Sankt Petersburg. Zu den wichtigsten Zeitschriften zählen etwa der Polarstern von Rylejew und Bestuschew oder Puschkins Sowremennik (Der Zeitgenosse).

### Aufstände, Attentate, Revolutionen
In der Soldaten- und Regierungsstadt Sankt Petersburg fanden bis 1918 alle wichtigen Revolten und Revolutionen der russischen Geschichte statt, der Dekabristenaufstand 1825 ebenso wie die Ereignisse, die langfristig zur Gründung der Sowjetunion führten. In Sankt Petersburg nahmen Ende des 19. Jahrhunderts Unruhen und kleinere Aufstände zu. Die Stadt war Schauplatz zahlreicher Attentate gegen Mitglieder des Zarenhofs und der russischen Verwaltung; unter anderem wurde hier 1881 Alexander II. ermordet.
Revolutionäre Parteien und Vereinigungen gründeten sich, die von der Polizei blutig verfolgt wurden. In Sankt Petersburg begann mit dem Petersburger Blutsonntag die Revolution von 1905 bis 1907. Als Folge wurde die zweite Duma der russischen Geschichte in der Stadt eröffnet, sie blieb politisch allerdings einflusslos. Die Februarrevolution 1917 fand vor allem in Sankt Petersburg statt. Das Startsignal für die Oktoberrevolution 1917 gab ein Schuss des Kreuzers Aurora im Petrograder Hafen. Der nahe gelegene Hafen von Kronstadt bildete das Zentrum eines anarchistisch und rätekommunistisch inspirierten Matrosenaufstands gegen die Diktatur der Bolschewiki, der von Leo Trotzki blutig niedergeschlagen wurde. Lenin erklärte Moskau (wieder) zur sowjetischen und russischen Hauptstadt. Die Bevölkerungszahl der Stadt sank innerhalb weniger Jahre erheblich primär durch Bürgerkrieg und die dadurch verursachte Hungersnot und sekundär durch den Statusverlust und den Umzug der gesamten Regierung und Verwaltung nach Moskau.

### Leningrad
Nach dem Tode Lenins wurde die ehemalige Stadt der Zaren in Leningrad umbenannt. Dies beschloss der zweite Rätekongress der UdSSR am 26. Januar 1924 auf einen entsprechenden Wunsch des Petrograder Rates der Deputierten hin. Das Machtzentrum der Sowjetunion verschob sich dennoch immer mehr nach Moskau. Hatten die Funktionäre der KPdSU in Leningrad anfangs noch gesamtstaatlichen Einfluss, änderte sich das mit dem Ausbau der persönlichen Macht Stalins. 1934 wurde unter bis heute ungeklärten Umständen der populäre Leningrader Parteichef Sergei Kirow in seinem Büro ermordet, der ehemalige Vorsitzende des Petrograder Sowjets Grigori Sinowjew starb 1936 in Folge eines Schauprozesses und 1940 wurde Leo Trotzki, ebenfalls ehemaliger Vorsitzender des Petrograder Sowjets, im mexikanischen Exil umgebracht.
In der Stadtplanung zeigte sich die Auseinandersetzung zwischen Moskau und Leningrad. Der Generalplan von 1935 sah vor, das Stadtzentrum nach Süden zu verlegen, an den neu geschaffenen Moskauer Platz am Moskauer Prospekt. Zentrum Leningrads sollte das an dessen Ostseite gelegene Haus der Sowjets werden, ähnlich dem für Moskau geplanten Palast der Sowjets. Der Moskauer Platz und seine Umgebung sind in der Form des typischen Zentrums der Sozialistischen Stadt angelegt, wie man es dutzendfach in der Sowjetunion finden konnte. Der Ausbruch des Zweiten Weltkriegs und materielle Schwierigkeiten bedeuteten schließlich das Aus für die Verlegung des Zentrums. Der Platz ist der größte der Stadt. Beobachter werten den Leningrader Generalplan allgemein als Angriff auf das alte Petersburg. Durch die Verlegung des Zentrums sollte das alte Sankt Petersburg abgewertet werden. Form und Benennung („Moskauer Platz“, „Moskauer Prospekt“) der neuen Mitte sollten der Stadt ihre Besonderheit nehmen und sie zu einer unter vielen Sowjetstädten machen.
Leningrader Blockade
Während des Zweiten Weltkrieges wurde die Stadt 871 Tage lang von deutschen Truppen unter Generalfeldmarschall Wilhelm Ritter von Leeb (Oberbefehl bis 16. Januar 1942) belagert. In der Zeit der Belagerung vom 8. September 1941 bis zum 27. Januar 1944, in der die Wehrmacht auf Befehl Hitlers keine Eroberung Leningrads versuchte, sondern stattdessen die Stadt systematisch von jeglicher Versorgung abschnitt, starben über eine Million Zivilisten. Eine geheime Weisung des Oberkommandos der Wehrmacht vom 23. September 1941 lautete: „Der Führer ist entschlossen, die Stadt Petersburg vom Erdboden verschwinden zu lassen. Es besteht nach der Niederwerfung Sowjetrusslands keinerlei Interesse am Fortbestand dieser Großsiedlung.“ Ab Frühjahr 1942 wurde das historische Ingermanland, zu dem ein Großteil des Gebietes von Leningrad gehörte, dann als „deutsches Siedlungsgebiet“ in die Annexionspläne des Generalplans Ost mit einbezogen. Das implizierte den Genozid an den etwa drei Millionen Einwohnern Leningrads, die in dieser „Neuordnung des Ostraums“ keinen Platz mehr gehabt hätten.
In der Zeit der deutschen Belagerung Leningrads konnten Nahrungsmittel zur Versorgung der Millionenstadt nur unter großen Gefahren per Flugzeug oder im Winter über den vereisten Ladogasee per Eisenbahn und Lkw („Straße des Lebens“) nach Leningrad gebracht werden. Die Route über den See lag im Schussfeld der Wehrmacht, im Schnitt kam von drei gestarteten Lastkraftwagen einer in Leningrad an. Besonders dramatisch war die Situation im Jahr 1941. Durch Luftangriffe wurde ein Großteil der Nahrungsmittelvorräte vernichtet, zudem brach der Winter ungewöhnlich früh ein. Der Abwurf gefälschter Lebensmittelbezugsscheine aus Flugzeugen der Wehrmacht tat ein Übriges. Die Rationen sanken im Oktober auf 400 Gramm Brot für Arbeiter, 200 Gramm für Kinder und Frauen. Am 20. November 1941 wurden sie auf 250 Gramm respektive 125 Gramm reduziert. Zudem herrschten Temperaturen von bis zu −40 Grad Celsius in einer Stadt, in der Heizmaterial äußerst knapp war. Allein im Dezember 1941 starben rund 53.000 Menschen. Viele von ihnen fielen einfach vor Entkräftung auf der Straße um.

Gedenkstätte zur Erinnerung an die Blockade der Stadt

Während der Belagerung wurden etwa 150.000 Artilleriegeschosse auf die Stadt abgeschossen, etwa 100.000 Fliegerbomben fielen. Bei Versuchen der Roten Armee, die Belagerung zu sprengen, kamen dazu etwa 500.000 sowjetische Soldaten ums Leben. Versuche 1941 und 1942 scheiterten, erst mit der Einnahme von Schlüsselburg am 18. Januar 1943 gelang es, wieder eine Versorgungslinie in die Stadt zu etablieren. Die Offensive, welche die Stadt befreien sollte, begann am 14. Januar 1944 und konnte 13 Tage später, am 27., zum Abschluss gebracht werden.
Bis in die 1980er Jahre wurde die Leningrader Blockade von einigen Historikern nicht in Zusammenhang mit der nationalsozialistischen Vernichtungspolitik gesehen, sondern davon abgekoppelt, beispielsweise von Joachim Hoffmann, als völkerrechtlich „zu den gebräuchlichen und unbestrittenen Methoden der Kriegführung“ gehörend gewertet. In der gegenwärtigen historischen Forschung wird der Charakter der Blockade als „Genozid“ herausgearbeitet, der kein schicksalhaftes Ereignis im Rahmen einer angeblich völkerrechtskonformen Kriegführung darstellte, sondern auf Basis einer „rassistisch motivierten Hungerpolitik“, verbunden mit selbstgeschaffenen Sachzwängen integraler Bestandteil des deutschen Vernichtungskrieges gegen die Sowjetunion war. Die Historiker Jörg Ganzenmüller, Johannes Hürter und Adam Tooze zeigen in jüngeren Studien, dass der Hungertod der Bewohner sowjetischer Städte, mit Leningrad an herausragender Stelle, von der deutschen Kriegführung gezielt einkalkuliert war, schon weil die für ihre Versorgung notwendigen Nahrungsmittel für die Wehrmacht und die Zivilbevölkerung in Deutschland und den besetzten westeuropäischen Ländern eingeplant waren.

### Nach dem Zweiten Weltkrieg
Die Behandlung Leningrads nach dem Großen Vaterländischen Krieg, wie der Kampf gegen Deutschland im Zweiten Weltkrieg in Russland genannt wird, war widersprüchlich. Einerseits war die Stadt zu dem sowjetischen Symbol von Widerstandswillen und Leiden im Krieg geworden – andererseits tobten Machtkämpfe zwischen Leningrader und Moskauer Funktionären noch bis in die 1950er Jahre hinein. Der Wiederaufbau Leningrads wurde zu einer Prestigeangelegenheit der Sowjetunion. Innerhalb kürzester Zeit wurde eine Million Arbeiter in die Stadt gezogen, die sie wiederaufbauten – die Restaurierung der Kulturdenkmäler besaß dabei eine besondere Wertigkeit. 1945 erhielt die Stadt die Auszeichnung als Heldenstadt. In der Stadt bestanden die beiden Kriegsgefangenenlager 254 und 339 für deutsche Kriegsgefangene des Zweiten Weltkriegs. Schwer Erkrankte wurden im Kriegsgefangenenhospital 1261 versorgt.

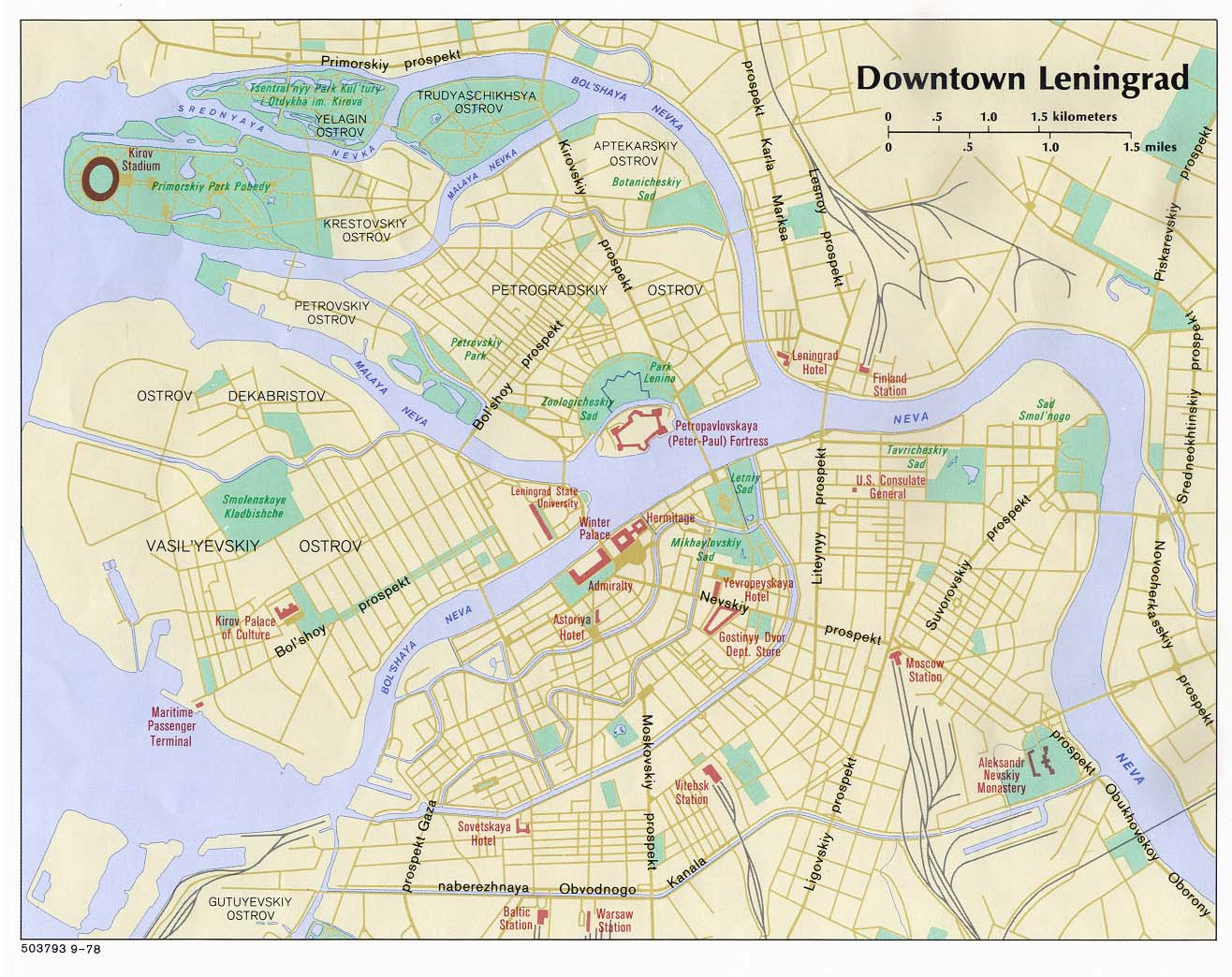
Englischer Innenstadtplan Leningrads von 1978

Ebenfalls in den Nachkriegsjahren wurden zahlreiche neue Stadtteile gebaut – 1953 war das Jahr, in dem mehr neuer Wohnraum in der Stadt geschaffen wurde als je vorher oder nachher. Das 250-jährige Stadtjubiläum wurde verschoben: 1953 war der Machtkampf noch im Gange und jede positive Erwähnung unerwünscht – zudem war im März Stalin gestorben; eine Feierlichkeit, egal aus welchem Anlass, erschien nicht angebracht. Die Feier wurde 1957 unter Stalins Nachfolger Chruschtschow nachgeholt – ohne die Erwähnung, dass es eigentlich der 254. Geburtstag war.
In den Folgejahren hielt die Stadt ihren Ruf als große Industriestadt und eines der wissenschaftlichen Zentren der Sowjetunion. Das politisch-kulturelle Zentrum Russlands und der Sowjetunion lag zu dieser Zeit aber klar in Moskau. Die Bevölkerung war durch die Ereignisse der Kriegs- und Nachkriegszeit ebenfalls zu einem Großteil ausgetauscht worden – die Verbundenheit mit Petersburg in der Stadt wurde zunehmend schwächer.
1988 wurde bei einem Brand in der Bibliothek der Russischen Akademie der Wissenschaften ungefähr eine Million Bibliotheksbände ein Opfer der Flammen. 1989 wurde die Innenstadt unter Denkmalschutz gestellt. 1990 wurde die Innenstadt von Sankt Petersburg und die dazugehörigen Monumente zum UNESCO-Weltkulturerbe ernannt. 1991 zerfiel die Sowjetunion.

### Russische Föderation, Sankt Petersburg
Nach einer Volksabstimmung, in der sich am 12. Juni 1991 54 Prozent der Bevölkerung für die Rückkehr zum historischen Namen ausgesprochen hatten, stimmte der Stadtrat am 25. Juni 1991 der Umbenennung mit großer Mehrheit zu und die Stadt erhielt am 6. September 1991 durch ein Dekret des Präsidiums des Obersten Sowjets der UdSSR wieder den Namen Sankt Petersburg. Die umgebende Verwaltungseinheit blieb aber weiterhin als Leningrader Gebiet (Oblast Leningrad) bestehen.

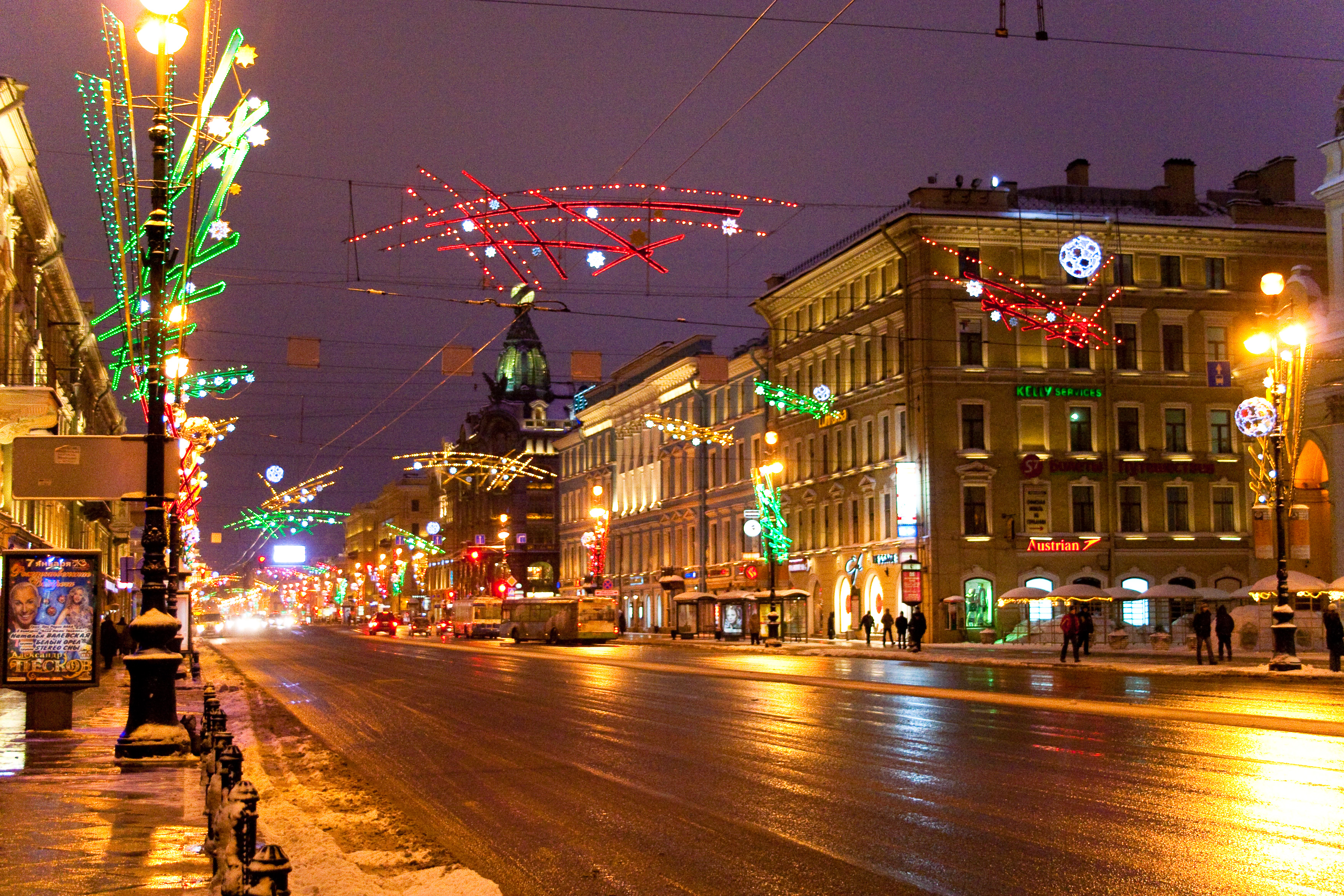
Der Newski-Prospekt in der Abenddämmerung

Während der Verfassungskrise unter Präsident Boris Jelzin im Oktober 1993 sammelte der damalige Petersburger Oberbürgermeister Anatoli Sobtschak die Anhänger Jelzins um sich, es kam zu einer großen Demonstration vor dem Winterpalast gegen den Kongress der Volksdeputierten.
1999 wurde die Fläche der Stadt Sankt Petersburg durch die Satellitenstädte Kolpino, Puschkin, Lomonossow, Kronstadt, Peterhof sowie angrenzende Vororte erweitert. Diese ehemaligen Städte sind jetzt Stadtbezirke von St. Petersburg und gehören daher nicht mehr administrativ und territorial zur Oblast Leningrad.
Am 27. Mai 2003 beging die Stadt ihr 300-jähriges Jubiläum. Zur Vorbereitung wurden Teile der Altstadt und verschiedene Paläste saniert. Der russische Staat gab dafür ein bis zwei Milliarden Euro aus. An den Kosten der Nachbildung des im Zweiten Weltkrieg verschollenen Bernsteinzimmers beteiligte sich die deutsche Ruhrgas, eng verbunden mit dem staatlichen russischen Energiekonzern Gazprom, durch eine Spende von 3,5 Millionen Dollar. Am 31. Mai des Jahres weihten Russlands Präsident Wladimir Putin und Deutschlands Bundeskanzler Gerhard Schröder das rekonstruierte Bernsteinzimmer ein.
Im Juli 2006 trafen sich hier internationale Politiker auf einem G8-Gipfel und im September 2013 auf einem G20-Gipfel.
Durch einen Terroranschlag am 3. April 2017 wurden 14 Menschen in einem Zug in der Metro Sankt Petersburg getötet.
Seit 1. Oktober 2019 ist ein visumfreier Besuch von bis zu 8 Tagen per E-Visum, das kostenfrei erteilt wird, für EU-Bürger möglich.
Ab 2020 wurden die Gemeindeabgeordneten des Bezirks Smolninskoje an der Abhaltung ihrer Sitzungen im Bezirksgebäude gehindert; sie beschlossen daraufhin, jeweils auf dem Balkon zu tagen. Die beschlussfähigen Anwesenden der Sitzung vom 7. September 2022 besprachen neben dem Verkehrsproblem und dem Unterhalt von Fußgängerübergängen auch einen Antrag an die Russische Duma zur Anklage Wladimir Putins wegen Hochverrats aufgrund des gegen die Interessen Russlands begonnenen Überfalls auf die Ukraine. Der Antrag wurde mit sieben Stimmen bei drei Enthaltungen angenommen. Rein rechtlich muss der Beschluss protokolliert werden und müssen die Briefe an die Dumamitglieder versendet werden, welche den Hinweis auf laut Artikel 176, Kapitel 22, Abschnitt IV der Geschäftsordnung der Staatsduma enthalten, wonach die Duma-Abgeordneten das Recht haben, einen Antrag auf gerichtliche Klärung zu stellen. Der Appell wurde speziell formuliert, um die Armee nicht zu „diskreditieren“. Sofort wurden Ermittlungen exakt deswegen aufgenommen.

## Politik
Sankt Petersburg ist Verwaltungssitz der Oblast Leningrad und des Föderationskreises Nordwestrussland. Innerhalb Russlands ist die Stadt jedoch – genauso wie Moskau – ein eigenständiges Verwaltungssubjekt. Die Spitze der Exekutive bildet der für vier Jahre direkt gewählte Gouverneur der Stadt. Die Legislative, die gesetzgebende Versammlung, besteht aus 50 hauptamtlichen Mitgliedern, die ebenfalls für vier Jahre gewählt werden. Der Vorsitzende der Kammer ist protokollarisch mit dem Gouverneur gleichgestellt.

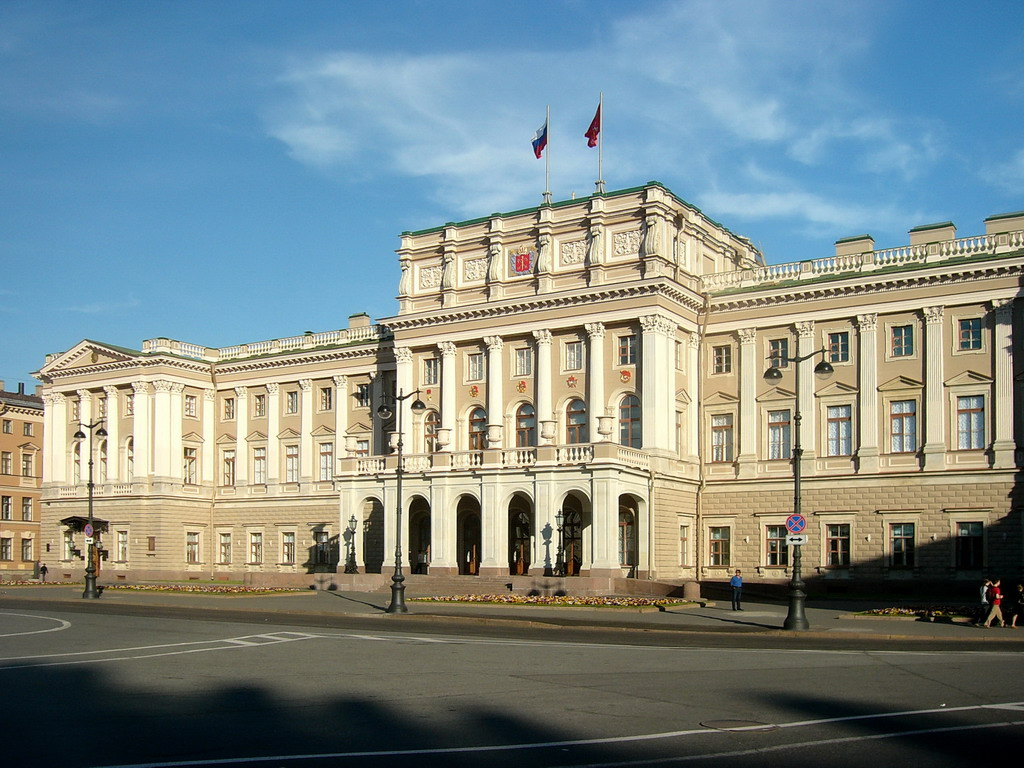
Der Marienpalast, Sitz der Sankt Petersburger Gesetzgebenden Versammlung (Sakonodatelnoje Sobranije) im Stadtzentrum

1996 war es Wladimir Jakowlew, der Anatoli Sobtschak ablöste. Er präsentierte sich mehrfach als ideologisch ungebundener Pragmatiker. Sobtschak war hingegen ein strikter Reformer der nach-kommunistischen Ära, der aufgrund seines radikal marktwirtschaftlichen Kurses viele Animositäten in der Stadt erzeugte. Er verweigerte mehrmals die Entlassung Wladimir Putins aufgrund von Korruptionsvorwürfen, als dieser noch in der Stadtregierung arbeitete. Putin organisierte den erfolglosen 1996er-Wahlkampf von Sobtschak.
Jakowlew trat im Oktober 2003 nicht mehr zur Neuwahl an. Seine Nachfolgerin wurde nach diesen Wahlen Walentina Matwijenko. Sie war die Favoritin Putins und der russischen Regierung. Matwijenko trat im August 2011 zurück und wurde im September als Vertreterin der Exekutive St. Petersburgs Vorsitzende des russischen Föderationsrats und somit zur Trägerin des dritthöchsten Staatsamtes in Russland.
Gouverneur von 2011 bis 2018 war Georgi Poltawtschenko. Der Sohn eines aus Aserbaidschan nach Leningrad versetzen Marineoffiziers erhielt 1979–1980 eine Ausbildung an der KGB-Hochschule in Minsk. Danach übernahm er verschiedene Aufgaben beim KGB und dessen Nachfolgedienst FSB. Von 1992 bis 1993 war er Leiter der Steuerfahndung und 1993 bis 1999 Chef der Steuerpolizei in Sankt Petersburg.

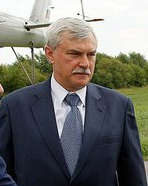
Der ehemalige Sankt Petersburger Gouverneur Georgi Poltawtschenko

Präsident Wladimir Putin ernannte ihn 1999 zum Vertreter des russischen Präsidenten in der Oblast Leningrad, später zum Generalgouverneur für Zentralrussland. In dieser Funktion war er Mitglied im russischen Sicherheitsrat. Am 30. August 2011 wurde er zum amtierenden Gouverneur von Sankt Petersburg ernannt und dem Stadtparlament zur Wahl vorgeschlagen. Von 52 Abgeordneten der gesetzgebenden Versammlung stimmten 37 für ihn. Am 31. August 2011 wurde er in sein Amt eingeführt. Seit dem 3. Oktober 2018 bis zur Gouverneurswahl im September 2019 war Alexander Beglow als kommissarischer Gouverneur eingesetzt, am 8. September 2019 wurde er mit fast zwei Dritteln der Stimmen ins Amt gewählt.
International und in Deutschland bekannt wurde die Stadt politisch unter anderem durch den Petersburger Dialog – die regelmäßigen deutsch-russischen Gespräche in der Stadt – und das Petersburger Komitee der Soldatenmütter, das regelmäßig gegen den Krieg in Tschetschenien und die Gewalt in der Armee protestiert. Im Juli 2006 fand in Sankt Petersburg außerdem der jährliche G8-Gipfel statt, da Russland 2006 turnusgemäß den Vorsitz in der Gruppe der Acht übernommen hatte. 2013 fand am 5. und 6. September das Treffen der Gruppe der zwanzig wichtigsten Industrie- und Schwellenländer in Sankt Petersburg statt.

## Wappen
| Wappen von Sankt Petersburg | Blasonierung: „In Rot zwei silberne gestürzte und gekreuzte Anker, der rechte ein Stockanker (mit zwei flachen Flunken) und der linke ein Draggen (mit vier spitzen Flunken), von einem goldenen Zepter senkrecht überlegt. Auf dem Schild die goldene Zarenkrone, hinter ihr zwei gekreuzte russische Reichszepter mit dem russischen Doppeladler als Knauf. Das blaue Band des Ordens des heiligen Andreas des Erstberufenen umgibt den Schild.“                                                                                  |
| Wappen von Sankt Petersburg | Wappenbegründung: Ein Wappen hat die Stadt seit etwa 1729, als es ihr von Peter I. verliehen wurde. Anfangs schwebte der russische Doppeladler über den wieder im Wappen vorhandenen Wappenfiguren – den zwei Ankern und dem Zepter in der bekannten gekreuzten Form. An die Stelle des Wappens trat während der Zeit der Sowjetunion ein nach links fahrendes vollgetakeltes dreimastiges Segelschiff (Fregatte) mit der weiß-blauen Andreasflagge an den Masten und am Heck. Es nahm Bezug auf die Fluss- und Seehäfen der Stadt. |

## Bevölkerung

### Überblick
Laut dem Ergebnis der letzten Volkszählung vom 14. Oktober 2010 hatte Sankt Petersburg 4.879.566 Einwohner. Das sind etwa drei Prozent der gesamten Einwohnerzahl Russlands. Im September 2012 wurde der fünfmillionste Einwohner registriert. Der durchschnittliche Bruttomonatslohn betrug 2009 nach offiziellen Angaben 23.000 Rubel.
Sankt Petersburg war seit seiner Gründung eine Stadt großer sozialer Gegensätze. Seit der Perestroika und dem Untergang der Sowjetunion brechen diese wieder verschärft auf.
In Sankt Petersburg galt eine Zuzugsperre – Wohnrecht in der Stadt erhielt nur, wer Wohnung und Arbeit nachweisen konnte oder mit einem Einwohner verheiratet war. Die Internationale Arbeitsorganisation schätzte, dass in der Stadt im Jahr 2000 etwa 16.000 Straßenkinder lebten. Zu Beginn der COVID im Frühjahr 2020 gab es laut offizieller Statistik 8.000 Obdachlose.
Die ehemals multikulturell geprägte Stadt ist zu Beginn des 21. Jahrhunderts überwiegend, laut offizieller Statistik zu 89,1 %, von ethnischen Russen bewohnt. Dazu kommen 2,1 % Juden, 1,9 % Ukrainer, 1,9 % Belarussen sowie kleinere Gruppen von Tataren, Kaukasiern, Usbeken, Wepsen und Finnen.
Trotz der zu Sowjetzeiten staatlich verordneten Religionsfeindschaft sind 2004 nach Schätzungen nur noch 10 Prozent der Bevölkerung Atheisten. Der Großteil ist russisch-orthodox, wobei es in der Stadt aber heftige Auseinandersetzungen zwischen Traditionalisten und Reformern gibt. Die Kirchengebäude gehören überwiegend dem russischen Staat. Peter der Große untersagte den Bau von Zwiebeltürmen. Dies ist der Grund, dass sich in der ganzen Stadt nur ein einziger solcher Turm aus der Vorkriegszeit findet – er befindet sich an der Stelle, wo Zar Alexander II. ermordet und die Auferstehungskirche für ihn errichtet wurde. Die zahlreichen Kirchenneubauten in den Randgebieten werden hingegen meist im traditionellen russischen Stil errichtet. 1914 wurde von der tatarischen Gemeinde am Nordufer der Newa die weithin sichtbare Petersburger Moschee errichtet. In der Nähe des Mariinski-Theaters befindet sich die im orientalischen Stil erbaute und 2003 komplett renovierte Große Choral-Synagoge. Sie ist das drittgrößte jüdische Gotteshaus in Europa.
→ Liste von Kirchen in Sankt Petersburg: Übersicht aller Kirchengebäude

### Bevölkerungsentwicklung

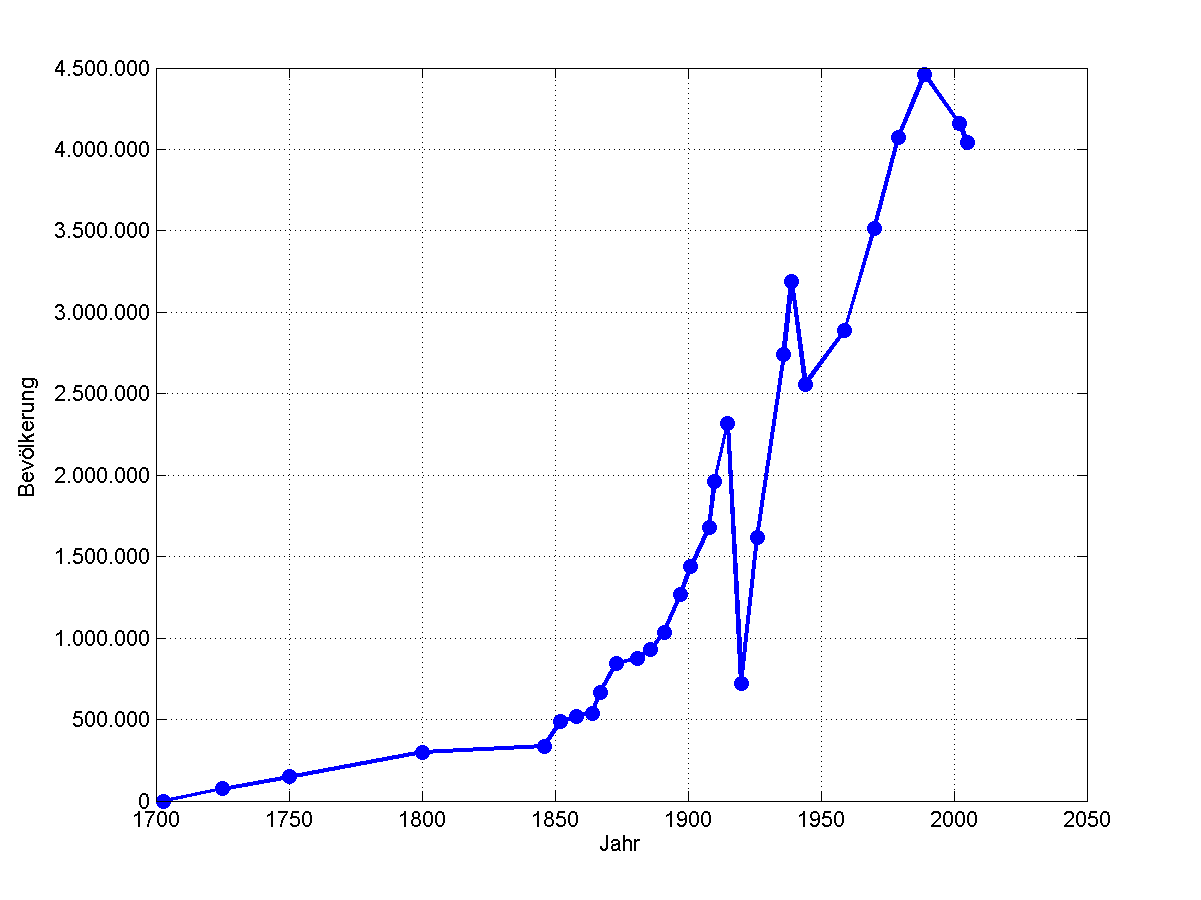
Bevölkerungsentwicklung (mit administrativ zugehörigen Vororten)

Die folgende Übersicht zeigt die Einwohnerzahlen nach dem jeweiligen Gebietsstand. Bis 1944 handelt es sich meist um Schätzungen, von 1959 bis 2010 um Volkszählungsergebnisse. In der Tabelle wird die Anzahl der Einwohner in der Stadt selbst ohne die Einwohner im Vorortgürtel aufgeführt, außerdem für die Volkszählungen 1959 bis 1989 für die Stadt mit Vororten (mit den im Umland liegenden Städten und Siedlungen städtischen Typs, die dem Leningrader Stadtsowjet unterstellt waren).
Alle diese Städte und Siedlungen im Umland wurden 1998 eingemeindet, so dass die Angabe der Einwohner mit Vororten ab 2002 entfällt. Die Einwohnerzahl von 2002 ist daher mit der Zahl von 1989 mit Vororten zu vergleichen. Abzüglich der Einwohnerzahl der 1998 eingemeindeten Ortschaften hatte Sankt Petersburg im Jahr 2002 in den Grenzen von 1989 4.137.563 Einwohner. Die Einwohnerzahl der eigentlichen Stadt war also zwischen 1989 und 2002 um 322.861 zurückgegangen, die der ehemaligen Vororte um 39.426. In den Folgejahren stieg die Einwohnerzahl wieder stark an. Nach Berechnungen wurde die 5-Millionen-Grenze am 22. September 2012 überschritten. Das Wachstum ist allerdings ausschließlich auf Zuwanderung zurückzuführen, da die Sterberate in den vorhergehenden Jahren weiterhin die Geburtenrate übertraf.
| Jahr | Einwohner (Stadt) |
| ---- | ----------------- |
| 1725 | 0.075.000         |
| 1750 | 0.150.000         |
| 1800 | 0.300.000         |
| 1846 | 0.336.000         |
| 1852 | 0.485.000         |
| 1858 | 0.520.100         |
| 1864 | 0.539.100         |
| 1867 | 0.667.000         |
| 1873 | 0.842.900         |
| 1881 | 0.876.600         |
| 1886 | 0.928.600         |
| 1891 | 1.035.400         |
| 1897 | 1.264.900         |
| 1901 | 1.439.400         |

| Jahr          | Einwohner (Stadt) | Einwohner (mit Vororten) |        |
| ------------- | ----------------- | ------------------------ | ------ |
| 1908          | 1.678.000         |                          |        |
| 1910          | 1.962.000         |                          |        |
| 1915          | 2.318.600         |                          |        |
| 1920          | 0.722.000         |                          |        |
| 1926          | 1.616.100         |                          |        |
| 1936          | 2.739.800         |                          |        |
| 17. Jan. 1939 | 3.015.188         | 3.191.304                |        |
| 1944          | 2.559.000         |                          |        |
| 15. Jan. 1959 | 2.899.955         | 3.321.196                |        |
| 15. Jan. 1970 | 3.512.974         | 3.949.501                |        |
| 17. Jan. 1979 | 4.072.528         | 4.588.183                |        |
| 12. Jan. 1989 | 4.460.424         | 5.023.506                |        |
| 9. Okt. 2002  | 4.661.219         |                          |        |
| 14. Okt. 2010 | 4.879.566         |                          |        |
| 2022          |                   | 5.380.922                | [ 31 ] |

## Architektur

### Architekturgeschichtliche Übersicht
Die ab 1703 erbaute Stadt ist vergleichsweise jung. Ihre Baukunst wurde stärker von westeuropäischen Vorbildern beeinflusst als etwa Moskau. Markanter als bei jeder anderen Metropole ist das Stadtbild Petersburgs geprägt vom Klassizismus in all seinen Spielarten, auch wenn Historismus und Jugendstil die Gebrauchsarchitektur an den Straßenzügen der Innenstadt mitbestimmen.
Die barocken Bauten der Zeit Peters des Großen († 1725) sind von zunächst holländischen, dann auch französischen Vorbildern bestimmt. Eine fast klassizistische Strenge und Zurückhaltung im Dekorativen sind Merkmale des ersten Drittel des 18. Jahrhunderts. Die Gliederung der Palastfassaden verwendet eher flache Pilaster als plastische Säulen. Trezzini ist der maßgebende Architekt dieser Ära. In seine Zeit fällt die Anlage der drei breiten, vom Turm der Admiralität ausgehenden Hauptachsen („Prospekte“).
| Peter-und-Paul-Festung    | Trezzini | 1713–1733 |
| Peter-und-Paul-Kathedrale | Trezzini | 1712–1733 |
| Sommer-Palais             | Trezzini | 1710–1714 |
| Kikin-Palast              | Schlüter | 1714      |
| Alexander-Newski-Kloster  | Trezzini | 1715–1722 |
| Kunstkammer               |          | 1718–1734 |
| Die Zwölf Kollegien       | Trezzini | 1722–1744 |
| Menschikow-Palais         |          | 1735      |

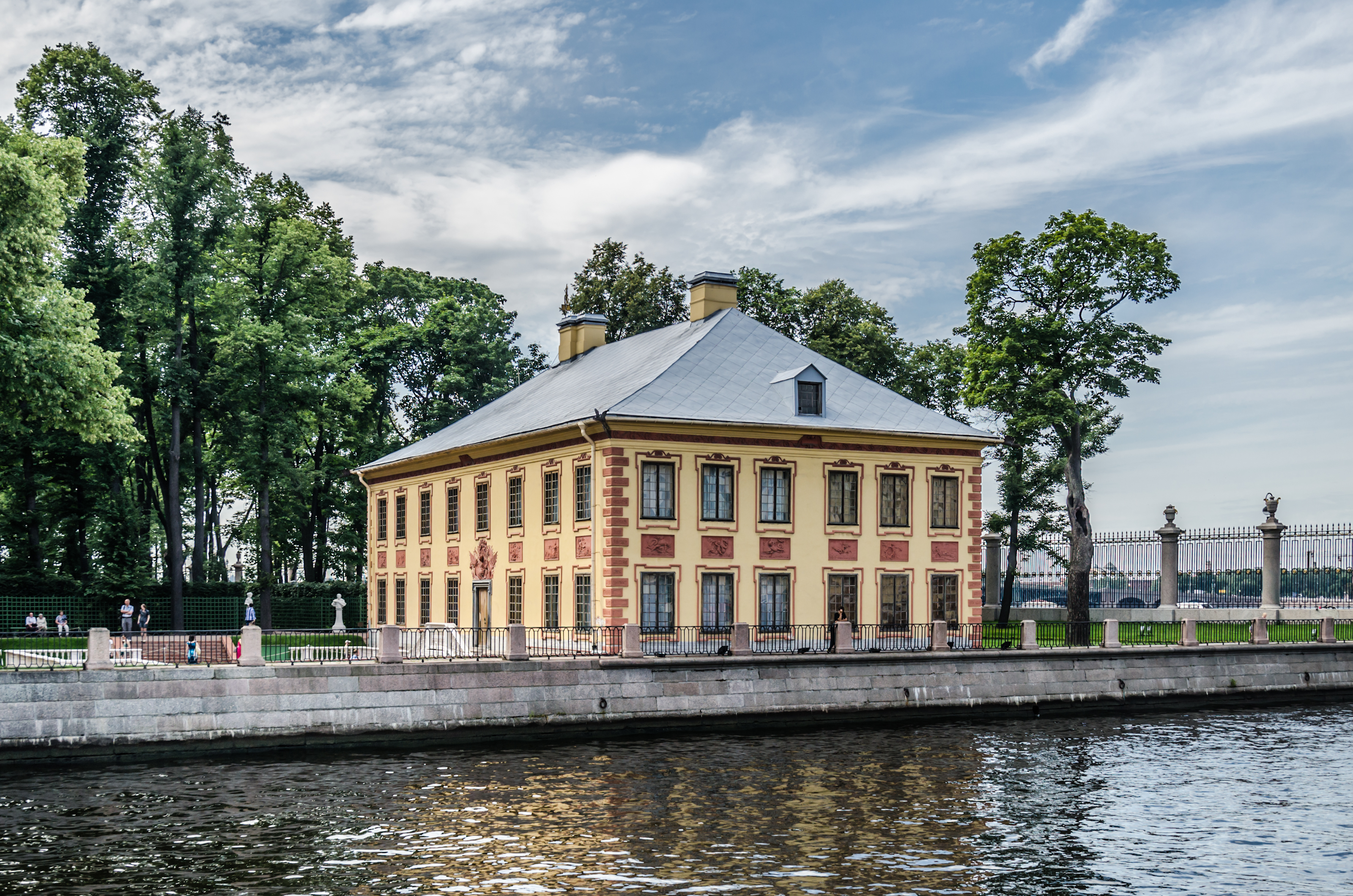
Sommer-Palais Peters des Großen, 1714

Unter Elisabeth (1741–1761) verlagerte sich die Bautätigkeit auf das Südufer der Newa. Ein 1730 vorgelegter Generalbebauungsplan legte detaillierte Bestimmungen für Traufhöhen und Fluchtlinien fest. In Elisabeths Regierungszeit werden die Gestaltungsmittel abwechslungsreicher. Die Fassaden bekommen kräftige Farben und schmuckhafte Dekorationselemente. Dichte Säulenreihen erzeugen Licht- und Schattenwirkungen und die Grundrisse werden komplexer. Die „altrussischen“ Stilelemente beschränken sich auf die Verwendung des Fünf-Kuppel-Motivs. Baumeister dieser Zeit waren vor allem Bartolomeo Francesco Rastrelli, daneben auch Sawwa Tschewakinski.
| Winterpalast               | Rastrelli       | 1754–1762    |
| Katharinenpalast           | Rastrelli       | 1751–1756    |
| Konstantinpalast           | Rastrelli       | um 1750      |
| Schloss Peterhof           | Rastrelli       | 1747–1752    |
| Stroganow-Palais           | Rastrelli       | 1753–1754    |
| Scheremetew-Palais         | Tschewakinski   | um 1730–1750 |
| Smolny-Kathedrale          | Rastrelli       | 1748–1757    |
| Nikolaus-Marine-Kathedrale | Rastrellischule | 1753–1762    |

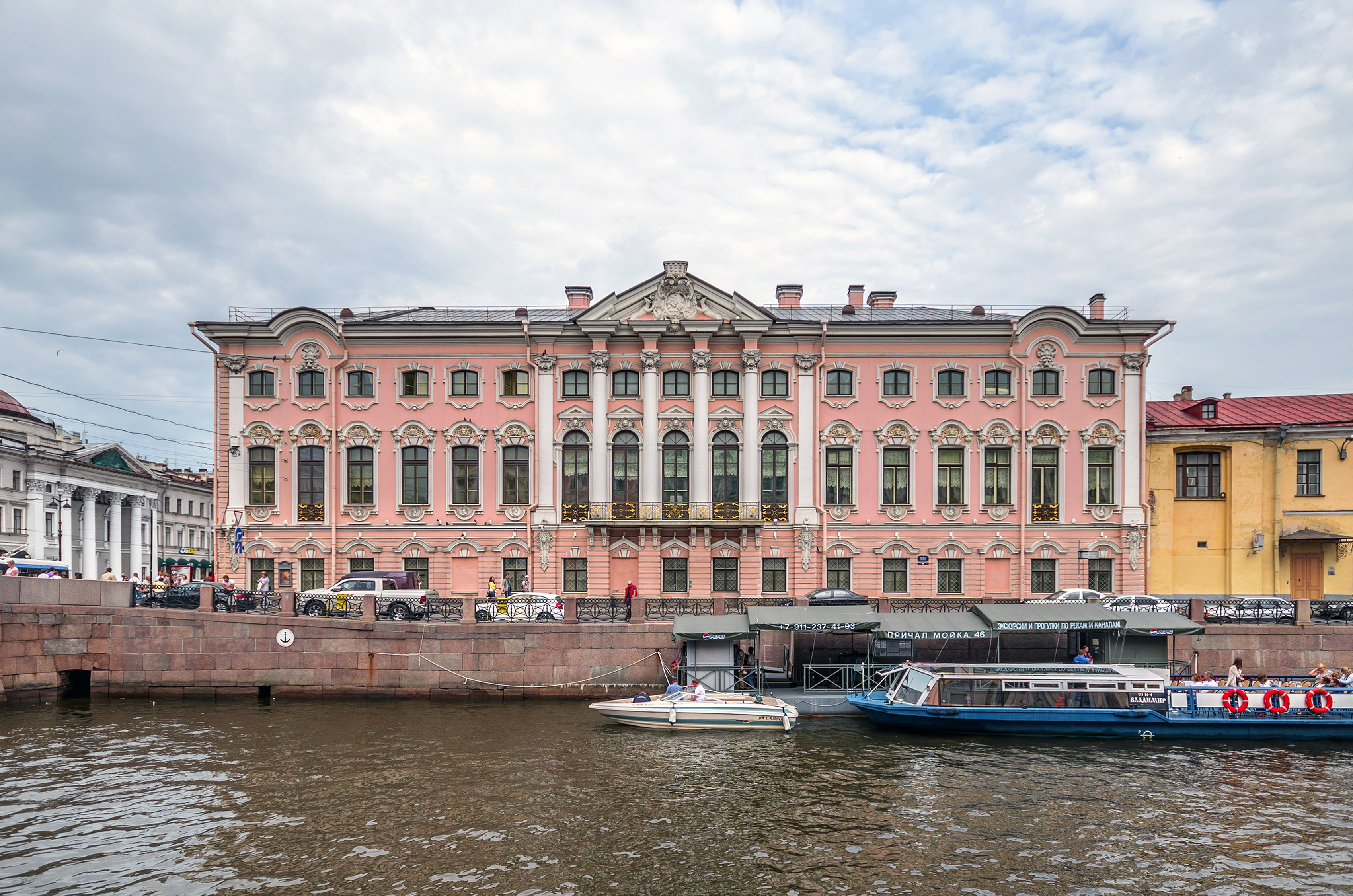
Stroganow-Palais, 1754

Den Stil der Regierungszeit Katharinas der Großen (1762–1796) könnte man als „spätbarocken Klassizismus“ charakterisieren. Auf Bauplastik wird eher verzichtet und die Farbigkeit reduziert sich auf gelb-graue Töne. Ein Lieblingsmotiv repräsentativer Bauten ist fortan der Portikus. Iwan Starow und Giacomo Quarenghi waren die führenden Architekten.
| Gostiny Dwor                                          | Rastrelli, de la Mothe | 1761–1785 |
| Kleine Eremitage                                      | de la Mothe            | 1764–1774 |
| Marmorpalast                                          | Rinaldi                | 1768–1785 |
| Dreifaltigkeitskathedrale im Alexander-Newski-Kloster | Starow                 | 1776–1790 |
| Akademie der Wissenschaften                           | Quarenghi              | 1783–1789 |
| Taurisches Palais                                     | Starow                 | 1783–1789 |
| Alexanderpalast                                       | Quarenghi              | 1792–1796 |
| Alte Eremitage                                        | Veldten                | 1778      |

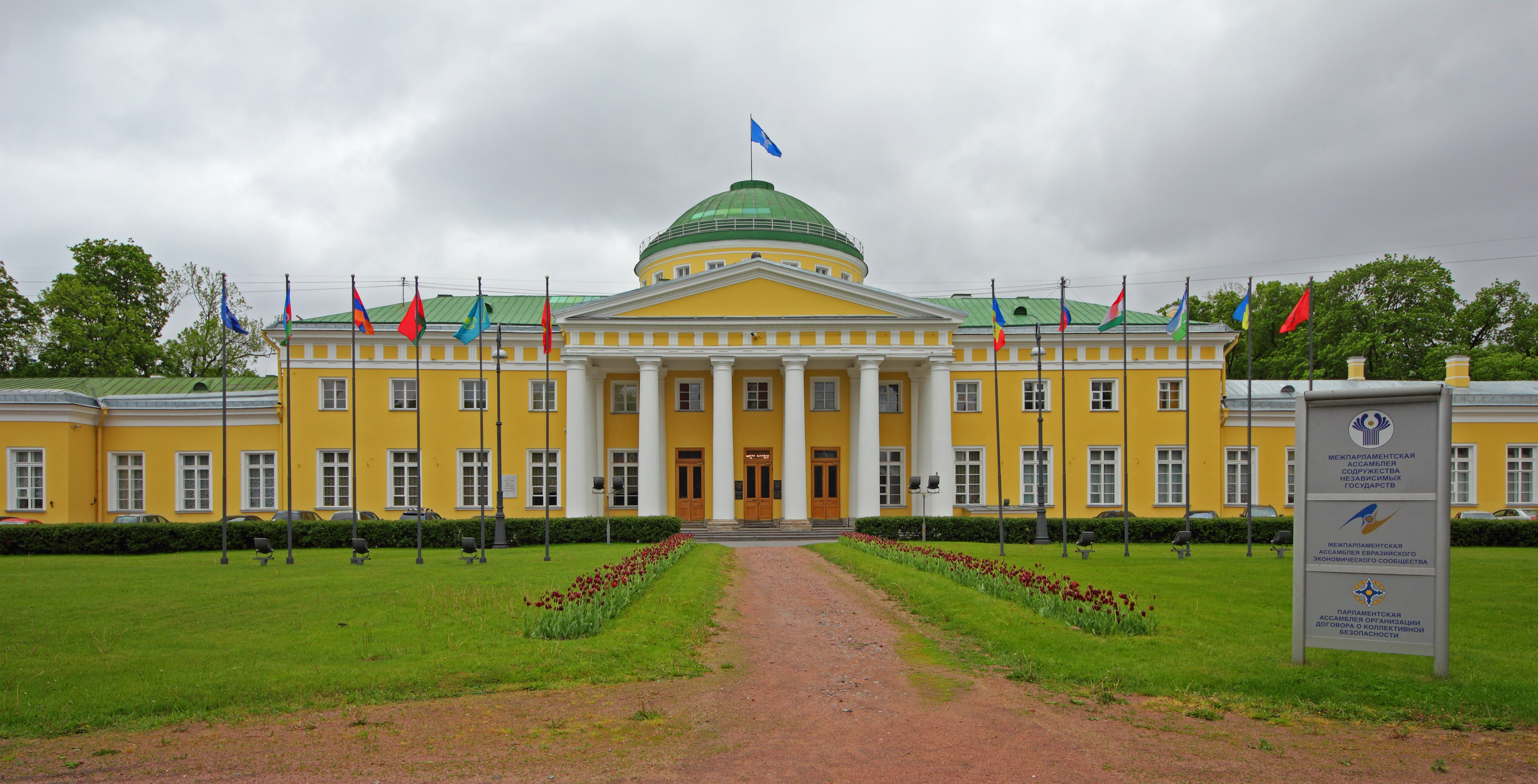
Taurisches Palais, 1789

Mit dem Beginn des 19. Jahrhunderts setzt in St. Petersburg der „Alexandrinische Klassizismus“ ein. Dem westeuropäischen Empire entsprechend verbindet er mit dem treu nachgeahmten Vorbild der „dorischen“ Antike strenge Geradlinigkeit und monumentale Wirkung.
Im ersten Drittel des Jahrhunderts entstanden bedeutende Platzanlagen, wie die vor der Kasaner Kathedrale, auf der Wassiljewski-Insel (Strelka), dem Marsfeld (1817–1829), und der Schlossplatz sowie das gesamte Viertel um das Alexandrinski-Theater bekamen ihre heutige Gestalt. Bedeutendster Architekt dieser Zeit war der Italiener Carlo Rossi. Eine mit russischen Elementen angereicherte Variante dieses Stils wurde vor allem von Wassili Stassow gepflegt.
| Kasaner Kathedrale               | Woronichin  | 1801–1811 |
| Börse auf der Wassiljewski-Insel | Thomon      | 1804–1810 |
| Admiralität (Umbau)              | Sacharow    | 1806–1823 |
| Isaakskathedrale                 | Montferrand | 1820–1858 |
| Generalstab                      | Rossi       | 1819–1829 |
| Dreifaltigkeitskathedrale        | Stassow     | 1827–1835 |
| Rossi-Straße                     | Rossi       | 1828–1834 |
| Senat und Synode                 | Rossi       | 1829–1834 |
| Neue Eremitage                   | Klenze      | 1839–1852 |

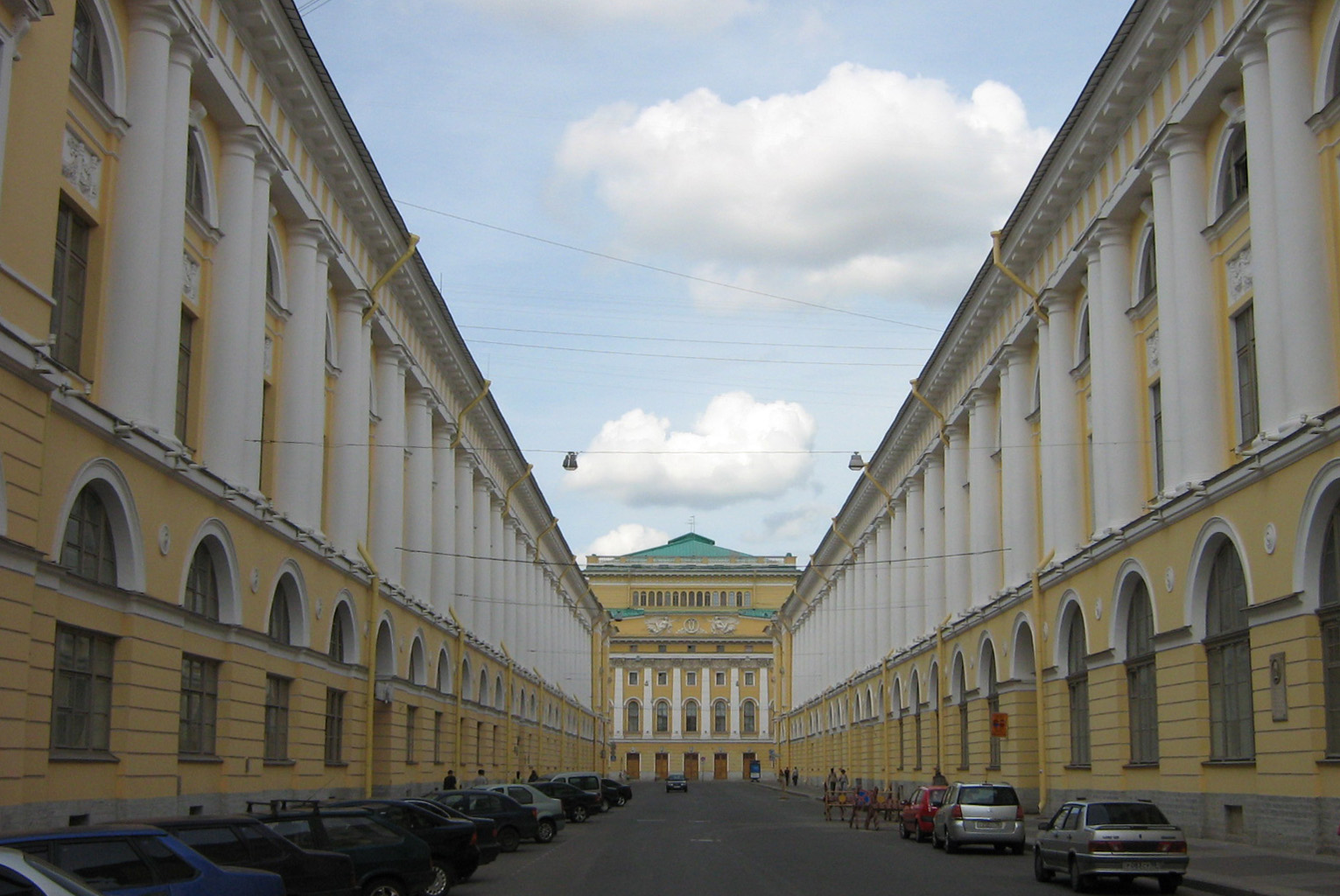
Rossi-Straße (1828–1834)

Der Historismus in der zweiten Hälfte des 19. Jahrhunderts, mit seinen Bahnhofs-, Theater-, Warenhaus-, Bank-, Zirkus- und Wohnhausfassaden folgt weitgehend westeuropäischen, aus Renaissance und Barock abgeleiteten Stilmustern. Eine so weitgehende Rezeption „altrussischer“ Architekturmotive wie bei der Auferstehungskirche bleibt seltene Ausnahme im Stadtbild.
| Moskauer Bahnhof    |         | 1851      |
| Grand Hotel Europe  |         | 1873–1875 |
| Circus Ciniselli    |         | 1877      |
| Auferstehungskirche | Parland | 1882–1917 |

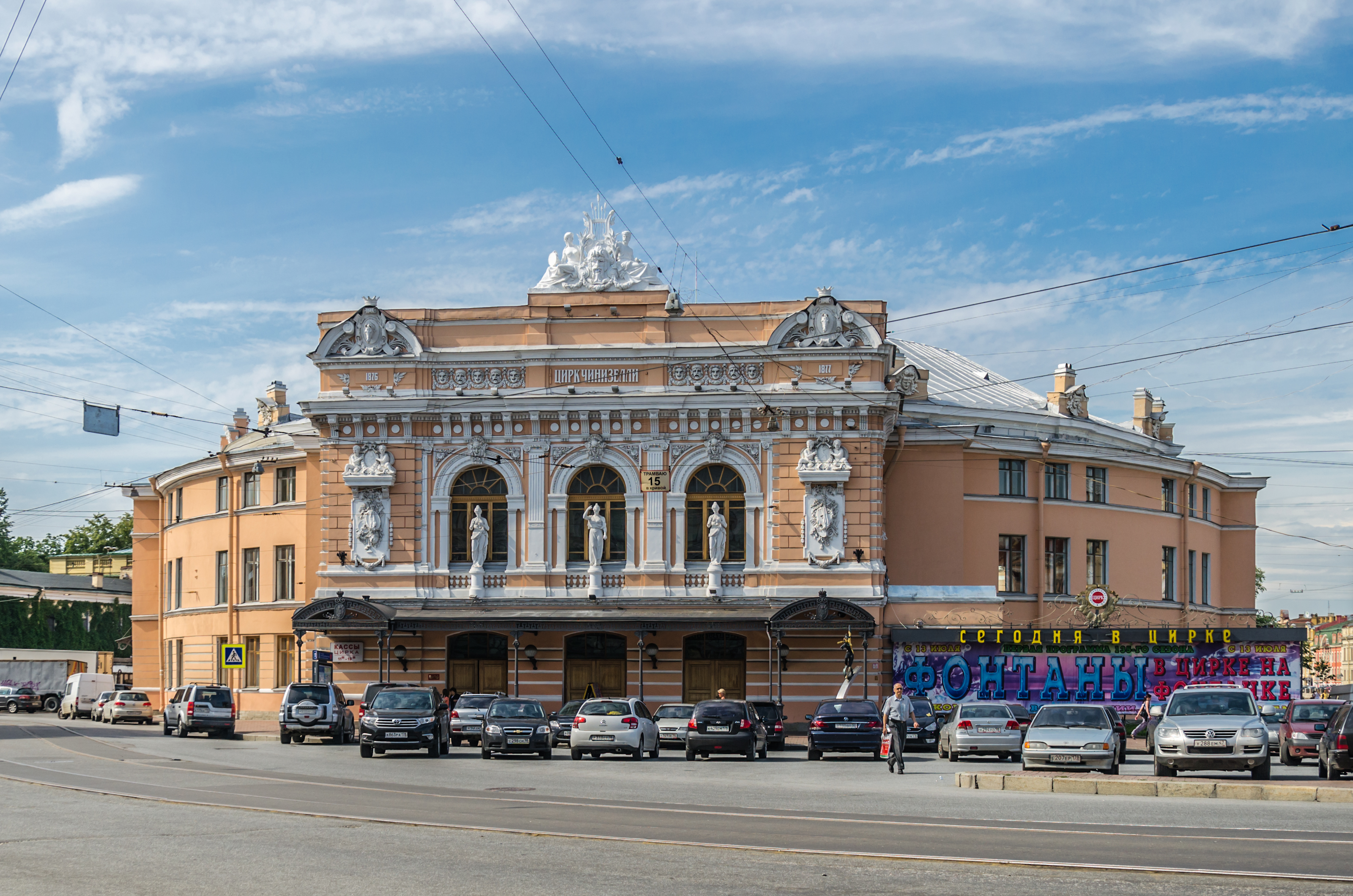
Circus Ciniselli, 1877

Die Bauten des „Jugendstils“ zwischen der Jahrhundertwende und dem Beginn des Ersten Weltkrieges 1914, in Russland auch als Petersburger Moderne bezeichnet, sind noch eher von einer Anhäufung klassizistischer oder eklektizistischer Versatzstücke geprägt, als von der floralen Eleganz des Art Nouveau in Wien oder den romanischen Ländern. Den Übergang zu der formal strengen, ornamentlosen Architektur der Moderne markiert die Deutsche Botschaft von Peter Behrens.
| Kamennoostrowski-Prospekt |                 | ab 1900   |
| Jelissejew                | Baranowski      | 1902–1903 |
| Witebsker Bahnhof         |                 | 1901–1904 |
| Singer-Haus               |                 | 1904      |
| Don-Asow-Bank             | Frederik Lidwal |           |
| Deutsche Botschaft        | Behrens         | 1912      |

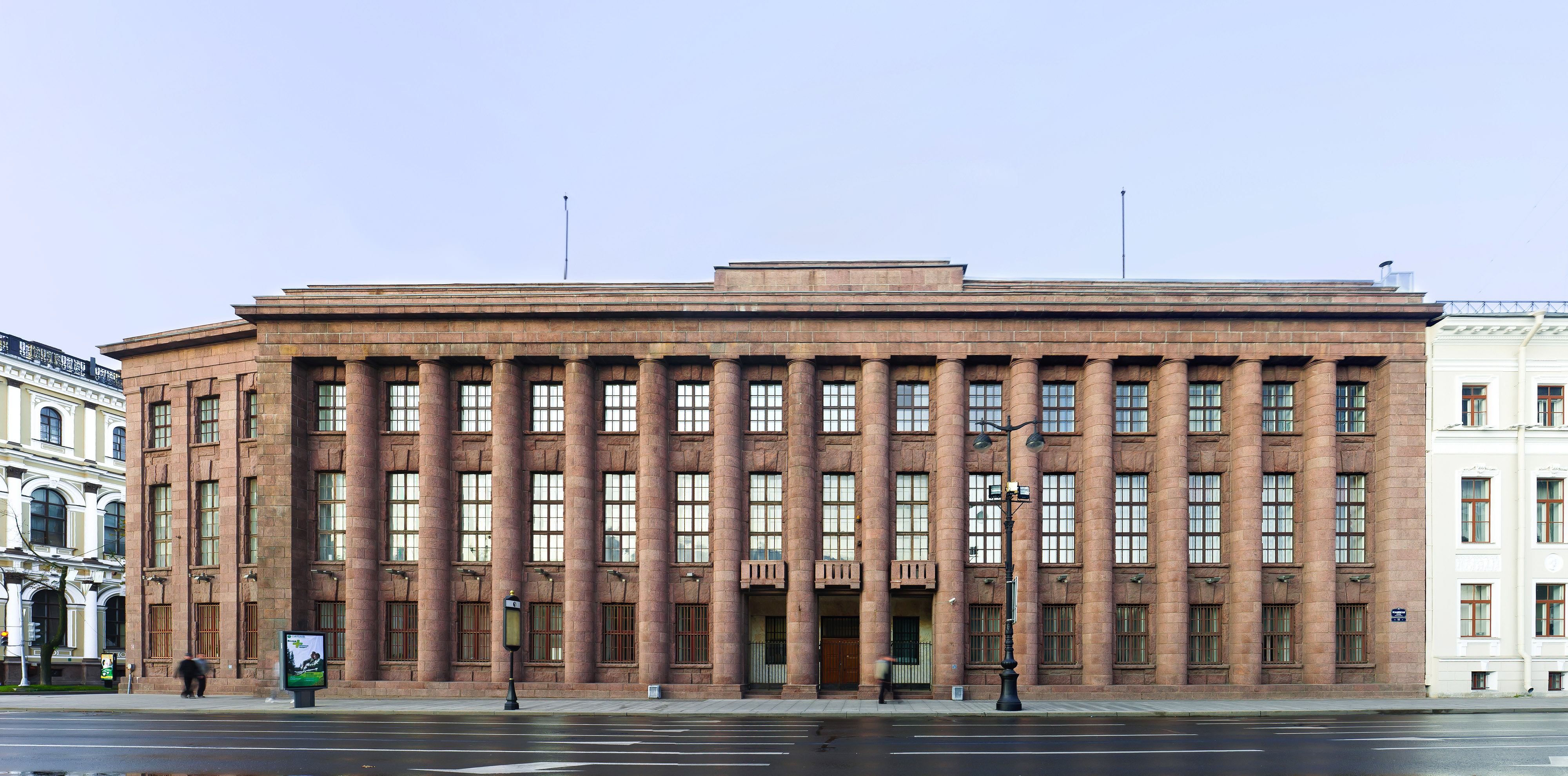
Deutsche Botschaft, 1912

Nach der Oktoberrevolution wurden einige konstruktivistische Projekte verwirklicht.
In der totalitären Ära ab 1932 war eine gemäßigte Form des Stalinschen Monumentalstils („Sozialistischer Klassizismus“) zu beobachten. Zentrum der Bautätigkeit war das neugeplante Stadtviertel um das Haus der Sowjets am Moskauer Platz.
| Verwaltungsgebäude des Kirow-Rajon | Noi Trotzki       |         |
| Textilfabrik „Rotes Banner“        | Erich Mendelssohn | 1923    |
| Frunse-Kaufhaus                    |                   | 1938    |
| Haus der Sowjets                   | Noi Trotzki       | um 1940 |

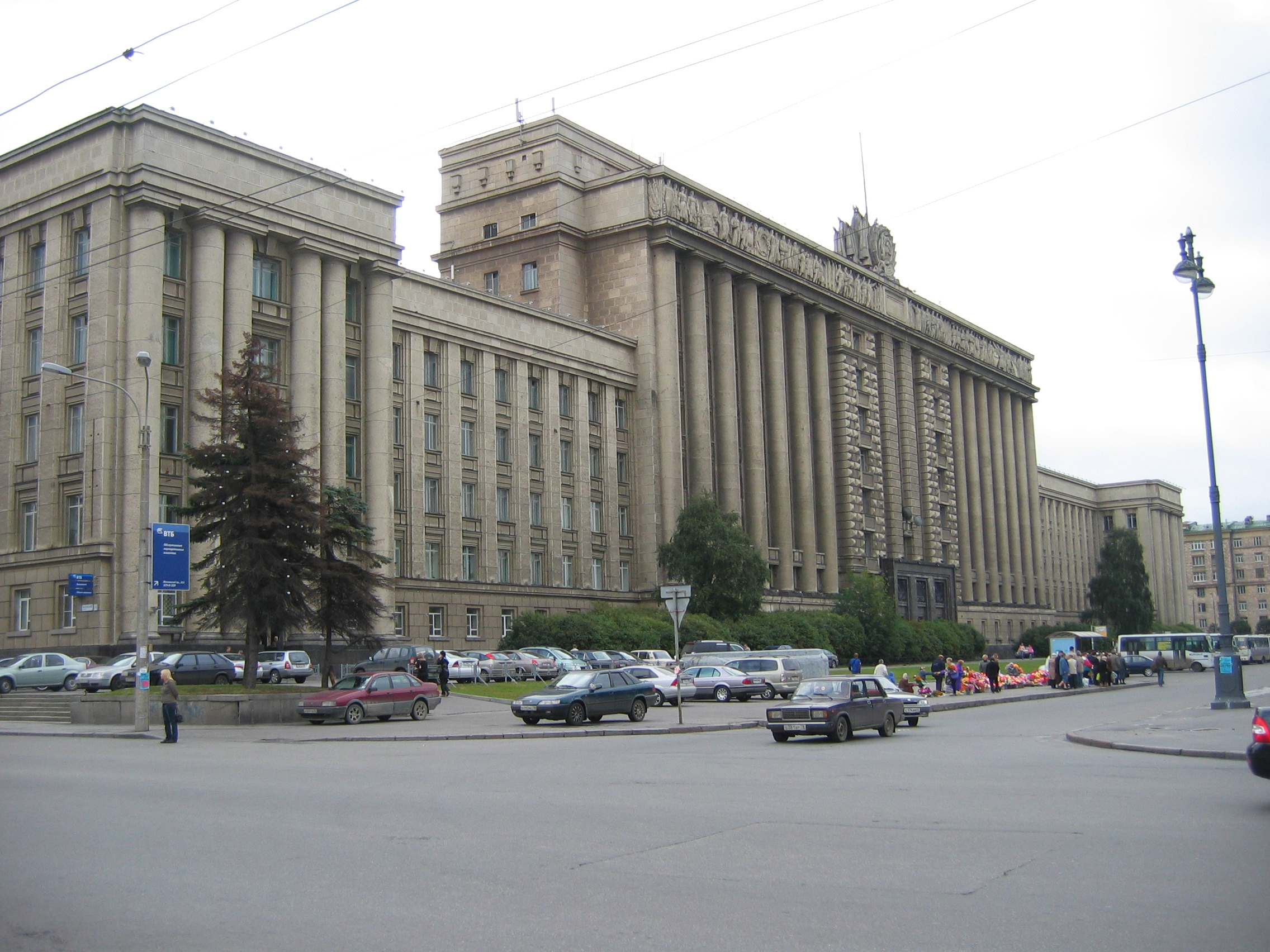
Haus der Sowjets, 1940

Die Belagerung Leningrads durch die deutsche Wehrmacht, deren erklärtes Ziel es war, die Stadt „vom Erdboden verschwinden zu lassen“, brachte schwerste Zerstörungen über die Stadt. Bei der enormen Kraftanstrengung des Wiederaufbaus nach 1945 wurde großer Wert auf die Wiederherstellung des alten Stadtbildes und die Restaurierung der denkmalwerten Architektursubstanz gelegt. Markante Beispiele für Neubauten sind die Stationen der Metro sowie der Moskowski-Prospekt. In den 1960er und 1970er Jahren erweiterte sich die Stadt durch riesige, planvoll angelegte Neubausiedlungen.

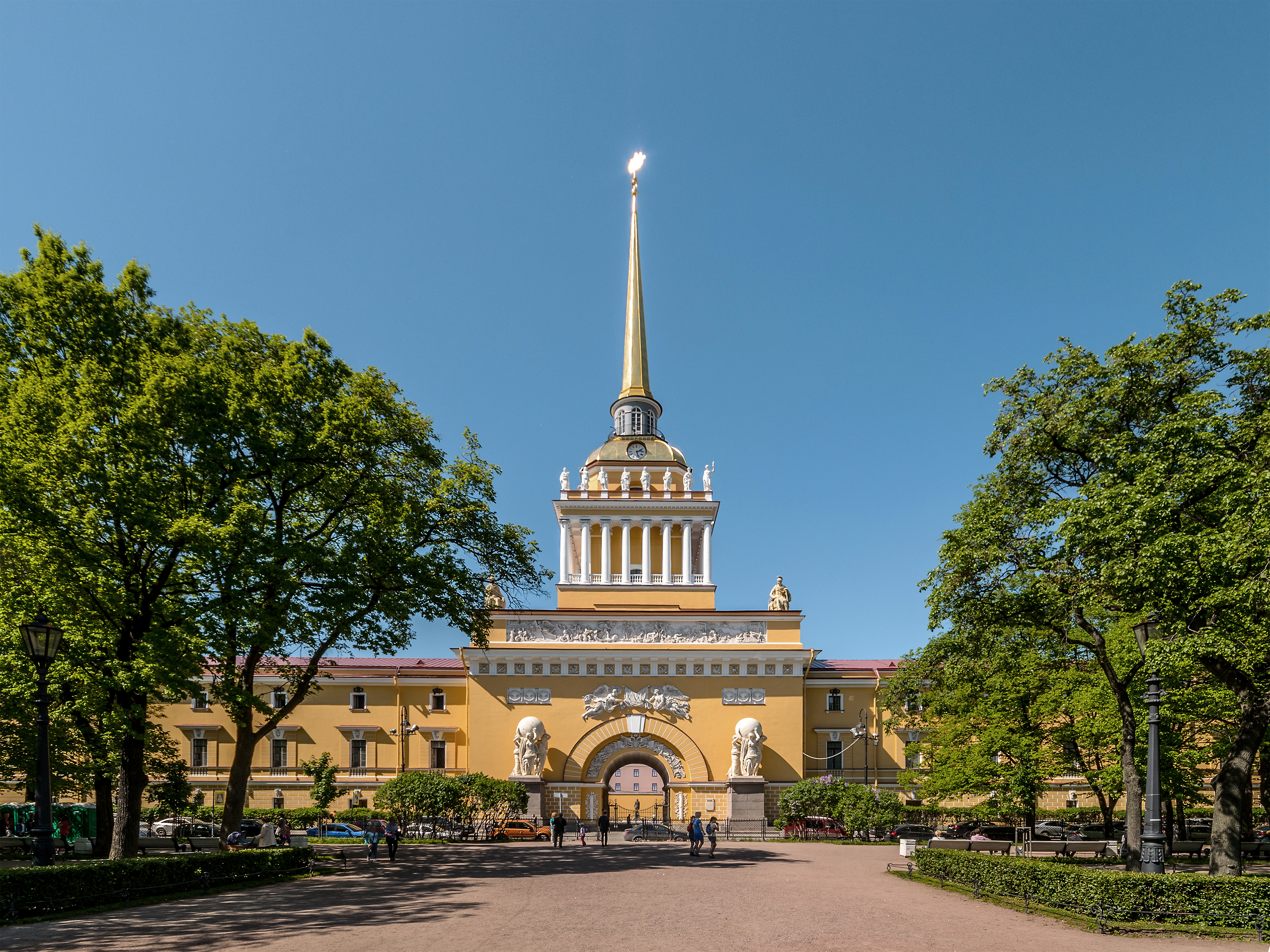
Die Admiralität. Die Spitze ist vom größten Teil des Newski-Prospekts aus gut zu erkennen.

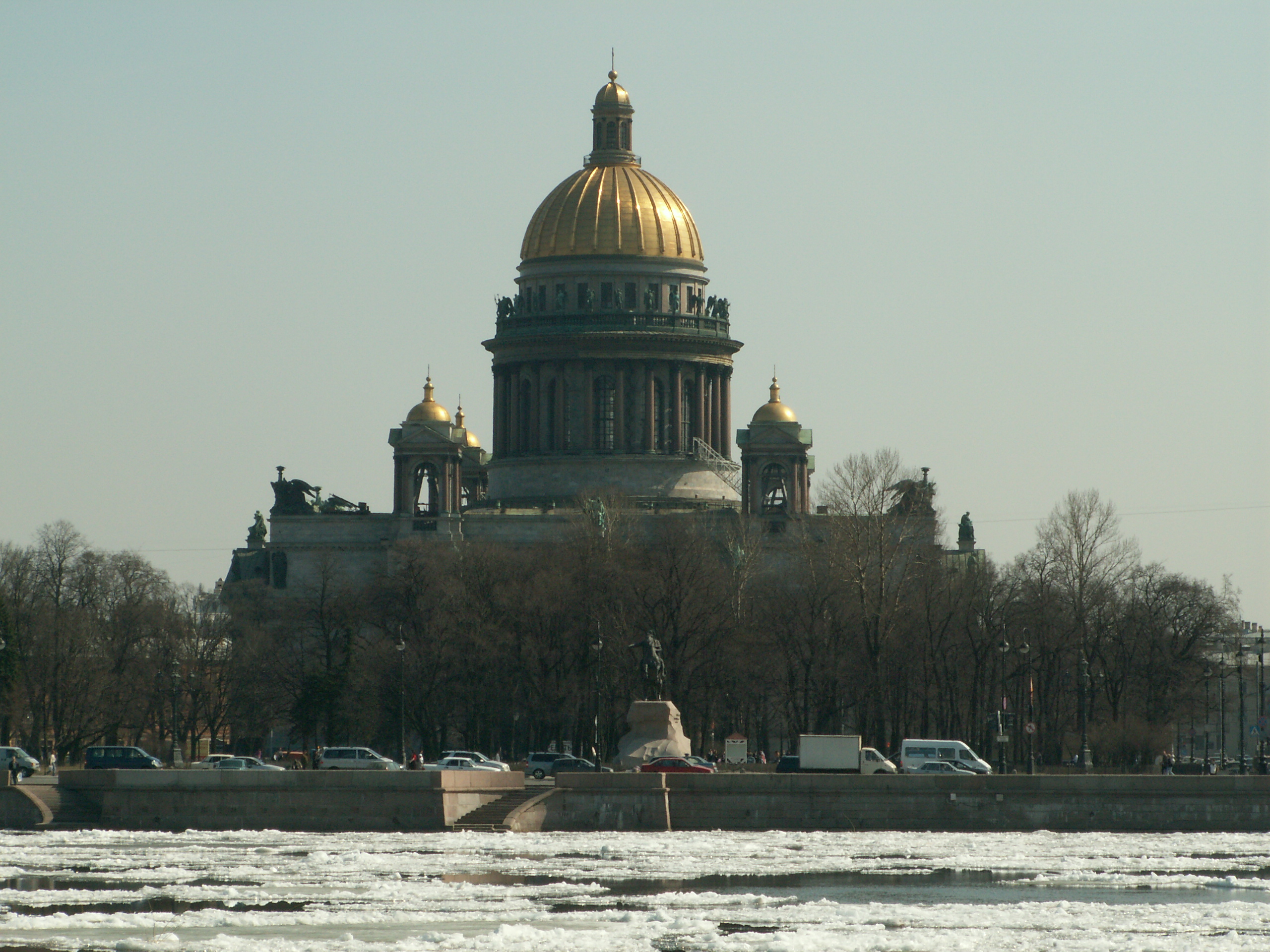
Aufnahme von der Newa aus: Reiterstandbild Peter des Großen („Der eherne Reiter“), Isaakspark und Isaakskathedrale

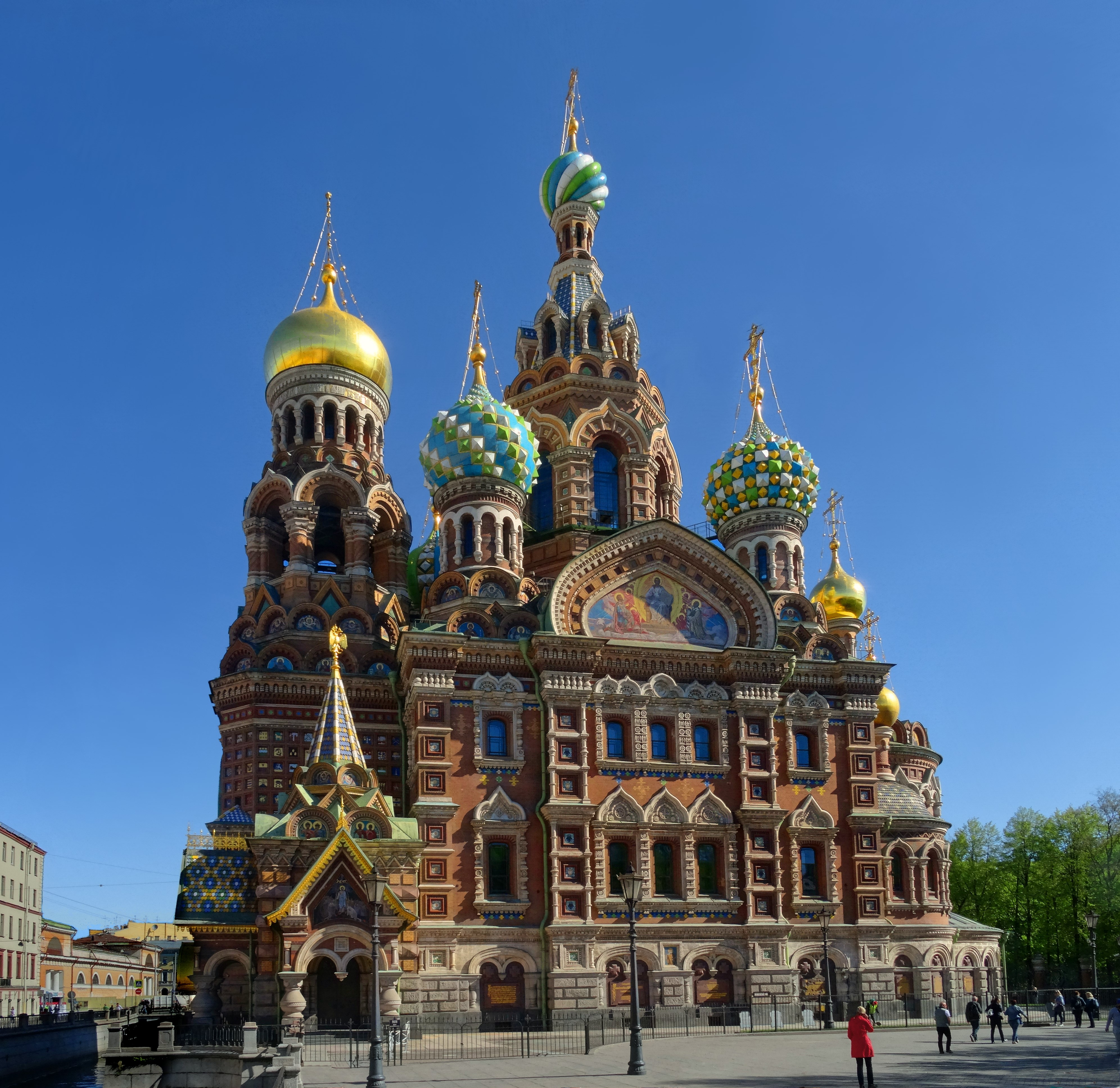
Die Auferstehungskirche nach Moskauer Vorbild

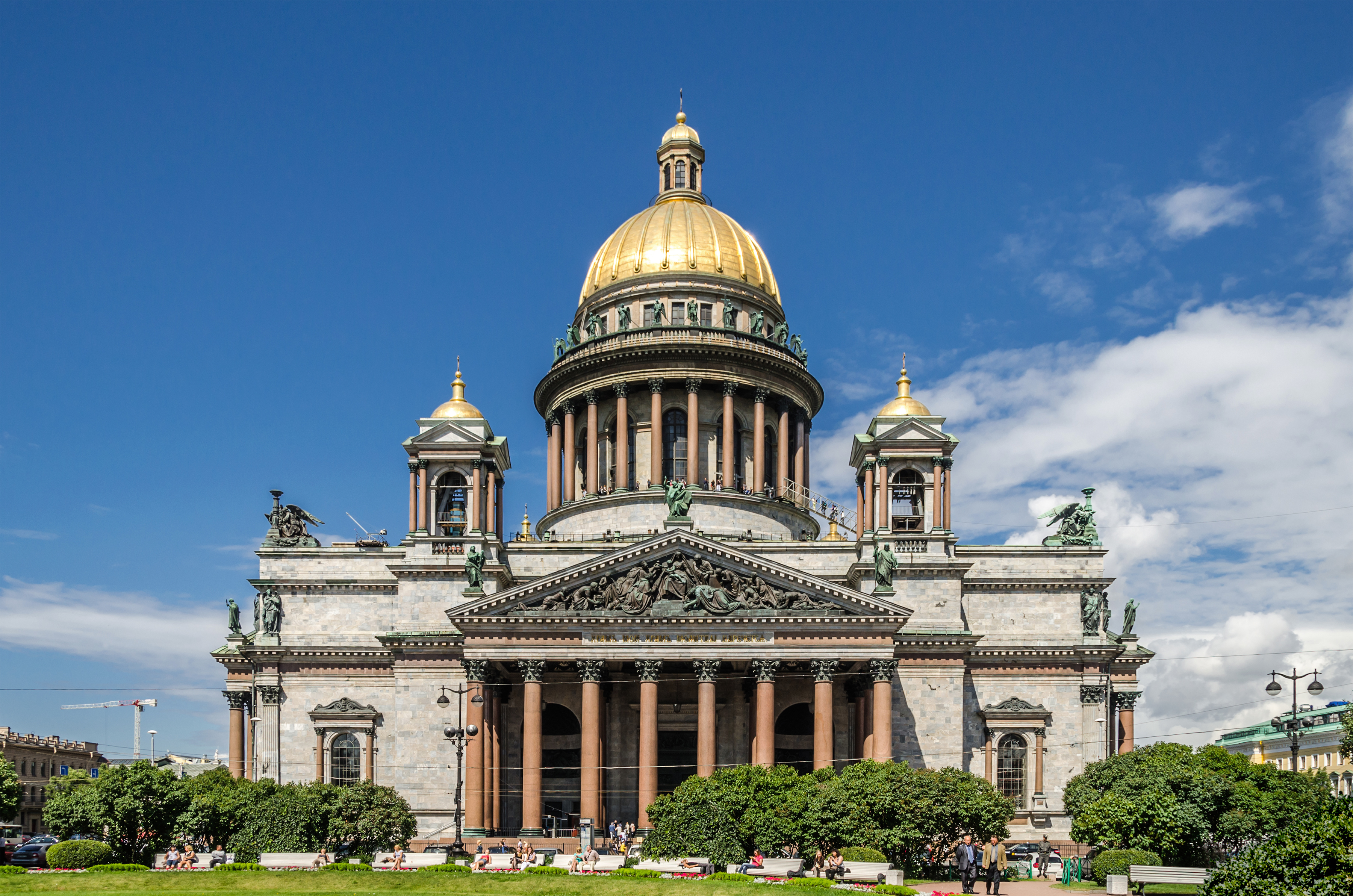
Frontseite der Isaakskathedrale, vom gleichnamigen Platz aus gesehen

### Bauzustand und Denkmalschutz
Sankt Petersburg war lange Zeit der Sitz der russischen Zaren. In der Stadt entfalteten sie die ganze Pracht ihres immensen Reichtums, von der zahlreiche Zeugnisse zu sehen sind. Im Hinblick auf die 300-Jahr-Feier im Jahr 2003 wurden zahlreiche der Sehenswürdigkeiten aufwendig restauriert. Die Stadt besitzt neben den 250 Museen ungefähr 4000 geschützte Kultur-, Geschichts- oder Baudenkmäler. 15 % der Gebäude in Sankt Petersburg – insgesamt rund 2400 Gebäude – wurden von der UNESCO als Denkmäler der Architekturgeschichte eingestuft. Damit wird Petersburg in dieser Hinsicht nur noch von Venedig übertroffen. Die Stadt hat allerdings Probleme, die Kosten zur Erhaltung dieser Baudenkmäler aufzubringen. Neben deren großen Anzahl gibt es auch andere Probleme: Teilweise sind die Häuser nach der Sowjetzeit in einem desaströsen Bauzustand und müssten dementsprechend aufwendig restauriert werden. Zum anderen sorgen die Industrie und der starke innerstädtische Verkehr für eine starke Luftverschmutzung, die insbesondere den Fassaden zusetzt. Obwohl seit 2004 Anstrengungen unternommen werden, zumindest einige Baudenkmäler zu privatisieren, gehören immer noch etwa 80 % aller Petersburger Immobilien dem russischen Staat.

### Stadtrundgang
Markantestes Gebäude der Skyline und höchstes Gebäude der Stadt ist der Fernsehturm Sankt Petersburg. Er befindet sich außerhalb der Innenstadt, die vor allem auf der Admiralitätsseite der Newa liegt. Mit dem 462 Meter hohen Lachta-Zentrum entstand der derzeit höchste Wolkenkratzer Europas; er wurde Mitte 2018 fertiggestellt.
Historisches Stadtzentrum, UNESCO-Weltkulturerbe
Der mit hunderten historischer Paläste und Gebäude ausgestattete Newski-Prospekt, die Haupteinkaufsstraße der Stadt, erstreckt sich über vier Kilometer von der Admiralität beziehungsweise der Eremitage nebst Dworzowaja Ploschtschad – dem Parade- und Schlossplatz – bis zum Alexander-Newski-Kloster, der sogenannten Lawra. Letzteres ist nach dem russischen Volkshelden Alexander Newski, der Prospekt allerdings nach der Newa benannt. Zu den am Newski-Prospekt gelegenen Sehenswürdigkeiten zählen die Kasaner Kathedrale und das Kaufhaus Gostiny Dwor. Der Prospekt stößt auf den Ploschtschad Wosstanija, den „Platz des Aufstandes“. Der Newski-Prospekt führt über folgende Kanäle:
1. Der Fluss Moika in Höhe der Kasaner Kathedrale. Auf der linken Seite, also gegenüber der Kathedrale, sieht man am Ufer der Moika in geringer Entfernung die Christi-Auferstehungskirche, die der Basilius-Kathedrale am Roten Platz in Moskau äußerlich sehr ähnelt. Am Ufer der Moika befindet sich ebenfalls das Haus, in dem der russische Nationaldichter Puschkin lebte und nach einer schweren Verwundung in einem Duell mit dem Franzosen Georges-Charles de Heeckeren d’Anthès verstarb. Die Moika wird unter anderem von der Grünen Brücke (in Höhe des Newski-Prospekts) und der Pozelujew-Brücke überspannt.
2. Der Gribojedow-Kanal. Links (östlich) davon erstreckt sich das Marsfeld, der Sommergarten mit dem Sommerpalast und der Wladimir-Palast.
3. Der Fluss Fontanka, den die Anitschkow-Brücke überspannt. Hier befindet sich der gleichnamige Palast, in dem der bekannte Schachtrainer Zak unter anderem mit dem späteren Weltmeister Spasski arbeitete.

Unweit des Newski-Prospekts stehen weitere Sehenswürdigkeiten:
das Russische Museum, das sich neben der Auferstehungskirche befindet, die Isaakskathedrale, die sich unmittelbar an die Admiralität und die Eremitage anschließt, die Peter-und-Paul-Festung – eine befestigte Insel, Haseninsel genannt, auf der dem Prospekt gegenüberliegenden Seite der Newa, mit zugehöriger Kathedrale, in der Zaren und Großfürsten beerdigt wurden. In einer Kapelle der Kathedrale wurde der letzte Zar Nikolaus II. mit seiner Familie und seiner Dienerschaft beigesetzt. In der Festung wurden schließlich zahlreiche Prominente der russischen Geschichte (im frühen 19. Jahrhundert zum Beispiel die Dekabristen, später die Anarchisten Michail Bakunin und Peter Kropotkin) festgehalten. Der Kreuzer Aurora kann auf derselben Newa-Seite nordwestlich der Festung besichtigt werden.
Der eherne Reiter, das Smolny-Kloster, die Rossistraße, der Sommergarten und die Christi-Auferstehungskirche befinden sich alle auf der südlichen Newa-Seite. Als besonders reizvoll gilt ein Spaziergang durch die Stadt während der Weißen Nächte im Frühsommer, dem nächtlichen Höchststand der Sonne.
Eine Besonderheit der Stadt sind die vielen Klappbrücken, die noch in den Nachtstunden für den Schiffsverkehr geöffnet werden. Dadurch kann evtl. ein kurz zuvor begangener Weg nicht mehr zurück gelaufen werden. Die Stadt heißt auch wegen ihrer vielen Wasserläufe, Inseln und Brücken Venedig des Nordens.

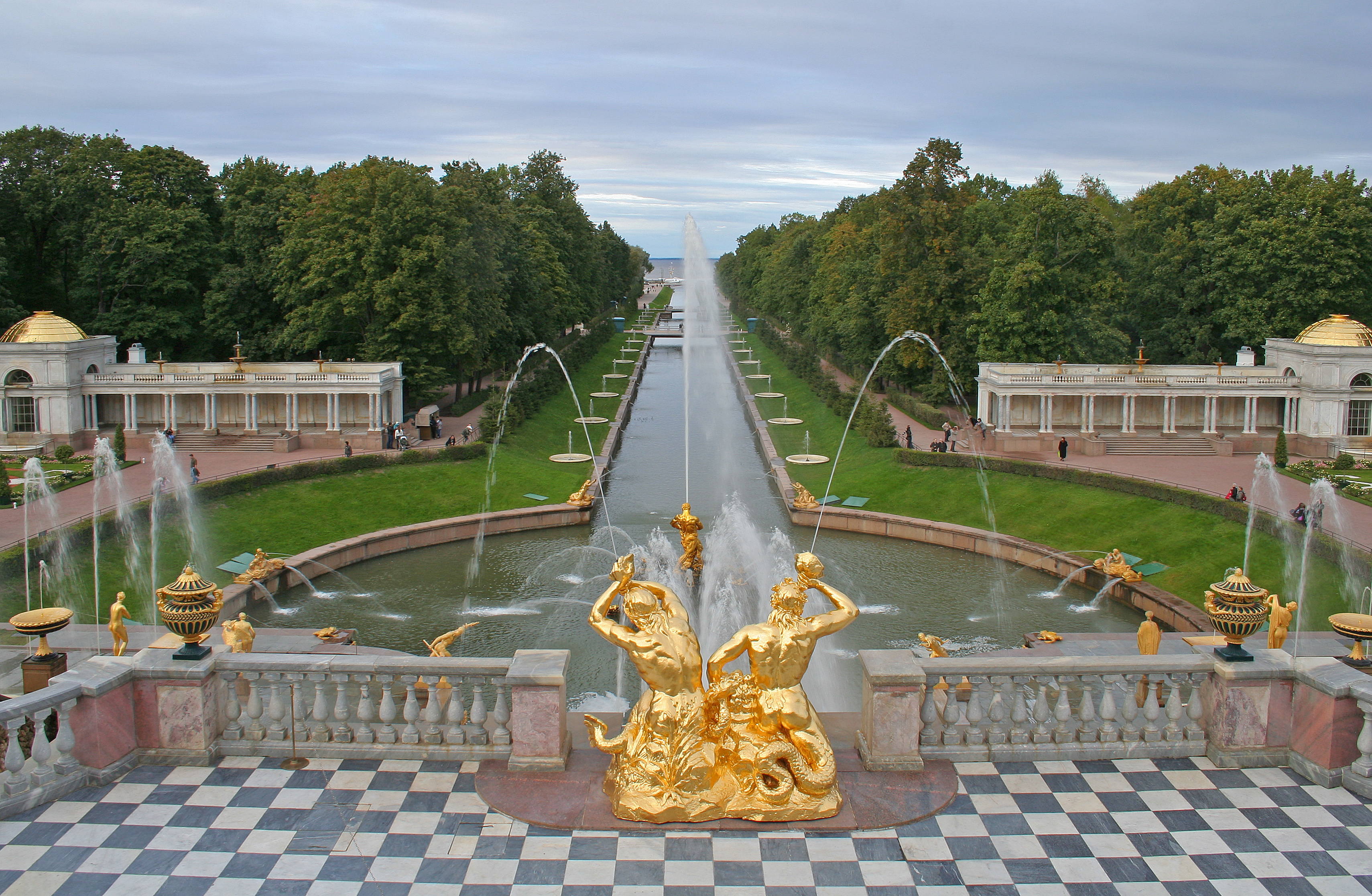
Peters Sommerresidenz Schloss Peterhof: Große Kaskade, im Hintergrund der Finnische Meerbusen

In der südlichen beziehungsweise südwestlichen Umgebung Sankt Petersburgs sind das Schloss Peterhof, dieses UNESCO-Weltkulturerbe, Pawlowsk und die Stadt Puschkin beliebte Ausflugsziele. Im Letzteren ist im Katharinenpalast das nachgebaute Bernsteinzimmer zu besichtigen. Der Peterhof ist eine direkt am Meer gelegene weite Schlossanlage mit Palast, Schlosskirche, Orangerie, kleinen Lustschlössern wie „Monplaisir“, „Marly“ und einer besonders schönen Fontänen-Kaskade in Hanglage mit markanten vergoldeten wasserspeienden Bronzeskulpturen.
Der Peterhof, der nach 35 Minuten Fahrt mit der Elektritschka vom Baltischen Bahnhof ausgehend mit Zielbahnhof Oranienbaum Haltepunkt ist, das Schloss Pawlowsk sowie der Katharinenpalast wurden im Verlauf des Zweiten Weltkrieges von den deutschen Besatzern zu großen Teilen verwüstet und nach dem Krieg in mühevoller Kleinarbeit wieder aufgebaut und restauriert. Vom Witebsker Bahnhof aus lassen sich Pawlowsk und Puschkin leicht mit dem 'Elektritschka'-Vorortzug erreichen. An dieser Bahnstrecke befindet sich der Halt „21 km“, der an der südlichen Belagerungslinie der Stadt im Zweiten Weltkrieg gebaut wurde. Neben den Gleisen erinnern gegen Süden gerichtete damalige Kanonen an die deutsche Belagerung.

## Kunst und Kultur
Sankt Petersburg ist eine Stadt, in der Kunstsammlungen, Theater, Literatur, Ballett und Musik Weltgeltung besitzen.

### Museen, Galerien und Ausstellungskomplexe (Auswahl)
Die Stadt weist nach eigenen Angaben 221 Museen auf. Darüber hinaus gibt es 45 Galerien und Ausstellungshallen sowie 80 Kulturhäuser (Stand November 2013). Sie lassen sich in Historische Museen, Kunstmuseen und Museen für Spezialgebiete.

#### Kunstkammer
Die 1734 gegründete Kunstkammer war die erste offizielle Sammlung von damals zeitgenössischen Kunstwerken.

#### Eremitage
Die Eremitage ist mit drei bis vier Millionen Besuchern im Jahr der bestbesuchte und wohl international wichtigste Ausstellungskomplex. Sie gehört zu den bedeutendsten Kunstmuseen der Welt. Sie beherbergt eine immens große Sammlung der europäischen bildenden Kunst bis 1917 sowie die weltweit größte Juwelensammlung. Das Museum nimmt fünf Bauten in Anspruch mit einer Gesamtausstellungsfläche von 57.475 m² und einer Lagerfläche von 45.000 m². Der Winterpalast, in dem sich ein Großteil der Sammlung befindet, ist dabei eine eigene Sehenswürdigkeit.
In ihrem Archiv beherbergt die Eremitage mehr als 2,7 Millionen Ausstellungsstücke. In den 350 Ausstellungsräumen sind davon 65.000 organisiert in sechs Sammlungen ausgestellt. Es sind Sammlungen über Prähistorische Kunst, Kunst und Kultur der Antike, Kunst und Kultur der Völker des Ostens, Westeuropäische Kunst und Russische Kunst zu sehen, sowie Juwelenschätze und numismatische Exponate. Da der größte Teil der russischen Kunst mittlerweile in das Russische Museum ausgelagert wurde, ist die westeuropäische Kunst und Kultur der bedeutsamste Teil der Sammlung.
Die Exponate umfassen unter anderem Werke von Leonardo da Vinci (eines bzw. – unter Kunsthistorikern umstritten – auch zwei der weltweit bekannten zwölf Originale), Raffael, Tizian, Paolo Veronese, El Greco, Goya, Lucas Cranach dem Älteren, mehr als 40 Bilder von Rubens, 25 Werke von Rembrandt und diverse seiner Schüler, Vincent van Gogh, 37 Bilder von Henri Matisse, Pierre-Auguste Renoir, Paul Gauguin, 31 Bilder von Pablo Picasso sowie Bilder von Édouard Manet und Wassily Kandinsky.
Das Museum entstand als Privatsammlung der Zaren, seit 1852 war es öffentlich zugänglich. Nach der Oktoberrevolution wurden zahlreiche Privatsammlungen enteigneter russischer Adliger in die Eremitage überführt. Die Belagerung der Stadt überstanden die Bestände weitgehend unbeschadet im Keller des Museums, die wertvollsten Stücke waren ausgelagert worden. 1948 wurden die Kunstbestände aufgestockt durch einen großen Teil der Sammlung des Museums für neue westliche Kultur in Moskau. Von den vielen Touristenzielen der Stadt ist die Eremitage wahrscheinlich das bedeutendste. Es besteht eine langfristige Zusammenarbeit mit dem Solomon R. Guggenheim Museum.

#### Zentrales Marinemuseum
Das 1709 gegründete Museum ist eines der ältesten Museen Russlands und zählt mit seinen 700.000 gesammelten Objekten zu den größten Schifffahrtsmuseen der Welt. In den 2014 neu bezogenen Ausstellungshallen wird in neunzehn Ausstellungshallen die Geschichte der russischen Seekriegsflotte nachgezeichnet. In fünf weiteren Sälen finden Wechselausstellungen statt. Zum Museum zählen sechs Außenstellen, beispielsweise der Kreuzer Aurora, der Ausstellungsort Straße des Lebens, die Festung Kronstadt mit der Nikolaus-Marine-Kathedrale, dem Artillerie-Gelände und der Gedenkausstellung für Alexander Stepanowitsch Popow oder das Museumsschiff Kreuzer Michail Kutusow.

#### Erarta-Museum
Das Erarta-Museum für zeitgenössische Kunst ist das größte private Museum für zeitgenössische Kunst in Russland. Im Bestand des Museums befinden sich über 2800 Werke zeitgenössischer Kunst, die von mehr als 300 Künstlern aus über 20 Regionen Russlands geschaffen wurden.

### Theater und Musik

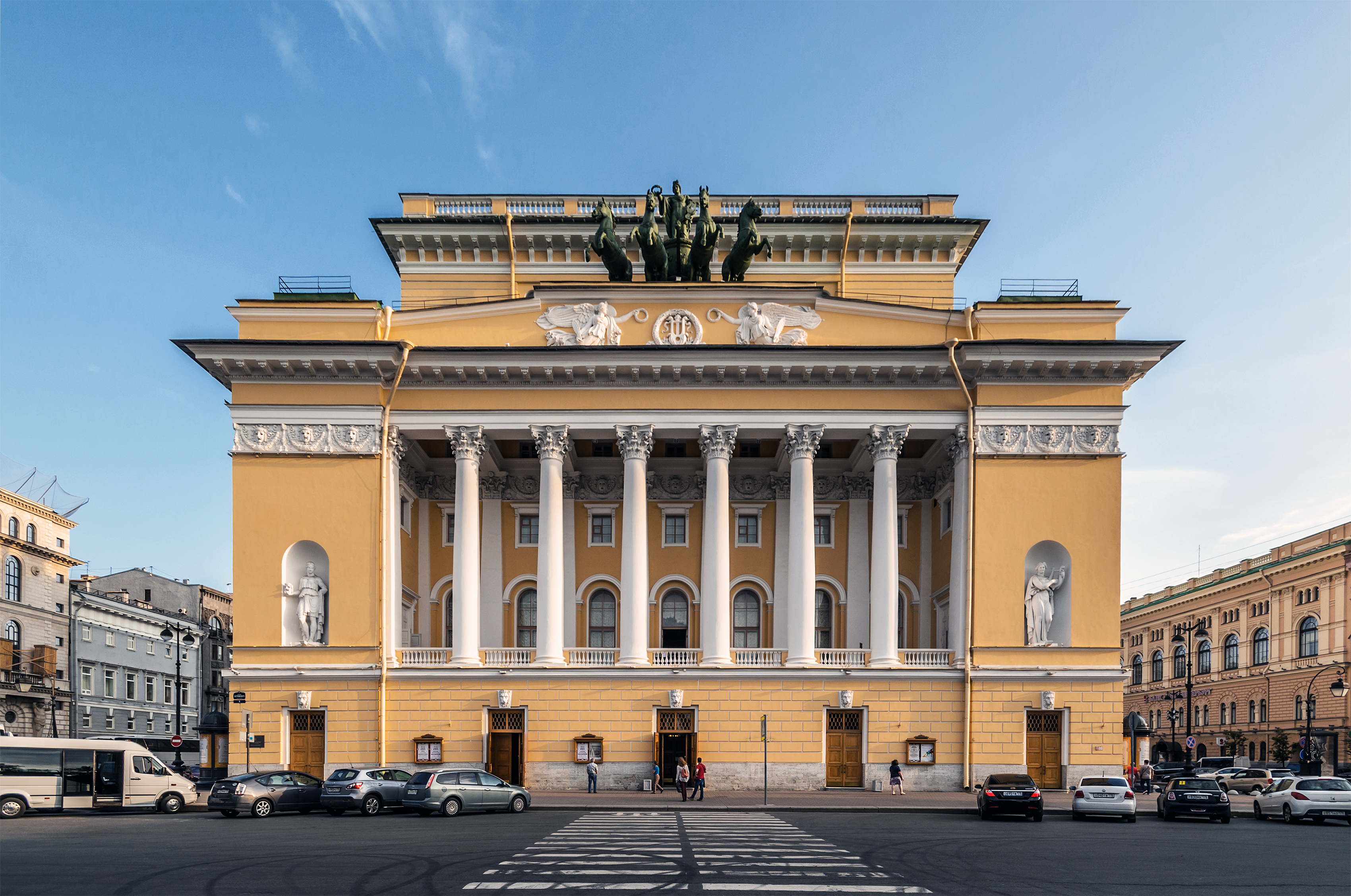
Alexandrinski-Theater am Ostrowski-Platz

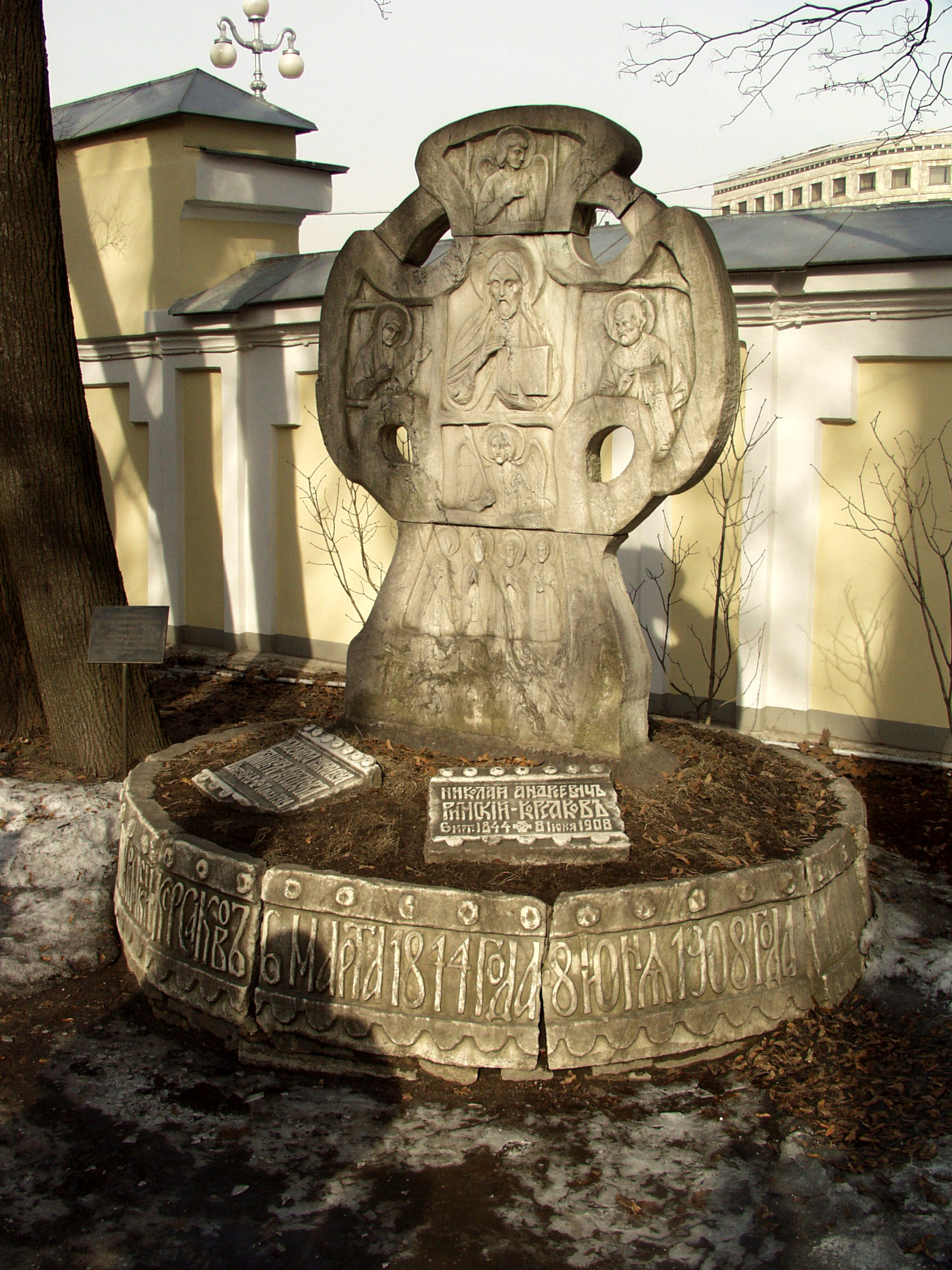
Grabmal Rimski-Korsakows auf dem Tichwiner Friedhof nahe dem Alexander-Newski-Kloster

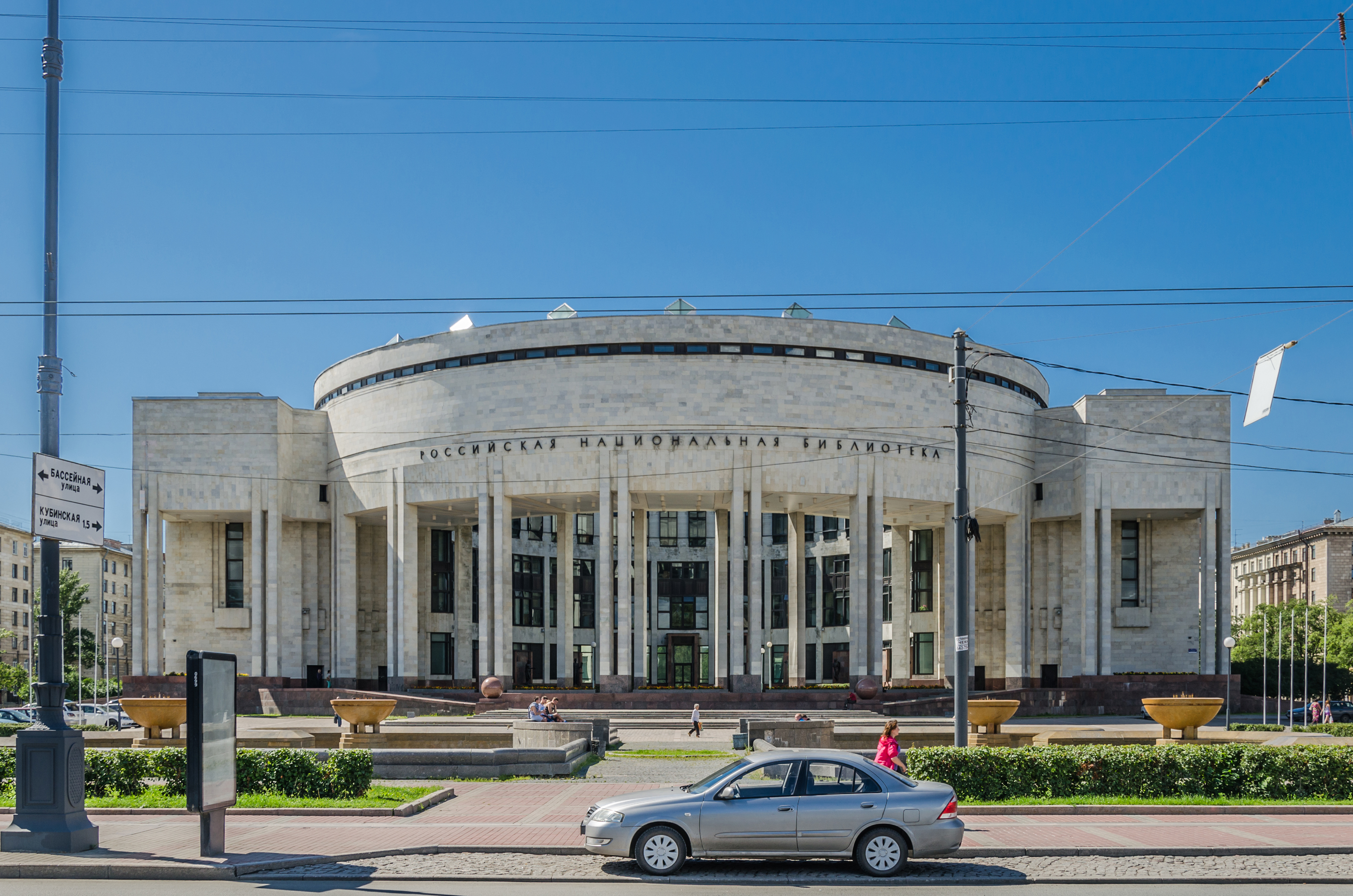
Neues Gebäude der Russischen Nationalbibliothek am Moskauer Prospekt

Als ältestes Ensemble gilt die 1497 gegründete Staatliche Akademische Kapelle. In der Stadt befinden sich 80 Theaterstätten und 100 Konzerthäuser. Das Mariinski-Theater ist eines der bekanntesten Opernhäuser der Welt. Es nahm seine Arbeit im Jahr 1783 auf und ist die Heimat des Mariinski-Balletts. Daneben ist das 1833 erbaute Michailowski-Theater, im 19. Jahrhundert auch Théâtre Michel, im 20. Jahrhundert lange Kleines Opernhaus, das bedeutendste Opernhaus der Stadt.
Das Alexandrinski-Theater wurde auf Erlass der Zarin Elisabeth I. 1756 gegründet. Eine aus Schülern des Kadettenkorps zusammengestellte Truppe bildete das erste ständige Theater Russlands. Erst 1832 erhielt das Ensemble sein heutiges prächtiges Gebäude, das unter Leitung des Architekten Carlo Rossi entstand.
Von 1901 bis 1906 bestand das bekannte Neue Theater in der Uferstraße (набережной р. Мойки) 61.
Im Rahmen der klassischen Musik sind neben der Oper (siehe oben) vor allem die Sankt Petersburger Philharmoniker zu nennen. Im gleichnamigen Gebäude in der Stadt befindet sich das Stammhaus dieses Orchesters.
In der Stadt lebten und arbeiteten die Komponisten Michail Glinka, Modest Mussorgski, Nikolai Rimski-Korsakow, Pjotr Tschaikowski, Igor Strawinski und Dmitri Schostakowitsch. Michail Glinka (1804–1857), in Nowo-Spaskoje geboren, studierte am Adelsinstitut von Sankt Petersburg, sein Grabmal befindet sich auf dem Tichwiner Friedhof. Die Oper „Boris Godunow“ von Modest Mussorgski (1839–1981) wurde im Mariinski-Theater uraufgeführt. Alexander Borodin (1833–1887) wurde in Sankt Petersburg geboren und ist in der Stadt gestorben.
Schostakowitsch (1906–1975), geboren in Sankt Petersburg, studierte von 1919 bis 1925 am Petrograder Konservatorium. Während der Belagerung komponierte er 1941 seine Leningrader Symphonie. Die ersten drei Sätze entstanden während der Leningrader Blockade durch die Deutschen. Die Sinfonie ist Ausdruck des Durchhaltewillens der Leningrader Bevölkerung und aller sowjetischen Menschen. Sie wurde vollendet und in Kuibyschew uraufgeführt. Die Orchesterpartituren hatten Helfer danach durch die deutsche Blockade hindurch in die Stadt (Leningrad) geschafft, und unter Lebensgefahr für Aufführende und Zuhörer fand das Konzert im Großen Saal der Philharmonie am 8. August 1942 unter Karl Eliasberg statt, welches im gesamten sowjetischen Rundfunk übertragen wurde. Im Jahr 1975 erhielt dieser Saal den Namen Schostakowitsch-Saal.
Mit der nachlassenden Staatskontrolle in der Perestroikazeit entwickelte sich im Leningrad der 1980er Jahre eine sehr lebendige Rockmusikszene. Ein Teil der Bands entstand unter dem Dach des Leningrader Rockclubs, andere waren aus verschiedenen Landesteilen hierhergezogen. Im Gegensatz zur Hauptstadt Moskau, wo die Bürgerfreiheiten strenger überwacht wurden, konnte sich die Kunst in Leningrad vergleichsweise frei entfalten. Die damals entstandenen Bands und Interpreten haben ihren Einfluss nicht verloren. Zu diesem Teil der russischen Musikszene, der in Russland als „Piterski Rock“ („Petersburger Rock“) bekannt ist, zählen Bands wie „Aquarium“ mit Boris Grebenschtschikow, „Kino“ mit Wiktor Zoi, „Alissa“ mit Konstantin Kintschew, „AuktYon“ mit Leonid Fjodorow, „Pop-Mechanika“ mit Sergei Kurjochin, „Zoopark“ mit Michail „Mike“ Naumenko oder „DDT“ mit Juri Schewtschuk (aus Ufa).

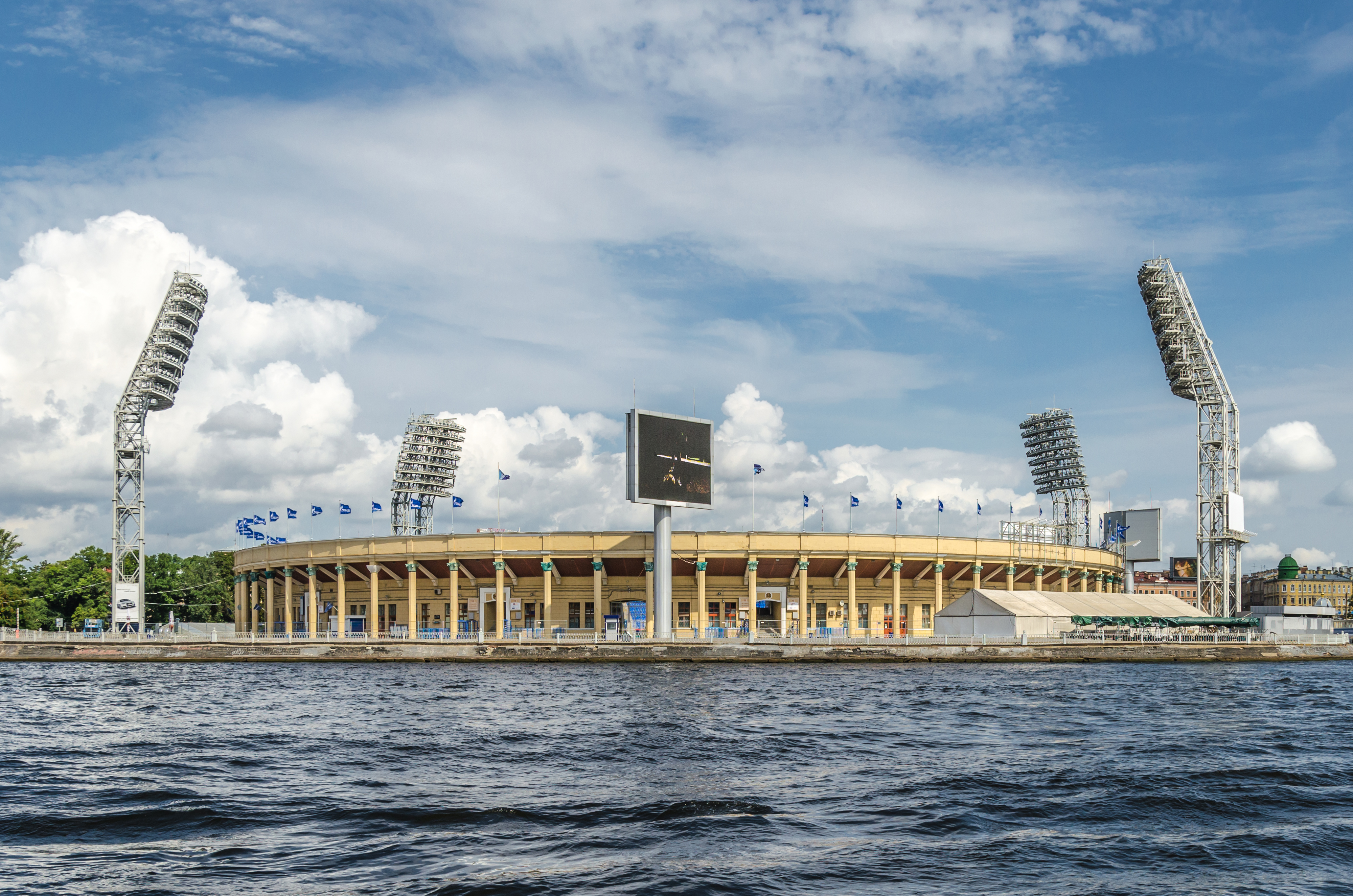
Das Petrowski-Stadion

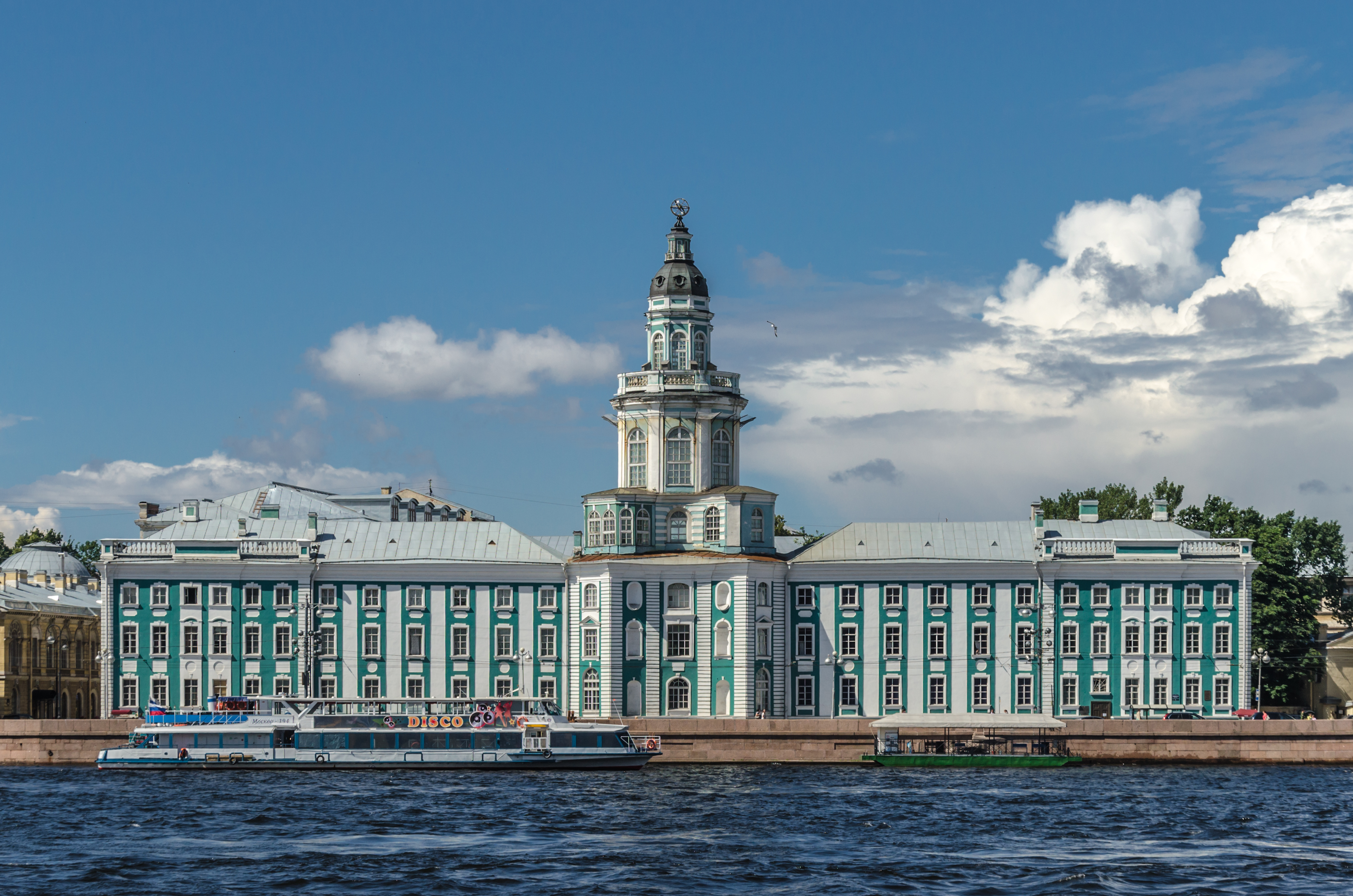
Die Kunstkammer, errichtet 1719 von dem Deutschbalten Georg Johann Mattarnovi für die 1716/1717 von Peter dem Großen angelegte Kuriositätensammlung. Sie ist somit das älteste Museum Russlands.

Diese Musik lehnt sich an westliche Stilrichtungen an, behält aber die für „das russische Ohr“ typische Tonalität bei. In den Liedertexten finden sich oft Parallelen zu den Autoren des Silbernen Zeitalters, einer kulturellen Blütezeit in Petersburg und Moskau am Anfang des 20. Jahrhunderts.

### Ballett
Die Stadt ist einer der wichtigsten Orte für die Entwicklung des Balletts. Sergei Djagilew, Marius Petipa, Vaslav Nijinsky, Matilda Kschessinskaja und Anna Pawlowa waren maßgeblich an dieser Entwicklung beteiligt. Hier befindet sich die wahrscheinlich berühmteste Ballettschule der Welt – die Waganowa-Ballettakademie, gegründet im Jahr 1738.

### Petersburg im Film
Das Ende der kulturellen Blütezeit Sankt Petersburgs fiel zeitlich mit dem Aufkommen der Filmindustrie zusammen. Bei bemerkenswerten Filmen bis 1990 handelt es sich zu einem Großteil um Verfilmungen klassischer russischer Literatur. Es gibt dutzende Verfilmungen von Anna Karenina (die ersten sind eine russische und eine französische, beide von 1911, die erste westliche, die vor Ort gedreht wurde, ist von 1997) oder einige Versionen von Dostojewskis Der Idiot (die erste ist eine russische, von 1910).
Einige Filme beziehen sich auf die Stadtgeschichte. Neben einer großen Anzahl sowjetischer Propagandafilme gibt es bisher aber erst wenige Werke: In seiner Art eigenständig ist der Film Noi Vivi (Italien, 1942), eine Verfilmung des in der Stadt spielenden Buches von Ayn Rand Wir leben, der vor dem Hintergrund der sowjetischen Oktoberrevolution eine Kritik des faschistischen Italien versucht. Die Geschichte um die Tochter des letzten Zaren Anastasia wurde mehrfach verfilmt. Besonders bekannt sind die Versionen von 1956 mit Ingrid Bergman und das Zeichentrick-Musical (USA, 1997) von Don Bluth, ehemaliger Chefzeichner von Walt Disney. Besonders das Zeichentrick-Musical bezieht sich zwar sowohl auf die Stadtgeschichte als deren optische Opulenz, verfremdet beides aber so stark, dass es kaum wiederzuerkennen ist. Der italienische Spezialist für Filme über die russische Geschichte Giuseppe Tornatore drehte einen Film über die Belagerung der Stadt im Zweiten Weltkrieg. Für die meiste internationale Resonanz sorgte bisher von allen Petersburger Filmen Russian Ark, der, in der Eremitage gedreht, 300 Jahre russische Geschichte in einem einzigen Schnitt Revue passieren lässt. Der Film Der Untergang wurde in der Stadt gedreht, da die historische Innenstadt in Teilen große Ähnlichkeiten mit dem Berlin des Jahres 1945 aufweist.
In Petersburg (damals noch Leningrad) spielt der Kultfilm Intergirl von Pjotr Todorowski, der letzte große Kinoerfolg der Sowjetunion vor deren Untergang.
Der James-Bond-Film GoldenEye (1995) zeigt die Stadt in einem schon fast postapokalyptisch zu nennenden Zustand. Ein anderer britischer Action-Film, Midnight in St. Petersburg (1996) hingegen hat opulente Aufnahmen der Petersburger Sehenswürdigkeiten. Der Film Onegin (1999) mit Ralph Fiennes und Liv Tyler in den Hauptrollen, nimmt den Stoff des Puschkin-Gedichtes als Ausgangspunkt. In Das Rußland-Haus, einem Spionage-Thriller mit Sean Connery, Michelle Pfeiffer und Klaus Maria Brandauer, wird ein romantisches Bild der Stadt gezeigt.
Masjanja (russisch Масяня) ist eine beliebte russische nicht-kommerzielle Internet-Trickfilm-Serie, deren Handlung in Sankt Petersburg spielt.

#### Bibliotheken
Die Stadt besitzt rund 2000 Bibliotheken, von kleinen Volksbibliotheken in den einzelnen Stadtteilen bis zu mehreren bedeutenden Büchersammlungen.
Die Russische Nationalbibliothek ist die zweitgrößte Bibliothek Russlands und eine der drei Nationalbibliotheken des Landes.
Sie wurde 1795 durch Katharina II. gegründet und hat einen Bestand von über 30 Millionen Medien, davon über 450.000 Handschriften (Ostromir-Evangeliar, Codex Petropolitanus Purpureus, Codex Leningradensis u. a.). In ihrem Bestand befinden sich Bücher in 85 Sprachen.
Die 1714 gegründete Bibliothek der Akademie der Wissenschaften weist über 20 Millionen Bände auf.
Die Puschkin-Bibliothek besitzt mit 5000 Werken einen wertvollen Bestand von Werken aus der privaten Bibliothek des Dichters.
Die Präsidentenbibliothek Boris Jelzin wurde 2009 gegründet und ist vor allem als Onlinebibliothek von historischen und diplomatischen Dokumenten ausgerichtet.

#### DerPetersburger Text
Petersburg, als Zarenstadt über Jahrhunderte kulturelles Zentrum Russlands, zog eine große Zahl von Schriftstellern an, welche die Stadt literarisch verewigten. Nachdem in den ersten Jahrzehnten nach dem Bau der Stadt den Zaren preisende Auftragslyrik das Bild bestimmt hatte, begann 1833 mit Puschkins Gedicht Der eherne Reiter eine andere Art der Literatur dominant zu werden. Das Gedicht thematisiert den russischen Beamten Jewgeni, der am Reiterstandbild Peters des Großen, dem Wahrzeichen der Stadt, zur Zarenbeschimpfung ansetzt. Doch er erregt den Zorn der Statue.
Und auf des Hengstes blankem Rücken

Mit der emporgestreckten Hand

Puschkin-Denkmal in Sankt Petersburg

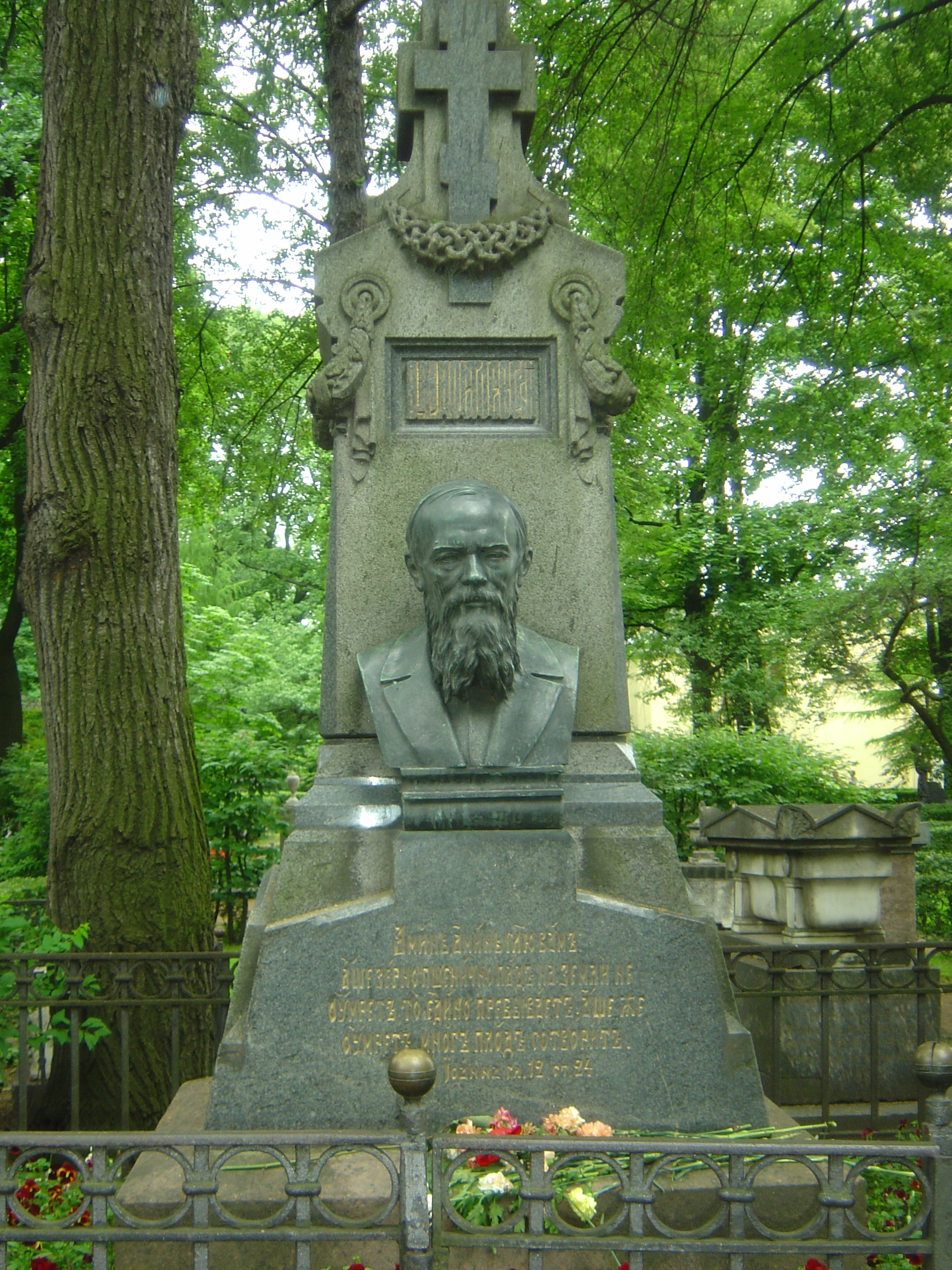
Grabmal Dostojewskis in Sankt Petersburg. Auf dem unteren Stein ist das Epigraph (Johannes 12,24) von Die Brüder Karamasow zu lesen.

Ihn vorwärts treibend mit den Blicken

Braust funkensprühend der Gigant

Der arme Irre hastet weiter

Wohin auch immer er sich kehrt,

Der eherne, erzürnte Reiter

Folgt überall auf seinem Pferd.
Diese späteren Texte haben eine verblüffende Ähnlichkeit bei Motiven, Sprache, Atmosphäre, aber auch beim Sinn. Der Moskauer Kultursemiotiker Wladimir Toporow prägte dafür 1984 im Aufsatz Petersburg und der Petersburger Text der russischen Literatur (Peterburg i peterburgskij tekst russkoj literatury) den Begriff des „Petersburger Texts“.
Die Allgegenwart der Macht des Zaren wie des russischen Staatsapparates, die Beamten- und Soldatenstadt sind ebenso ein stetig wiederkehrendes Thema wie der Wahnsinn, Hochwasser und Überschwemmung, Zerstörung, Untergang, Fieberwahn und (Alb-)Traumstadt.
Viele Literaten attestieren der Stadt eine gewisse Unwirklichkeit, eine Aura dessen, dass sie nicht ganz real ist. Das beginnt schon mit dem Mythos, die Stadt sei in der Luft gebaut worden und erst danach auf die Erde gesunken, weil man auf diesem Gelände eigentlich gar nicht bauen könne. Literatur-Nobelpreisträger Joseph Brodsky attestiert: „Es gibt keinen Ort in Russland, wo die Imagination sich mit solcher Leichtigkeit von der Realität ablöst.“ Nikolai Gogol sagte bereits 1835 über den Newski-Prospekt: „Hier ist alles Trug, alles Traum, alles nicht das, was es scheint.“
Allein der Plan, eine Großstadt am Ende der Welt inmitten von Sümpfen zu bauen, gibt Sankt Petersburg diesen Gründungsmythos mit, der die literarische Stimmung bis zur Oktoberrevolution bestimmt. Selbst Giacomo Casanova ließ sich von der Stimmung der Stadt beeinflussen. 1764 schrieb er: „Alles erschien mir, als hätte man es schon als Ruine gebaut. Man pflasterte die Straßen und wusste, dass man sie sechs Monate später erneut würde pflastern müssen.“
Besonders bekannte Nachfolger Puschkins waren in dieser Tradition Nikolai Gogol mit dessen Petersburger Erzählungen sowie der wahrscheinlich berühmteste Schriftsteller der Stadt, Fjodor Dostojewski, dessen Romane und Erzählungen Weiße Nächte, Arme Leute, Der Doppelgänger, Der Idiot und Schuld und Sühne in der Stadt spielen. Das Haus seiner Romanfigur Raskolnikow findet sich in der Stadt, über die er schreibt: „Es wehte ihn daraus immer eine rätselhafte Kälte an, dieses prächtige Panorama war für ihn mit einem stummen, dumpfen Geist erfüllt.“
Mit dem symbolistischen Roman Petersburg (1913) schrieb Andrei Bely eines der Meisterwerke der russischen Literatur. Er steht am Beginn der Reihe der Großstadtromane der Moderne und wurde so oft mit James Joyce’ Ulysses und Alfred Döblins Berlin Alexanderplatz verglichen.
Mit der Oktoberrevolution und der Verlagerung der Hauptstadt entstanden weiterhin literarische Werke hoher Bedeutung, die allerdings nicht mehr den typischen Petersburger Text widerspiegelten. Alexander Bloks Erzählung Die Zwölf von 1918 schilderte den Marsch von zwölf Rotarmisten durch die Stadt. Schließlich erscheint Jesus an der Spitze der Gruppe. Daniil Charms, einer der letzten Vertreter der frühen russischen Avantgarde, verfasste neben Die Komödie der Stadt Petersburg zahlreiche kurze Stücke. Eines davon, An der Kaimauer, greift wiederum die klassischen Motive des Petersburger Textes auf:
An der Kaimauer unseres Flusses hatte sich

eine sehr große Menschenmenge versammelt.

In den Fluss gefallen war der Regimentskom-

mandeur Sepunow. Er verschluckte sich in

einem fort, sprang bis zum Bauch aus dem Wasser.

[…]

„Er geht unter“, sagte Kusma.

„Klar geht er unter“, bestätigte ein Mann mit

einer Schirmmütze.

Und tatsächlich, der Regimentskommandeur

ging unter.

Die Menge begann sich zu verlaufen.

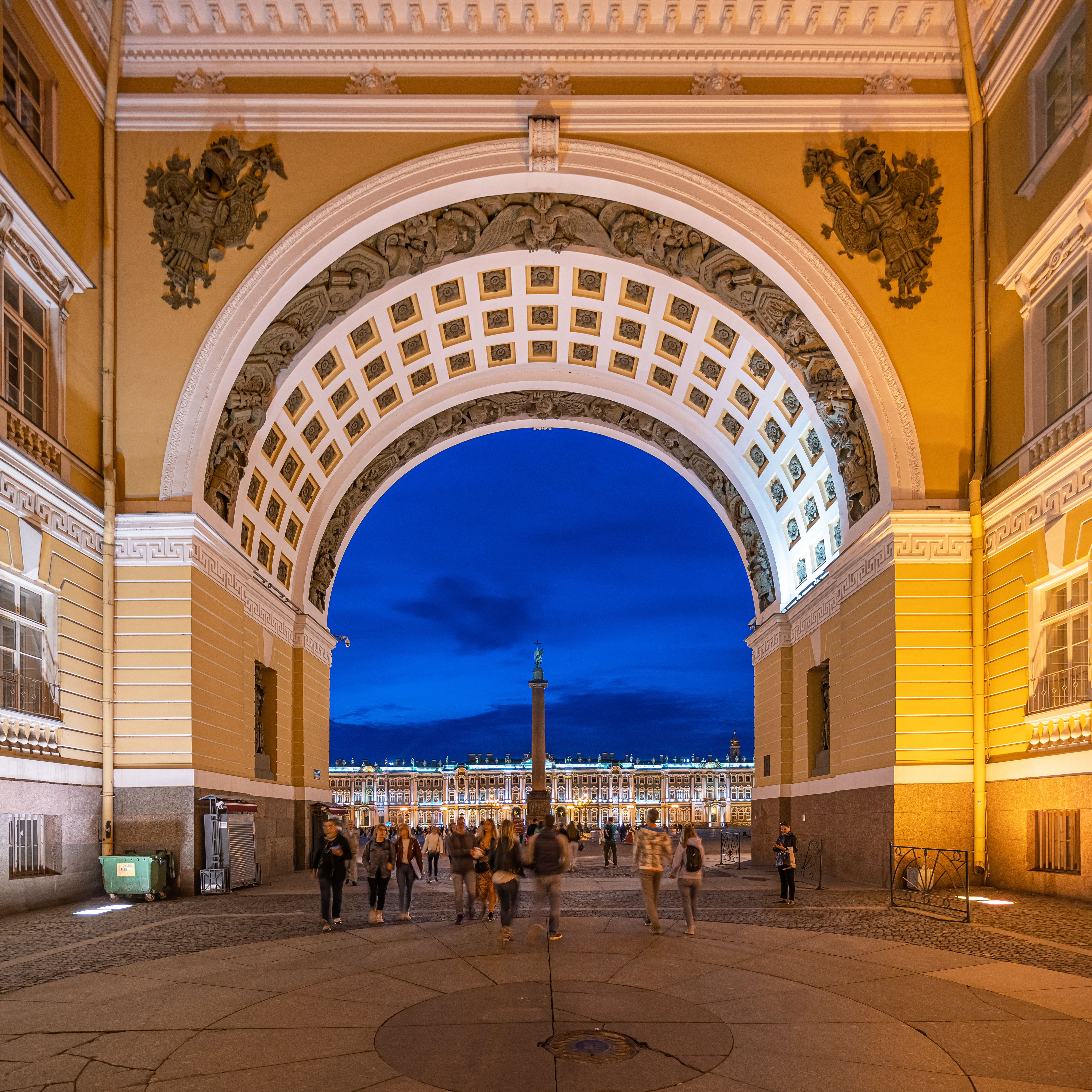
Blick auf Alexandersäule und Winterpalast auf dem Schlossplatz

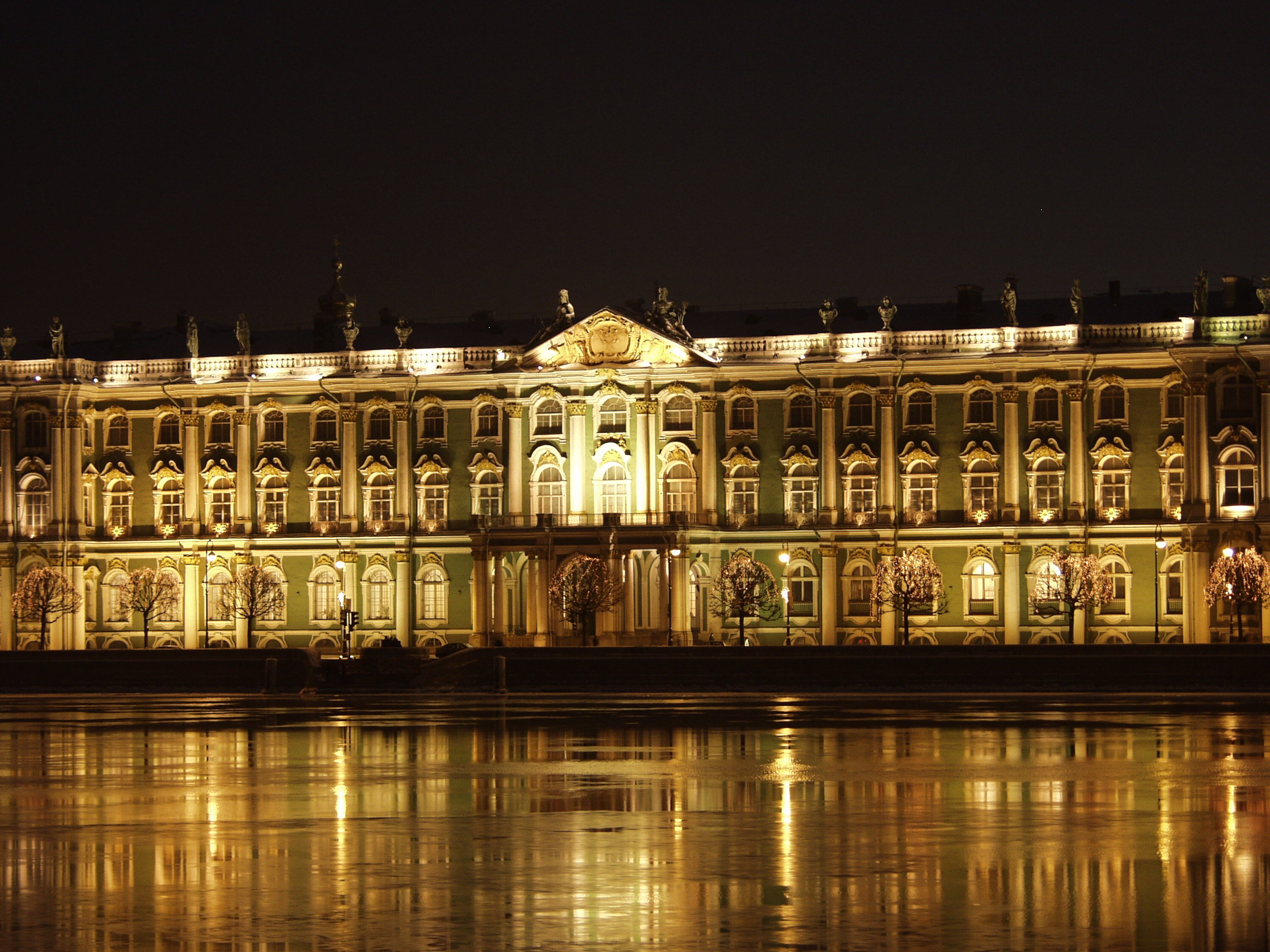
Eremitage bei Nacht, von der Newa aus gesehen

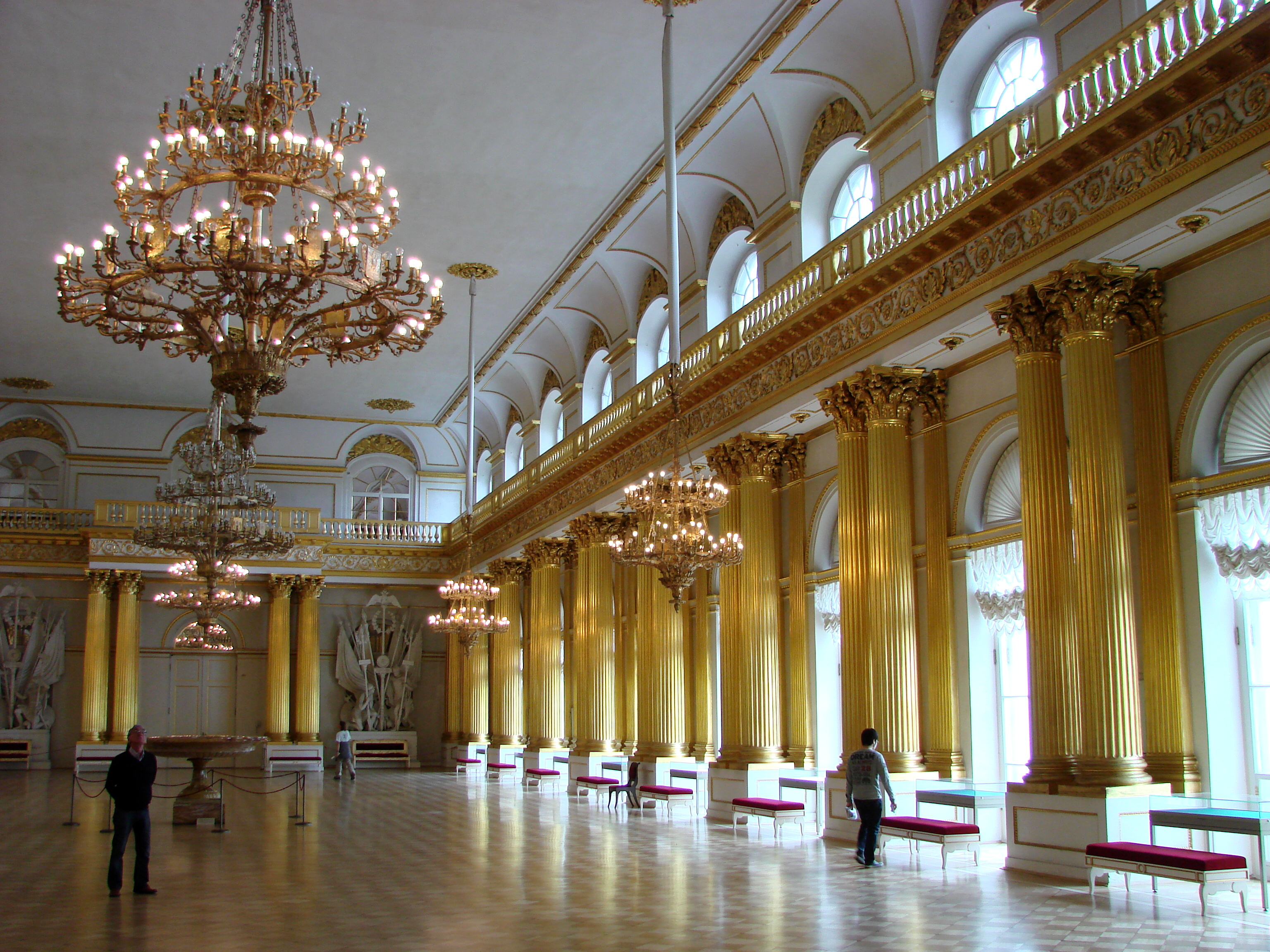
Wappensaal der Eremitage

Der gebürtige Petersburger Vladimir Nabokov kehrt in seinen Büchern immer wieder an den Ort seiner Kindheit zurück. Anna Achmatowa, Marina Zwetajewa, Ossip Mandelstam, Welimir Chlebnikow, Sergei Jessenin und Joseph Brodsky verewigten die Stadt durch ihre Lyrik. Ebenso wie als Stadt der Literatur erschien die Stadt immer als eine der verfolgten Literatur. Bereits Dostojewski und Puschkin wurden vom Zar verfolgt, nach der Oktoberrevolution wurden zahlreiche Literaten ermordet, bekamen Berufsverbot oder sie wanderten aus, sofern es ihnen möglich war. Ossip Mandelstam bemerkte: „Kein anderes Land nimmt Poesie so wichtig wie Russland, nirgendwo sonst werden ihretwegen so viele Menschen umgebracht.“

## Gedenkstätten

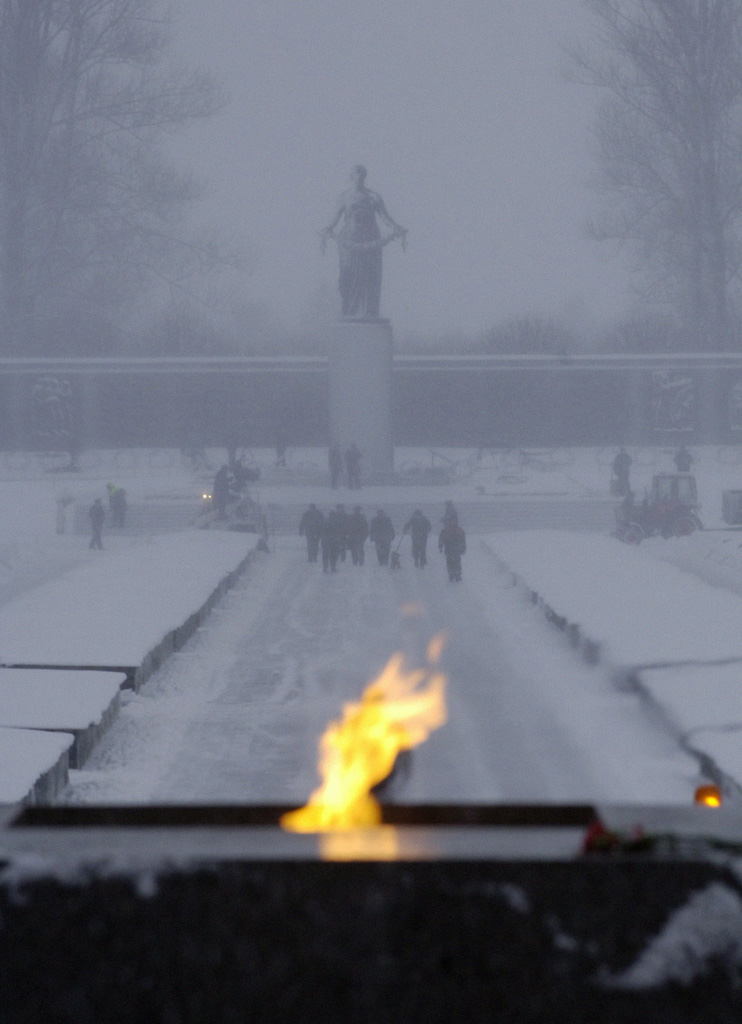
Ewige Flamme vor dem Mahnmal auf dem Piskarjowskoje-Gedenkfriedhof

Auf dem Piskarjowskoje-Gedenkfriedhof wird der Opfer der 900-tägigen Blockade von Leningrad durch die deutsche Wehrmacht gedacht. Die Blockade wurde am 27. Januar 1944 durch Sowjettruppen beendet.

## Sport

### Fußball
Der bekannteste Sportverein der Stadt ist der 1925 gegründete Fußballklub Zenit St. Petersburg. Die Saison 2007 konnte Zenit erstmals als russischer Meister abschließen. Von 1950 bis 1992 diente das mittlerweile abgerissene Kirow-Stadion, das insgesamt 72.000 Zuschauern Platz bot, als Heimspielstätte für Zenit Sankt Petersburg. Im Jahre 1993 zog die Mannschaft in das 1925 erbaute und 21.570 Zuschauer fassende Petrowski-Stadion um, das bis April 2017 vom Verein für die Heimpartien genutzt wurde. Der Verein gehört seit einigen Jahren dem gleichzeitigen Hauptsponsor Gazprom, der seit der Übernahme viele Millionen in die Verstärkung des Kaders sowie den laufenden Bau der neuen Gazprom-Arena gesteckt hat. Im Spieljahr 2007/2008 gewann der Fußballklub nach 4:1 im Viertelfinale gegen Bayer Leverkusen und 4:0 gegen Bayern München im Halbfinale den UEFA-Pokal in Manchester durch ein 2:0 gegen die Glasgow Rangers sowie in Monaco den UEFA Super Cup mit einem 2:1 gegen Manchester United. Zur Saison 2010 feierten sie den russischen Pokalsieg durch ein 1:0 gegen FK Sibir Nowosibirsk im Rostower Stadion Olimp-2. 2011 und 2012 wurde Zenit erneut russischer Meister. Sankt Petersburg war einer der Austragungsorte der Fußball-Weltmeisterschaft 2018. Hierzu wurde in der Stadt die Gazprom-Arena errichtet, die ebenfalls für den FIFA-Konföderationen-Pokal 2017 genutzt wurde.

### Andere Ballsportarten
Der Damen-Volleyballverein Leningradka Sankt Petersburg spielt in der höchsten Spielklasse Russlands, der Superleague. Darüber hinaus ist in der Stadt der Basketballverein BK Spartak Sankt Petersburg beheimatet. Die Handballmannschaft der Herren des GK Newa St. Petersburg nimmt am Spielbetrieb der Super League sowie der EHF Champions League teil. Im Dezember 2005 wurde in Sankt Petersburg die Handball-Weltmeisterschaft der Frauen 2005 ausgetragen, wobei die Heimmannschaft zum Weltmeister wurde.

### Eishockey
Der Eishockeyverein SKA Sankt Petersburg spielt in der Kontinentalen Hockey-Liga, während der HK WMF Sankt Petersburg am Spielbetrieb der Wysschaja Hockey-Liga teilnimmt. Die größten Eishockeystadien sind das SKK Peterburgski, der Eispalast Sankt Petersburg und der Jubileiny-Sportkomplex. Im Eispalast wurde das KHL All-Star Game 2011 ausgerichtet. In Sankt Petersburg wurde in den Jahren 2000 und 2016 um die Eishockey-Weltmeisterschaft gespielt.

### Schach
Zu den Bewohnern von Sankt Petersburg zählten einige herausragende Schachspieler: Michail Botwinnik (langjähriger und mehrmaliger Weltmeister zwischen 1948 und 1963), Boris Spasski (Weltmeister von 1969 bis 1972, über Schachgrenzen hinaus bekannt durch das sogenannte Match des Jahrhunderts gegen Bobby Fischer (Vereinigte Staaten) 1972 in Reykjavík, das wegen des Ost-West-Konfliktes im Kalten Krieg weltweites Interesse erregte), sowie Viktor Kortschnoi, langjähriger Vize-Weltmeister und Emigrant aus der Sowjetunion. Kortschnoi erlangte internationale Bekanntheit durch die Duelle mit Anatoli Karpow um die Weltmeisterschaft 1978 in Baguio und 1981 in Meran, welchen große politische Brisanz innewohnte. Karpow lebte lange Jahre in Leningrad.
Zu herausragenden Verfassern von Schachaufgaben, die in Sankt Petersburg wohnten, zählen Botwinniks früher Sparringspartner Sergei Kaminer, die Brüder Kubbel und Alexei Troizki.

### Tennis
Das Herren-Tennisturnier St. Petersburg Open wird seit 1995 in der russischen Metropole – im Sportkomplex SKK Peterburgski – ausgerichtet. Damen spielen um den St. Petersburg Ladies Trophy, ein Damen-Tennisturnier der WTA Tour.

### Turnen
Die 22. Turn-Europameisterschaften der Frauen fanden vom 30. April bis 3. Mai 1998 in Sankt Petersburg statt.

### Automobilsport
1913 und 1914 wurden in Sankt Petersburg die Automobilrennen um den Großen Preis von Russland veranstaltet, die heute nach einer Pause bis 2014 im Rahmen der Formel-1-Weltmeisterschaft ausgefahren werden, jetzt jedoch in Sotschi.

## Bildung
Sankt Petersburg war historisch das Zentrum der russischen Wissenschaft und ist neben Moskau immer noch der wichtigste Bildungs- und Wissenschaftsstandort. In der Stadt sind über 120 Universitäten, Hochschulen und Fachhochschulen ansässig. Davon sind 43 staatlich-zivil, 22 militärisch und etwa 50 werden privat betrieben, sind aber staatlich lizenziert. Zu den bekannteren Universitäten gehören die Staatliche Universität Sankt Petersburg, die Staatliche Universität für Wirtschaft und Finanzen, die Staatliche Polytechnische Universität, die Europäische Universität Sankt Petersburg, die Waganowa-Ballettakademie, die Russische Kunstakademie und das Sankt Petersburger Konservatorium. Zu den militärischen Institutionen gehören beispielsweise die Militärische ingenieurtechnische Universität, die Militärakademie der Fernmeldetruppe, S. M. Budjonny, die Militärmedizinische Akademie S. M. Kirow und die Militärakademie für rückwärtige Dienste und Transportwesen.
In der Stadt sind etwa 600.000 Einwohner in Bildung und Wissenschaft beschäftigt, darunter sind ungefähr 340.000 Studierende.
In Petersburg lebten und wirkten mehrere Nobelpreisträger, darunter als letzter Schores Alfjorow, der Nobelpreisträger für Physik des Jahres 2000, ehemaliger Direktor des Joffe-Instituts.
Mit dem Steklow-Institut für Mathematik verfügt St. Petersburg über ein mathematisches Forschungsinstitut von Weltrang. Führende Mathematiker, unter anderem der Fields-Medaillen-Preisträger Grigori Perelman, wirkten an diesem Institut.

## Religion
Die russisch-orthodoxe Kirche hat nach dem Zusammenbruch der Sowjetunion wieder deutlichen Zuwachs erhalten, aber auch andere Religionsgemeinschaften haben Zulauf. So ist Sankt Petersburg Sitz des Zentralen Kirchenamtes und der Kanzlei des Erzbischofs der Evangelisch-Lutherischen Kirche in Russland, der Ukraine, in Kasachstan und Mittelasien (ELKRAS) in der St. Petri-Kirche sowie der Evangelisch-Lutherischen Kirche des Ingermanlandes in Russland. Die finnisch-lutherische und schwedisch-lutherische Kirche befinden sich in der Nähe, ebenso eine römisch-katholische und eine armenisch-apostolische Kirche.
Mit dem Gunsetschoinei-Dazan gibt es einen buddhistischen Tempel in der Stadt. Die Sankt Petersburger Moschee wurde in den Jahren 1910 bis 1913 errichtet.
In einer Umfrage aus dem Jahr 2013 bezeichneten sich 70 % der Einwohner als orthodox (1995 waren es noch 58 %). Weitere 20 % gaben an, nicht gläubig zu sein. Insgesamt waren 55 Prozent der Meinung, die Russisch-Orthodoxe Kirche habe einen großen Einfluss auf das gesellschaftliche Leben in Sankt Petersburg.

## Wirtschaft und Verkehr
Laut einer Studie aus dem Jahr 2014 erwirtschafte der Großraum Sankt Petersburg ein Bruttoinlandsprodukt von 119,6 Milliarden US-Dollar (KKB) was ein bedeutender Teil der gesamten Wirtschaftsleistung des Landes ist. In der Rangliste der wirtschaftsstärksten Metropolregionen weltweit belegte er damit den 114. Platz und den zweiten Platz in Russland. Das BIP pro Kopf lag bei 23.361 US-Dollar.

### Wirtschaft

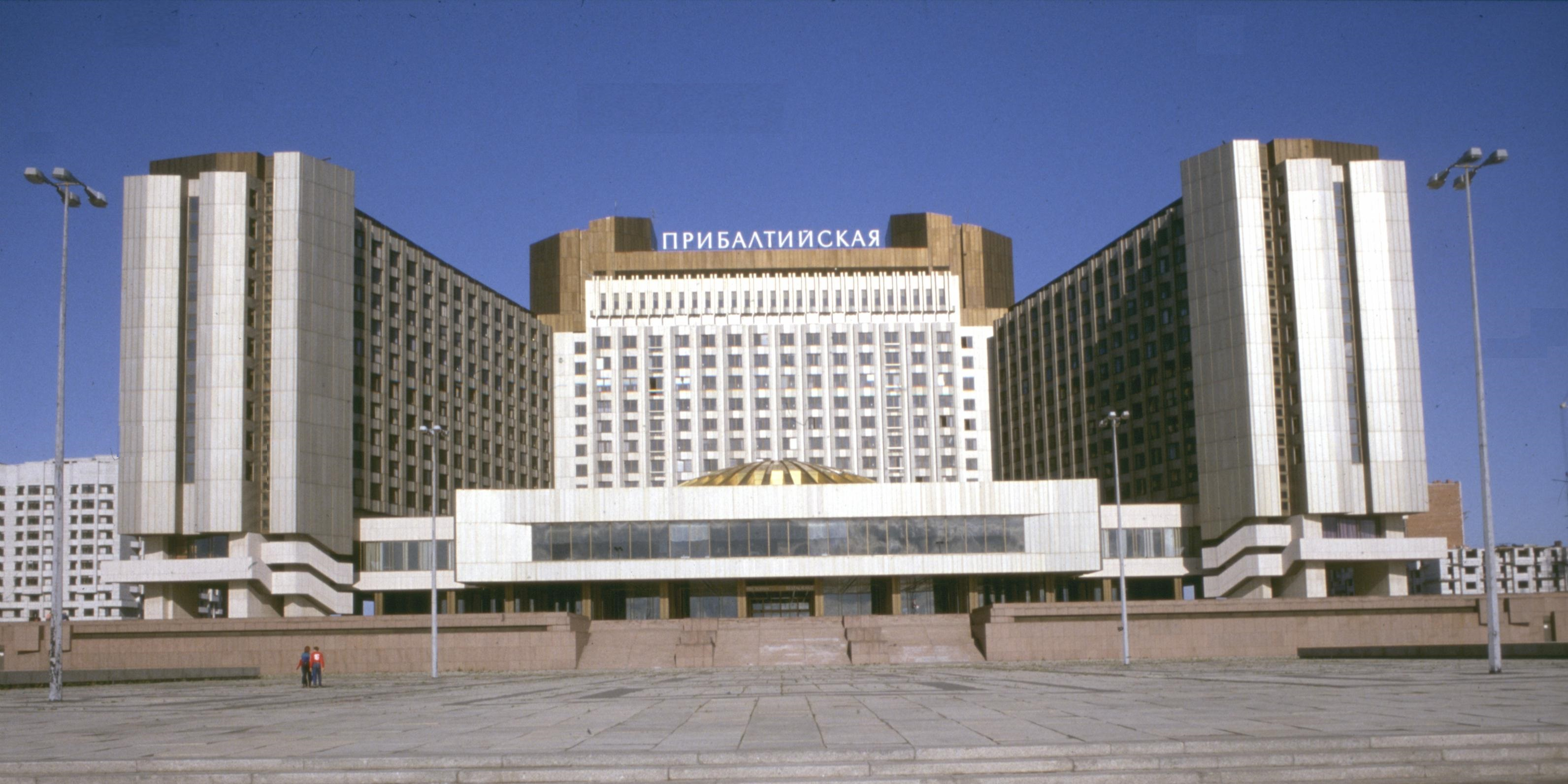
Hotel Pribaltiyskaya im Jahre 1980; heute: ****Park Inn by Radisson Pribaltiyskaya

Sankt Petersburg ist ein Zentrum russischer Forschung und Entwicklung. Dementsprechend beherbergt es ein großes Potenzial an Betrieben aus diesem Bereich. Nach dem Zusammenbruch der Sowjetunion und der russischen Rubelkrise von 1998 konnte die Stadt große Teile ihres Potenzials retten.

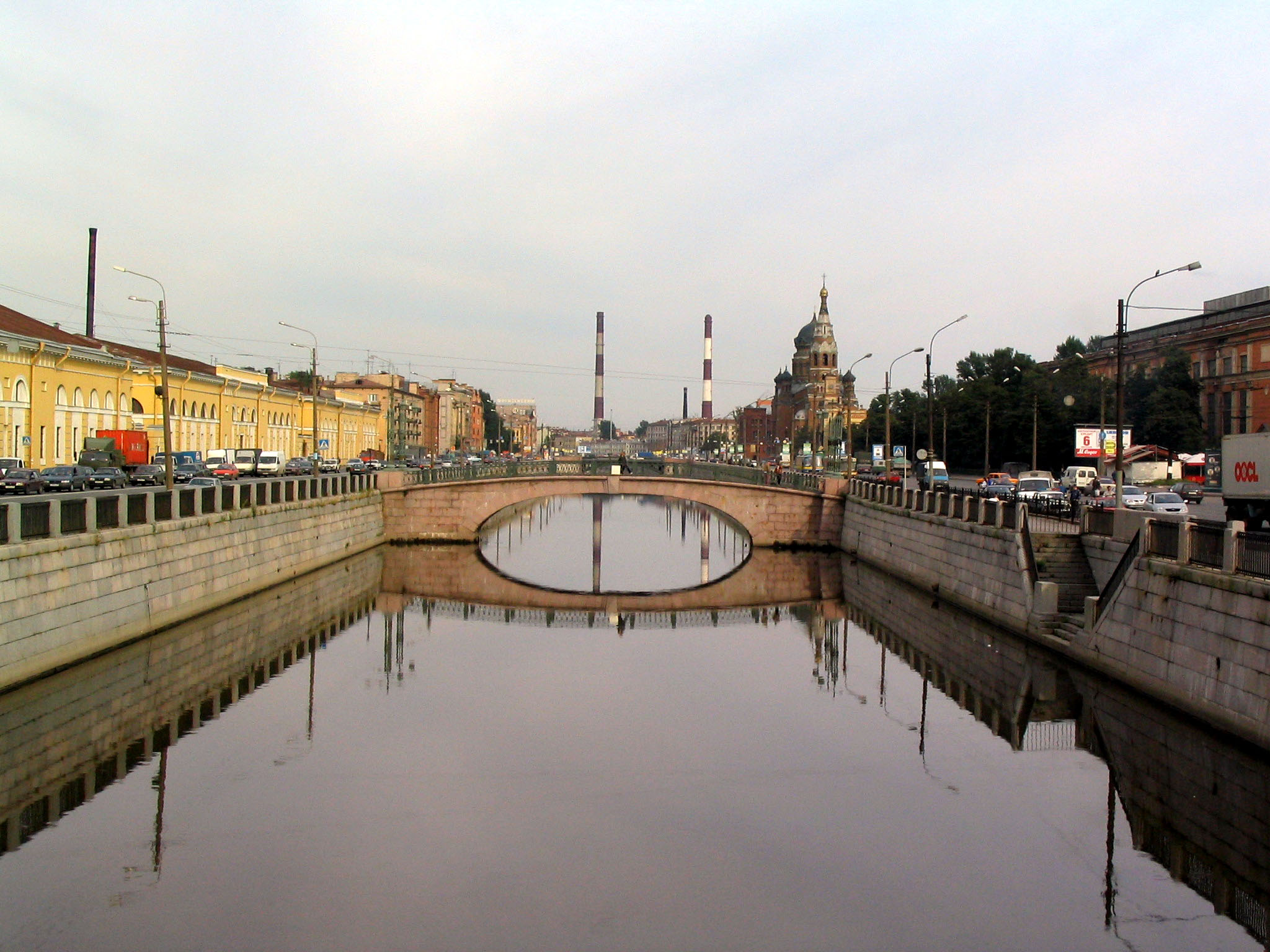
Industrie und Straßenverkehr am Obwodny-Kanal

In Sankt Petersburg finden sich Betriebe fast aller Zweige der verarbeitenden Industrie, ein besonderer Schwerpunkt liegt aber auf dem Schiff- und Maschinenbau. Unter anderem werden alle russischen atomgetriebenen Eisbrecher in der Stadt gefertigt. Weitere Schwerpunkte des industriellen Sektors in der Stadt sind Radioelektronik (vor allem in der Luft- und Raumfahrt), neue Baustoffe (eine der vorrangigen Wachstumsbranchen), Energiemaschinenbau (Branchenbetriebe gelten als weltweit wettbewerbsfähig), Bau medizinischer Geräte, Vorbeugungsmedizin und Gesundheitswesen sowie Umwelttechnologie. Außerdem besitzt die Stadt Möbelindustrie, Nahrungsmittelindustrie (unter anderem Baltika-Brauerei) und erdölverarbeitende Industrie. In jüngster Zeit beginnt die Informationstechnik eine größere Rolle einzunehmen.
Zahlreiche russische Großkonzerne, vor allem solche mit hohem Staatsanteil, verlagern gegenwärtig ihre Hauptquartiere aus Moskau an die Newa. Die Steuern der Gazprom-Öltochter Gazprom Neft, der Außenhandelsbank VTB, der Reederei Sovtorgflot, die Pipeline-Firma Transnefteprodukt oder der Fluggesellschaft Transaero sollen in Zukunft das Stadtbudget auffüllen.
Der Erfolg dieser Wirtschaftsansiedlung ist aber nur bedingt auf die guten Petersburger Investitionsbedingungen zurückzuführen, sondern administrativ gesteuert. Ausländische Unternehmen entscheiden sich dagegen aus nüchternen Kalkulationen für ihre Standorte. Russlands Automarkt boomte zu Beginn der 2010er Jahre, die Zulassungszahlen von Import-Pkw erreichten die des früheren Quasi-Monopolisten Lada. Zudem sind wegen des 2012 erfolgten WTO-Beitritts Sonderkonditionen bei Importzöllen entfallen, die das russische Wirtschaftsministerium für die Errichtung von Kfz-Produktionsstätten im Land ausgeschrieben hat. Aus diesem Grund wurde von einer Entwicklung Petersburgs hin zum „russischen Detroit“ gesprochen – die Stadt siedelte bislang die Hälfte aller ausländischen Automobilwerk-Projekte an. Besonders begünstigt wird diese Entwicklung durch einen relativ guten logistischen Anschluss (vor allem über den größten russischen Hafen), qualifizierte Arbeitskräfte, erschlossene Gewerbeflächen, lokale Steuervergünstigungen und die Nähe zum Hauptabsatzmarkt.

Logo von Baltika

Neben der boomenden Autoindustrie haben in der Stadt an ausländischen Unternehmen unter anderem Wrigley, Gillette, Rothmans, Unilever, Japan Tobacco und Coca-Cola nennenswerte Investitionen getätigt. Fast eine Milliarde Euro (Stand 2005) Umsatz machte die Baltika-Brauerei. Mehrheitsaktionär ist die Baltic Beverages Holding (BBH), diese wiederum gehört je zur Hälfte der dänischen Carlsberg-Brauerei und der schottischen Brauerei Scottish & Newcastle. Baltika ist inzwischen die größte Brauerei in Russland und Osteuropa und nach Heineken die zweitgrößte in Europa. Das Joint-Venture wurde 1990 in Sankt Petersburg gegründet und hat sich schnell zu einem wichtigen Wirtschaftsfaktor für die Stadt entwickelt.
Wichtigster Außenhandelspartner der Stadt ist Deutschland.
An Rohstoffen finden sich Kies, Sandstein, Ton und Torf. Hingegen spielt die Landwirtschaft keine Rolle in der lokalen Wirtschaft.
80 Kilometer von Sankt Petersburg entfernt stehen in Sosnowy Bor zwei Kernkraftwerke, das in Betrieb befindliche Kernkraftwerk Leningrad und das in Bau befindliche Kernkraftwerk Leningrad II. Die Hälfte des Strombedarfs der Region werden von hier eingespeist.
In der Sowjetunion war Sankt Petersburg der Hauptflottenstützpunkt der Baltischen Flotte zunächst der zaristischen, dann der sowjetischen und der russischen Marine. Noch immer befindet sich der Großteil der ehemaligen Kriegsschiffe und U-Boote im Petersburger Militärhäfen. Das erste Dieselmotorschiff der Welt, die Vandal, lief von Rybinsk kommend ab 1903 planmäßig Sankt Petersburg an. Vor der Perestroika bildete der rüstungsindustrielle Komplex 80 Prozent der Leningrader Wirtschaft. Hier befinden sich die Werften Admiralitätswerft (Адмиралтейские верфи), die Atom-U-Boote des Projekts 671 sowie das Boot des Projekts 677 fertigte, die Newski-Werft (Средне-Невский судостроительный завод), wo die Minenräumschiffe des Projekts 12700 gebaut wurden, das Baltische Werk (Балтийский завод), das von 1975 bis 2007 unter anderem neun Atomeisbrecher baute, und die Nordwerft (Северная верфь), welche die Zerstörer der Sowremenny-Klasse und der Udaloy-Klasse, die Fregatten der Kriwak-Klasse sowie die Kreuzer des Kresta-II-Klasse und der Kara-Klasse produzierte.
Weitere Unternehmen, welche die Sowjetzeit überdauert haben und weltweit bekannt sind, haben ihre Zentralen nach wie vor in Sankt Petersburg. Beispielsweise gibt es dort den renommierten Verlag Prospekt Nauki, bekannt für seine wissenschaftlichen Werke, wie das sowjetische Optik-Kombinat Lomo PLC dessen anfangs unbedeutende Kamera Lomo LC-A (Lomo-Compakt-Automatic), mit ihrer eher zweifelhaften Bildqualität Ausgangspunkt für eine charakteristische künstlerische Photogestaltung, die sogenannten Lomographie, wurde. Ebenfalls in Sankt Petersburg befindet sich das sowjetische Traditionsunternehmen für Uhren, die Uhrenfabrik Petrodworez, mit ihren berühmten Raketa-Uhren.

### Verkehr
Tourismus wird ein zunehmend wichtiger Wirtschaftsfaktor in der Stadt. Laut der UNESCO gehört die Stadt zu den zehn für Touristen attraktivsten Reisezielen weltweit.
Sankt Petersburg ist ein großer Verkehrsknotenpunkt. Hierbei stellt die Stadt eine wichtige Verknüpfung zwischen Seeschifffahrt, Binnenschifffahrt und Eisenbahn her.

#### Schifffahrt
Die Häfen von Sankt Petersburg und der Umgebung sind die bedeutendste Hafengruppe Russlands (Güterumschlag 2012: 57,8 Mio. t) und wichtig für den ganzen osteuropäischen und nordasiatischen Raum. Besonders schnell steigt der Containerverkehr. Linienverbindungen gab es bis 2022 unter anderem nach Stockholm, Helsinki, Kiel, Lübeck und anderen Hafenstädten an der Ostsee sowie zu allen wichtigen Containerhäfen in der Nordsee. Nachbarhäfen von Sankt Petersburg befinden sich an der Ostsee in Ust-Luga, Primorsk (Öl) und in Wyssozk. Das weitere Wachstum des Hafens an den gegenwärtigen Standorten im Stadtgebiet wird durch fehlende Flächen und die schwierige Anbindung an den Hinterlandverkehr über das permanent verstopfte städtische Straßen- und Schienennetz behindert.
Entwicklungsprojekte gibt es im Bereich Lomonossow und Bronka, ein neuer Seehafen für den Container- und RoRo-Umschlag am Südufer der Newa-Bucht, 120 Kilometer westlich von St. Petersburg. Nach der ersten Ausbaustufe des Ende 2015 in Betrieb gegangenen Containerterminals von Bronka stehen 107 Hektar Fläche mit Anbindung an das russische Eisenbahnnetz und zum St. Petersburger Autobahnring zur Verfügung. Hier sind fünf Liegeplätze mit bis zu 14,4 m Wassertiefe bei einer Kailänge von zusammen 1.220 m mit einer jährlichen Umschlagkapazität von 1,45 Mio. TEU vorgesehen. Im benachbarten RoRo-Terminal mit 57 Hektar Größe mit drei Liegeplätzen an 710 m Kailänge können bis zu 260.000 Einheiten im Jahr umgeschlagen werden. Ein weiteres Wachstum soll auch im noch etwas weiter westlich liegenden Seehafen von Ust-Luga erfolgen, hier jedoch besonders für die Umschlaggüter Öl und trockene Massengüter.
Über die Newa und verschiedene Kanäle bestehen schiffbare Verbindungen zum Ladogasee, zur Wolga und zum Weißen Meer. Dabei fahren die Schiffe nachts durch das Stadtgebiet, wofür Klappbrücken hochgeklappt werden.
Seit einigen Jahren hat sich die Passagierschifffahrt in Form von Flusskreuzfahrten als guter Wirtschaftsfaktor herausgestellt, wozu der Flusshafen im Süden der Stadt an der Newa gut ausgebaut wurde.

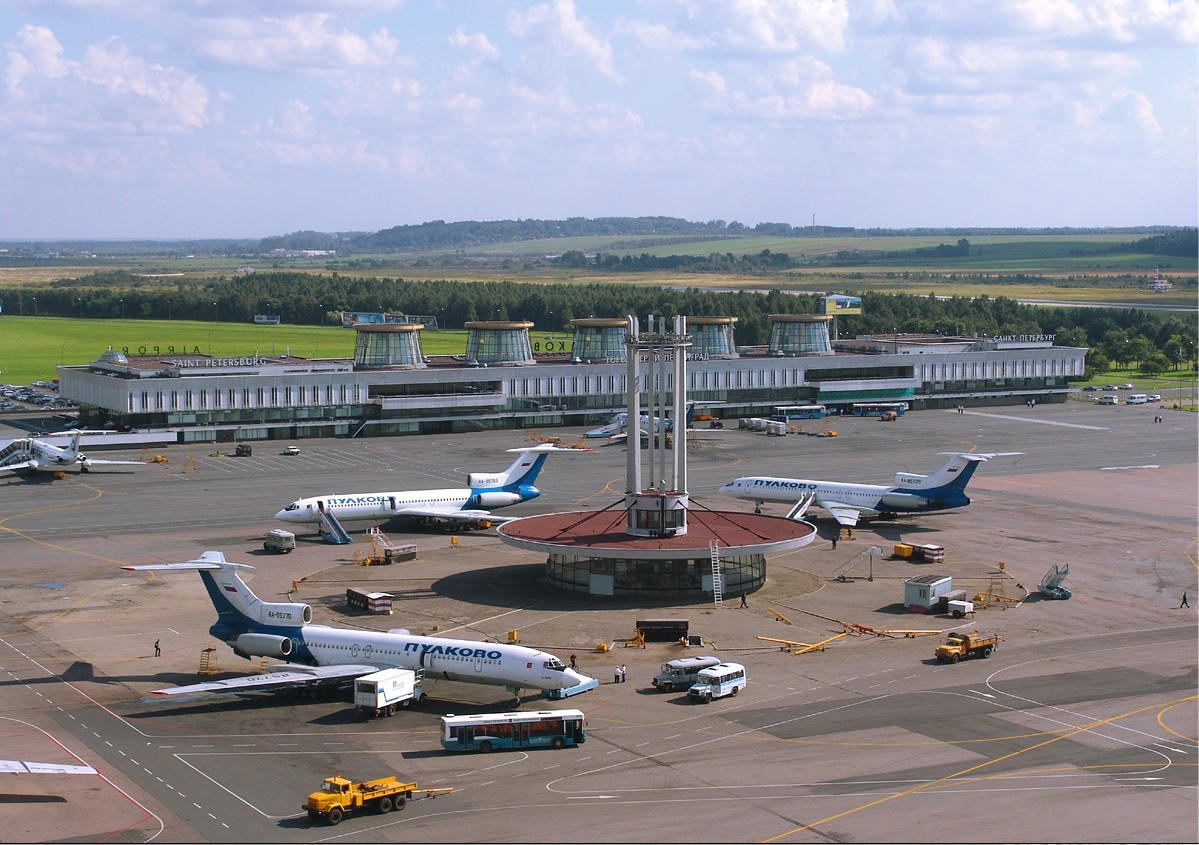
Blick über das Rollfeld auf das Inlandsterminal des Flughafens Pulkowo

#### Flugverkehr
Etwa zwölf Kilometer südlich der Innenstadt liegt der Flughafen Pulkowo. Am 4. Dezember 2013 wurde das neue, moderne Terminal 1 eröffnet. Es grenzt direkt an Pulkowo-I und wickelt den nationalen sowie internationalen Verkehr ab. Seit dem 28. März 2014 werden alle Flüge nur noch über das neue Terminal abgewickelt. Es ist geplant, das alte Terminal Pulkowo-I zu renovieren und an das neue Gebäude durch Bau eines Durchgangs anzuschließen. Von hier aus fliegt die Fluggesellschaft Rossija, in der die ehemalige Pulkovo Airlines aufgegangen ist.

#### Eisenbahn
Die erste russische Eisenbahn (Zarskoje-Selo-Bahn) führte ab 1837 von Sankt Petersburg nach Zarskoje Selo und verband die Hauptstadt mit dem „Zarendorf“. Mit der Eröffnung der Nikolaibahn von Sankt Petersburg nach Moskau 1851 wurden die beiden größten Städte des Russischen Reiches verbunden. Der Bau einer Eisenbahnstrecke von der russischen Hauptstadt nach Warschau folgte zwischen 1851 und 1862. Über eine Zweigstrecke von Wilna über Kowno wurde diese an die 1860 fertiggestellte Preußische Ostbahn angeschlossen, über die ab diesem Zeitpunkt via Königsberg Direktverbindung nach Berlin bestand. Bis zum Ersten Weltkrieg fuhr der Nord-Express zwischen Sankt Petersburg und Paris über diese Strecke.
Es bestehen direkte Eisenbahnverbindungen nach Murmansk („Murmanbahn“), Helsinki (vom Finnischen Bahnhof aus, seit dem russischen Überfall auf die Ukraine 2022 eingestellt), Kirow, Moskau (vom Moskauer Bahnhof an der Bahnstrecke Sankt Petersburg–Moskau), Kaliningrad und Minsk (vom Witebsker Bahnhof). Auch Sotschi, Rostow am Don, Wolgograd und Irkutsk / Baikalsee sind umsteigefrei zu erreichen. Ab Dezember 2012 gab es bis zur COVID-19-Pandemie einmal in der Woche eine umsteigefreie Direktverbindung nach Berlin.
Die Stadt ist Verwaltungssitz der Oktober Regionaldirektion der Russischen Staatsbahn. Die Direktion betreibt nicht nur alle Eisenbahnlinien samt zugehöriger Infrastruktur im Großraum Sankt Petersburg, sondern auch ein über 10000 Kilometer langes Schienennetz im Nordwesten des europäischen Teils Russlands.
Am 1. November 2017 wurde direkt neben dem Baltischen Bahnhof das neu gestaltete Russische Eisenbahnmuseum eröffnet. Es ist eines der größten Eisenbahnmuseen weltweit.

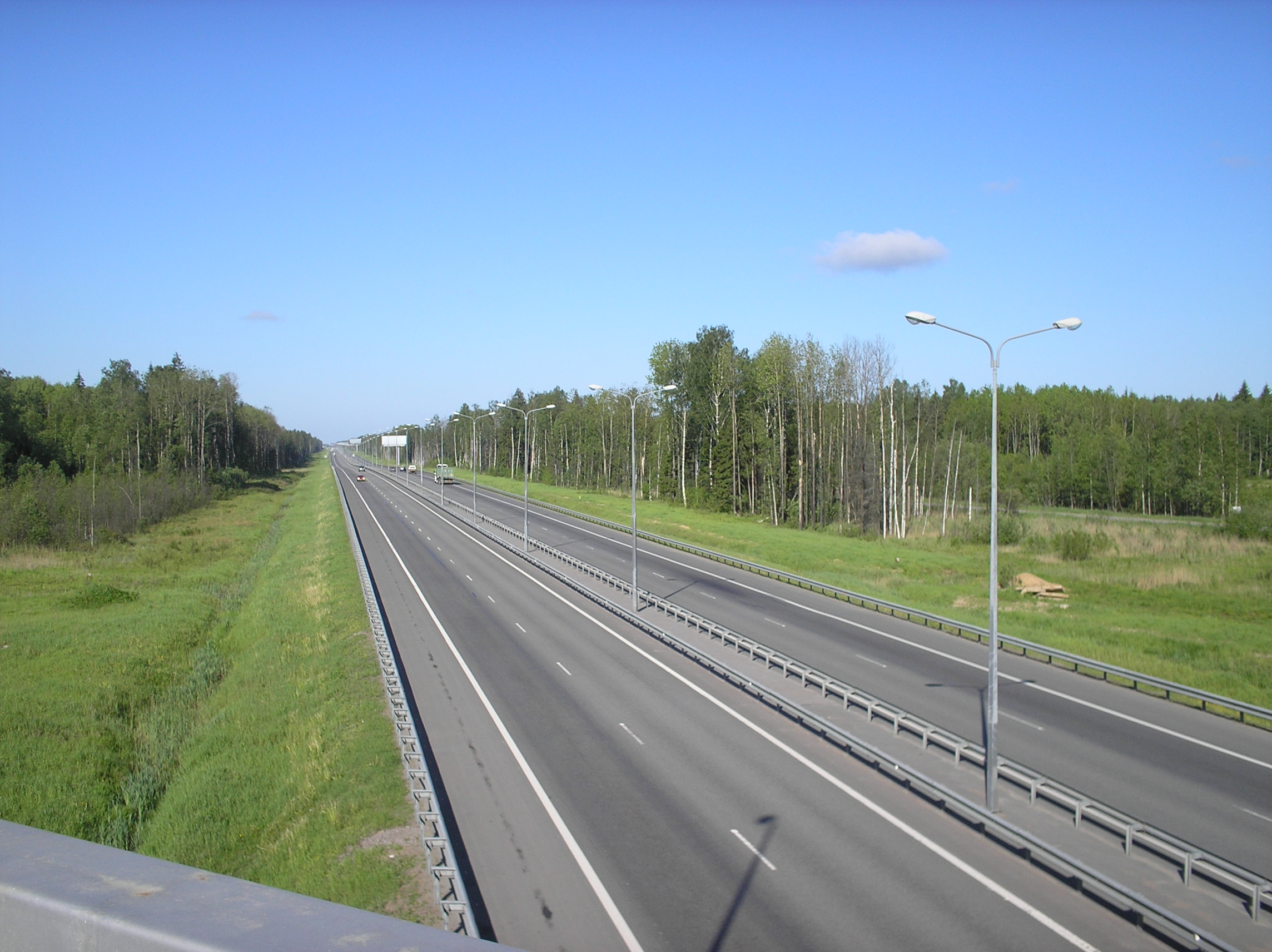
Die neue Ringautobahn „KAD“ kurz nach der Eröffnung

#### Straßenverkehr

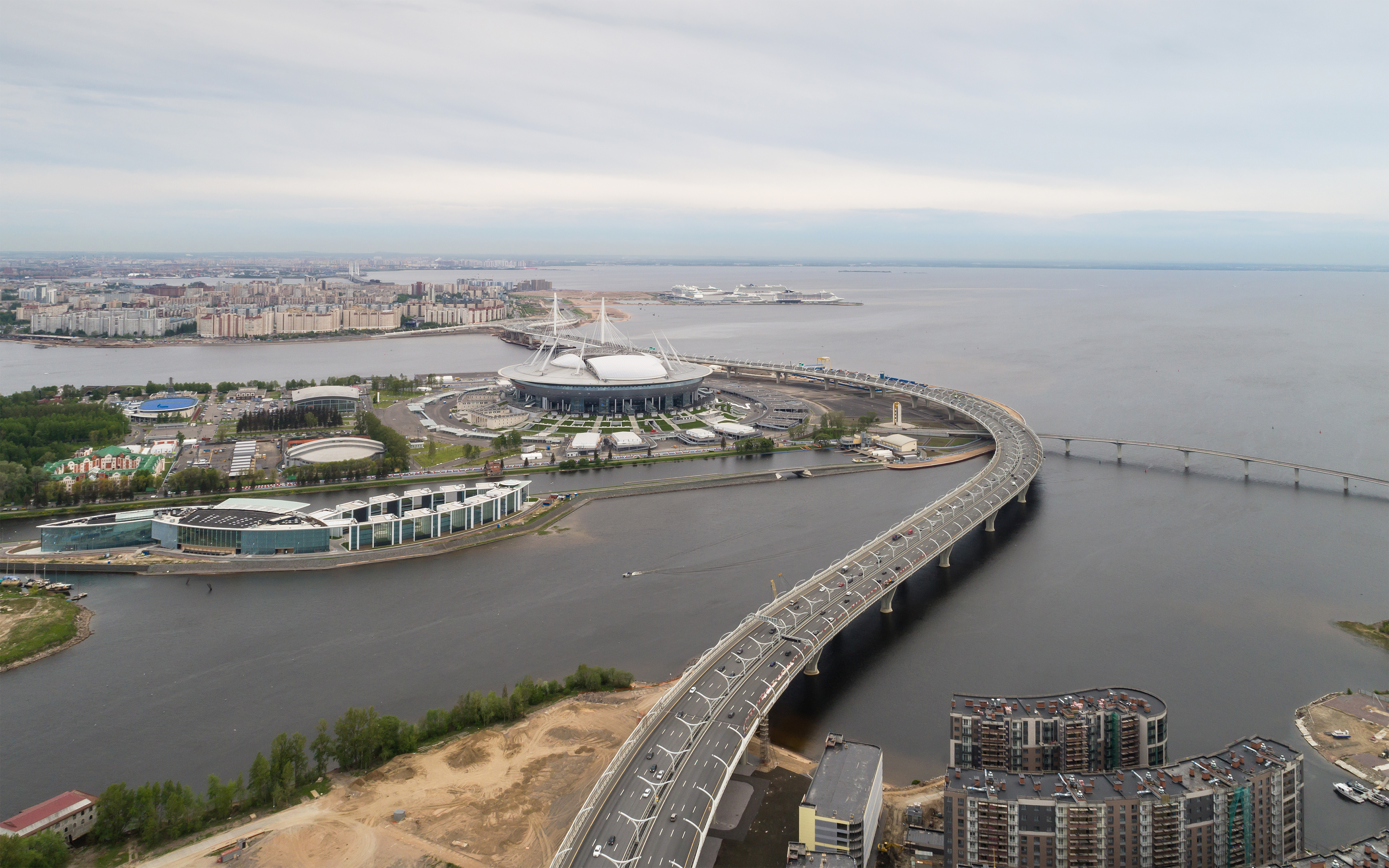
Die neue Stadtautobahn „SSD“ neben der Gazprom-Arena

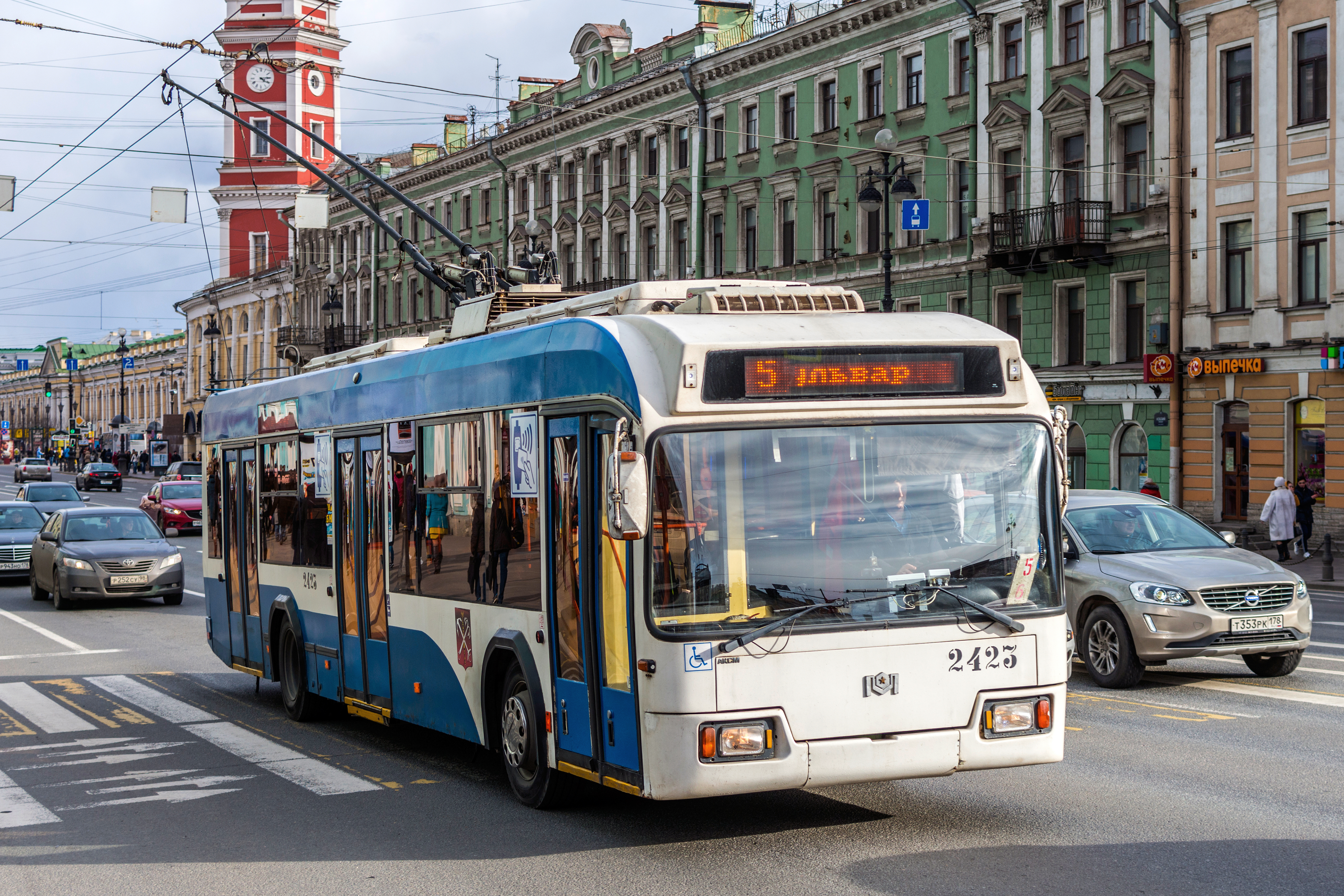
O-Bus auf dem Newski-Prospekt

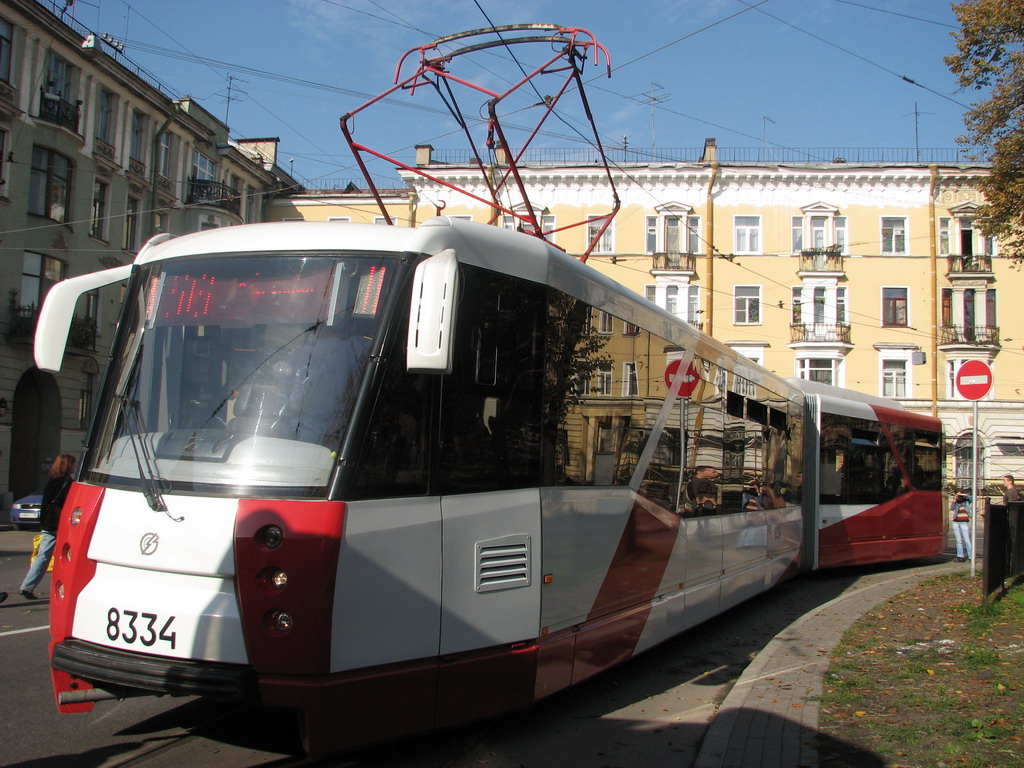
Ein Straßenbahn-Triebwagen (LWS-2005) auf Petersburger Straßen

Sankt Petersburg ist durch dreizehn Fernstraßen erschlossen. Am 7. September 2006 wurde der erste Bauabschnitt der neu gebauten Ringautobahn „KAD“ um Sankt Petersburg für den Verkehr freigegeben. Die 66 Kilometer lange Route umgeht die Hafenstadt im Osten. Doch nach wie vor gibt es Engpässe. Begonnen wurde das mit Kosten von bislang etwa zwei Milliarden Euro größte aktuelle Straßenbauprojekt Russlands im Frühjahr 2001.
Für den sich bisher durch die Stadt quälenden Transitverkehr auf der Route von Finnland nach Moskau bedeutet die Autobahn mit ihrer momentanen Kapazität von 50.000 Fahrzeugen pro Tag eine enorme Erleichterung: Die Fahrtzeit zum Passieren der Fünf-Millionen-Stadt dürfte auf etwa ein Drittel schrumpfen. Zum Wahrzeichen der neuen Autobahn wurde eine Ende 2004 eröffnete 2,8 Kilometer lange Hängebrücke, die hoch genug ist, um als einzige Newa-Brücke in Sankt Petersburg zum Passieren des Schiffsverkehrs nachts nicht hochgeklappt werden zu müssen.
Das Hochklappen aller anderen Newa-Brücken, insbesondere in den Weißen Nächten, ist zwar touristisch hoch attraktiv, legt jedoch den Straßenverkehr jede Nacht für drei bis fünf Stunden praktisch lahm.
Bislang wies der Ring jedoch noch eine vier Kilometer lange Lücke im Stadtteil Rschewka auf, deren Schließung sich als besonders kompliziert erwies: Hier musste sowohl der Newa-Nebenfluss Ochta als auch ein großes Eisenbahngelände samt einem Bahnhof überbrückt werden. Außerdem stießen die Bautrupps auf eine bei der Planung übersehene unterirdische Ölleitung, die erst verlegt werden musste.
Engpässe gibt es auf der Strecke aber nach wie vor: Der geplante achtspurige Ausbaustand wurde bislang nur auf 25 Kilometern verwirklicht, ansonsten ist die Autobahn vierspurig. Gespart wurde an der Anbindung des Autobahnringes an das restliche Verkehrsnetz. Mit nur elf Anschlussstellen wurden zwei weniger als ursprünglich geplant realisiert.
Am 12. August 2011 wurde der Kfz-Tunnel unter dem Hochwasserschutzdamm für den Verkehr geöffnet, damit gilt die 142 Kilometer lange, seit 1979 in Bau befindliche Trasse als vollendet.
Neben der abgekürzt „KAD“ genannten Ringautobahn wurde in Sankt Petersburg noch die sehr aufwendig realisierte Nord-Süd-Stadtautobahn „SSD“ am 4. Dezember 2016 eröffnet. Sie verbindet unter anderem den Petersburger Hafen mit dem Autobahnring. Anders als die KAD ist diese Route mautpflichtig.

#### Öffentlicher Nahverkehr

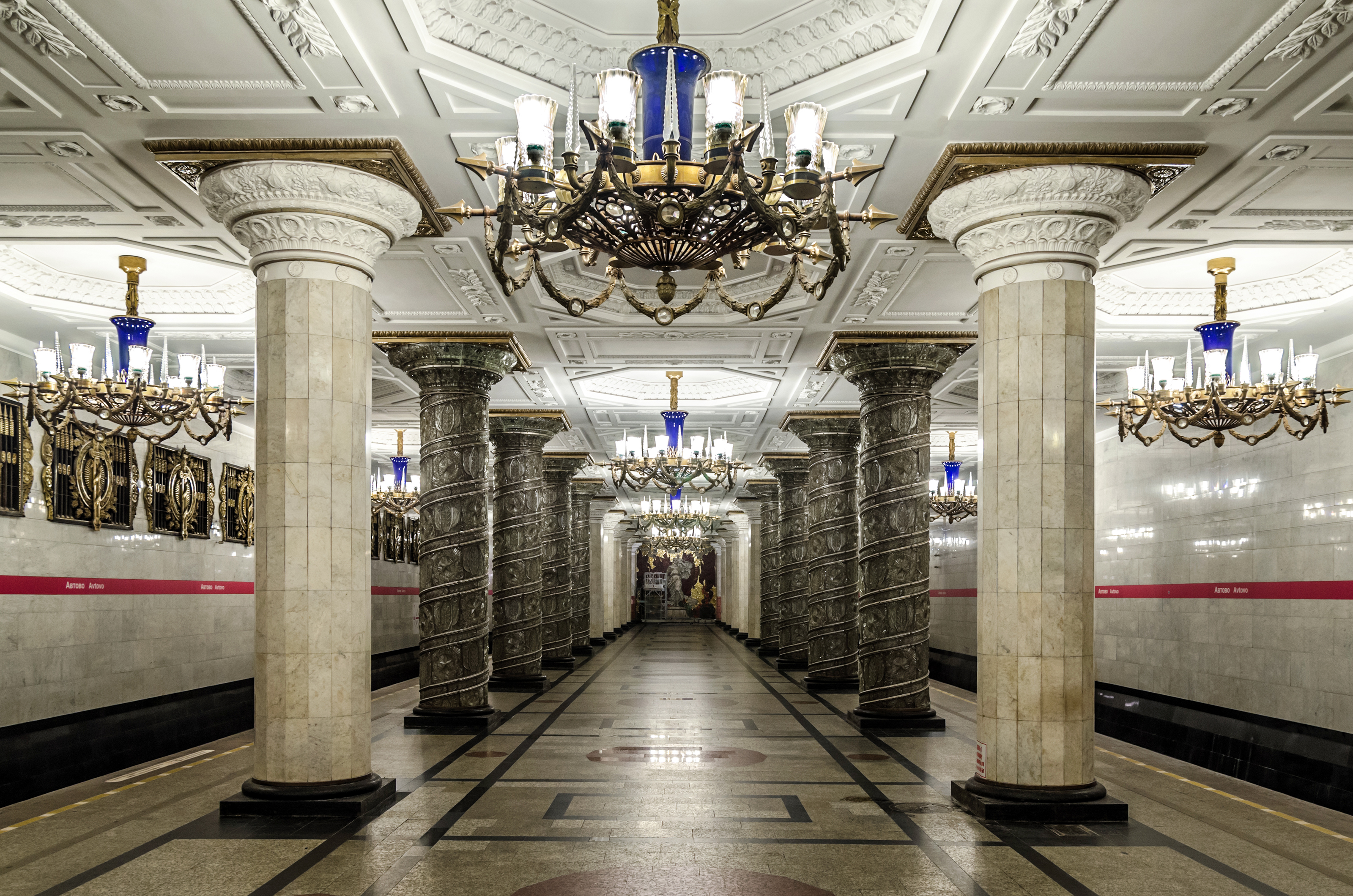
Die Sankt Petersburger Metrostation Awtowo

Die Metro Sankt Petersburg ist aufgrund ihrer Lage im Sumpf und der Notwendigkeit, den Vortrieb der Tunnel in den darunter liegenden Tonsteinschichten vorzunehmen, bis zu 102 Meter tief gebaut und insgesamt die tiefstliegende U-Bahn der Welt. Die 1955 eröffnete Metro besteht aus fünf Linien. Am 28. Dezember 2012 wurden zwei neue Metrostationen nach jahrzehntelangem, wegen finanzieller Schwierigkeiten mehrfach unterbrochenem Bau im dichtbesiedelten Süden der Stadt eröffnet.
Bereits vor der Petersburger Metro gibt es zahlreiche Bus- und Trolleybuslinien. Entstanden aus Pferdebahnen gibt es seit 1907 mit der durch amerikanische Firmen entwickelten elektrischen Straßenbahn Sankt Petersburg das zeitweise größte Straßenbahnnetz der Welt. Ein großer Anteil des bodengebundenen Reisendenstroms wird jedoch von den Linientaxis („Marschrutkas“) bewältigt. Sankt Petersburg besitzt zusätzlich ein weit in die Oblast Leningrad und bis nach Oblast Pskow, Oblast Nowgorod und die Republik Karelien reichendes Regionalbahnnetz („Elektritschka“).

#### Fahrradverkehr
Erstmals wurde im Sommer 2014 versuchsweise eine Fahrradvermietung an 30 Stationen eingerichtet. Die Stadt ist wegen ihrer flachen Topografie und sehr breiten Straßen gut geeignet zum Fahrradfahren.

## Partnerstädte
Sankt Petersburg und Hamburg führen seit 1957 die erste deutsch-sowjetische bzw. erste deutsch-russische Städtepartnerschaft. Diese wurde später zu zwei Dreieckspartnerschaften mit Dresden (seit 1961) und Prag (1991–2014) ergänzt.
Sankt Petersburg listet Städtepartnerschaften mit folgenden Städten auf:
Als Reaktion auf die Annexion der Krim 2014 oder den Russischen Überfall auf die Ukraine seit 2022 beendeten mehrere Städte ihre Partnerschaft oder setzten diese aus.
| Stadt                      | Land                   | seit | Typ/Status                                              |
| -------------------------- | ---------------------- | ---- | ------------------------------------------------------- |
| Aarhus                     | Dänemark               | 1989 | Partnerstadt                                            |
| Akaba                      | Jordanien              | 2004 | Partnerstadt                                            |
| Alexandria                 | Ägypten                | 2005 | Partnerstadt                                            |
| Almaty                     | Kasachstan             | 1996 | Partnerstadt                                            |
| Antwerpen                  | Belgien                | 1958 | Partnerstadt                                            |
| Astana                     | Kasachstan             | 2008 | Kooperation                                             |
| Baku                       | Aserbaidschan          | 1998 | Partnerstadt                                            |
| Bangkok                    | Thailand               | 1997 | Partnerstadt                                            |
| Barcelona                  | Spanien                | 1984 | Partnerstadt                                            |
| Belgrad                    | Serbien                | ?    | Kooperation                                             |
| Bethlehem                  | Palästina              | 2003 | Partnerstadt                                            |
| Bischkek                   | Kirgisistan            | 2012 | Kooperation                                             |
| Bizerte                    | Tunesien               | 2014 | Kooperation                                             |
| Bordeaux                   | Frankreich             | 1991 | Partnerstadt                                            |
| Buenos Aires               | Argentinien            | 2010 | Kooperation                                             |
| Busan                      | Südkorea               | 2008 | Kooperation                                             |
| Charkiw                    | Ukraine                | 2003 | Partnerstadt                                            |
| Chengdu                    | Volksrepublik China    | 1998 | Partnerstadt                                            |
| Colombo                    | Sri Lanka              | 1997 | Partnerstadt                                            |
| Constanța                  | Rumänien               | 2007 | Kooperation                                             |
| Daegu                      | Südkorea               | 1997 | Partnerstadt                                            |
| Danzig                     | Polen                  | 1961 | Partnerstadt                                            |
| Daugavpils                 | Lettland               | 2002 | Partnerstadt                                            |
| Debrecen                   | Ungarn                 | 2003 | Partnerstadt                                            |
| Dresden                    | Deutschland            | 1961 | Partnerstadt                                            |
| Duschanbe                  | Tadschikistan          | 1999 | Partnerstadt                                            |
| Edinburgh                  | Vereinigtes Königreich | 1995 | Partnerstadt                                            |
| Gagausien                  | Moldau                 | 2014 | Partnerregion                                           |
| Genua                      | Italien                | 2002 | Partnerstadt                                            |
| Göteborg                   | Schweden               | 1962 | Partnerstadt                                            |
| Graz                       | Österreich             | 2001 | ausgesetzt 2022                                         |
| Guadalajara                | Mexiko                 | 2011 | Partnerstadt                                            |
| Hải Phòng                  | Vietnam                | 2006 | Kooperation                                             |
| Haifa                      | Israel                 | 2008 | Partnerstadt                                            |
| Hamburg                    | Deutschland            | 1957 | Partnerstadt                                            |
| Havanna                    | Kuba                   | 2000 | Partnerstadt                                            |
| Helsinki                   | Finnland               | 1993 | Partnerstadt                                            |
| Ho-Chi-Minh-Stadt          | Vietnam                | 1977 | Partnerstadt                                            |
| Incheon                    | Südkorea               | 2011 | Städtefreundschaft mit Kronstadt                        |
| Isfahan                    | Iran                   | 1999 | Partnerstadt                                            |
| Istanbul                   | Türkei                 | 1990 | Partnerstadt                                            |
| Jerewan                    | Armenien               | 1997 | Partnerstadt                                            |
| Johannesburg               | Südafrika              | 2009 | Kooperation                                             |
| Jūrmala                    | Lettland               |      | mit Admiralteiski rajon                                 |
| Kapstadt                   | Südafrika              | 2001 | Partnerstadt                                            |
| Kaunas                     | Litauen                | 2007 | beendet                                                 |
| Khartum                    | Sudan                  | 2002 | Partnerstadt                                            |
| Kiew                       | Ukraine                | 2001 | beendet 2016                                            |
| Košice                     | Slowakei               | 1995 | Partnerstadt                                            |
| Kotka                      | Finnland               | 1997 | Partnerstadt                                            |
| Krakau                     | Polen                  | 2006 | beendet 2022                                            |
| Le Havre                   | Frankreich             | 1965 | Partnerstadt                                            |
| Limassol                   | Zypern                 | 2012 | Kooperation                                             |
| Los Angeles                | Vereinigte Staaten     | 1990 | Partnerstadt                                            |
| Lwiw                       | Ukraine                | 2006 | Partnerstadt (?)                                        |
| Lyon                       | Frankreich             | 1993 | Partnerstadt                                            |
| Mailand                    | Italien                | 1961 | ausgesetzt 2012                                         |
| Manchester                 | Vereinigtes Königreich | 1962 | Partnerstadt                                            |
| Mar del Plata              | Argentinien            | 2009 | Partnerstadt                                            |
| Maribor                    | Slowenien              | 2001 | Partnerstadt                                            |
| Melbourne                  | Australien             | 1989 | Partnerstadt                                            |
| Mikkeli                    | Finnland               | 1996 | Partnerstadt                                            |
| Minsk                      | Belarus                | 2000 | Partnerstadt                                            |
| Montevideo                 | Uruguay                | 1998 | Partnerstadt                                            |
| Mumbai                     | Indien                 | 1963 | Partnerstadt                                            |
| Mykolajiw                  | Ukraine                | 2003 | Partnerstadt (?)                                        |
| Namp’o                     | Nordkorea              | 2005 | Kooperation                                             |
| Nizza                      | Frankreich             | 1997 | Partnerstadt                                            |
| Odessa                     | Ukraine                | 2002 | beendet 2022                                            |
| Osaka                      | Japan                  | 1961 | Partnerstadt                                            |
| Osch                       | Kirgisistan            | 2004 | Partnerstadt                                            |
| Oslo                       | Norwegen               | 1995 | Kooperation                                             |
| Paris                      | Frankreich             | 1991 | Partnerstadt                                            |
| Peking                     | Volksrepublik China    | 2009 | Kooperation                                             |
| Piräus                     | Griechenland           | 1965 | Partnerstadt                                            |
| Plowdiw                    | Bulgarien              | 1980 | Partnerstadt                                            |
| Porto Alegre               | Brasilien              | 2000 | Partnerstadt                                            |
| Prag                       | Tschechien             | 1992 | beendet 2014                                            |
| Qingdao                    | Volksrepublik China    | 2007 | Partnerstadt                                            |
| Québec                     | Kanada                 | 2002 | Partnerstadt                                            |
| Riga                       | Lettland               | 1997 | Partnerstadt                                            |
| Rio de Janeiro             | Brasilien              | 1986 | Partnerstadt                                            |
| Rischon LeZion             | Israel                 | 2003 |                                                         |
| Rotterdam                  | Niederlande            | 1966 | Partnerstadt                                            |
| Saint Petersburg (Florida) | Vereinigte Staaten     | 2002 | Partnerstadt                                            |
| Santiago de Cuba           | Kuba                   | 1974 | Partnerstadt                                            |
| Sewastopol                 | Ukraine                | 2000 | Partnerstadt                                            |
| Shanghai                   | Volksrepublik China    | 1988 | Partnerstadt                                            |
| Stavanger                  | Norwegen               | 2008 | Kooperation                                             |
| Stockholm                  | Schweden               | 1992 | Partnerstadt                                            |
| Südkarelien                | Finnland               | 1997 | Partnerregion                                           |
| Tallinn                    | Estland                | 1999 | beendet 2022                                            |
| Teheran                    | Iran                   | 2004 | Kooperation                                             |
| Thessaloniki               | Griechenland           | 2002 | Kooperation                                             |
| Tiflis                     | Georgien               | 1999 | Partnerstadt                                            |
| Turin                      | Italien                | 2012 | Kooperation                                             |
| Turku                      | Finnland               | 1953 | erste Partnerstadt von Sankt Petersburg ausgesetzt 2022 |
| Ulaanbaatar                | Mongolei               | 2014 | Kooperation                                             |
| Venedig                    | Italien                | 2006 | Partnerstadt                                            |
| Vilnius                    | Litauen                | 2006 | beendet 2022                                            |
| Warschau                   | Polen                  | 1997 | beendet 2022                                            |
| Wenzhou                    | Volksrepublik China    | 2010 | Städtefreundschaft                                      |
| Zagreb                     | Kroatien               | 1968 | Partnerstadt                                            |

1. ↑  Die Partnerschaft mit Mailand ist laut Beschluss des dortigen Gemeinderats vom 22. November 2012 aus Protest gegen die in Russland geltenden Gesetze gegen „homosexuelle Propaganda“ ausgesetzt.

## Die Stadt als Namenspate
St. Petersburg bzw. Leningrad wurde vielfach durch Namenspatenschaften gewürdigt, und zahlreiche Werke künstlerischen Schaffens haben die Stadt zum Inhalt. Insofern kann die folgende Zusammenstellung nur als beispielhafte Auflistung gelten, ohne Anspruch auf annähernde Vollständigkeit zu erheben.
Seit 1988/90 ist die Stadt Namensgeber des auf der Halbinsel Kamtschatka neu entdeckten Minerals Leningradit. Zuvor trug bereits der Leningradkollen in Antarktika den Namen.
Die in St. Petersburg aufbewahrte älteste vollständig erhaltene Handschrift der hebräischen Bibel wurde ursprünglich Codex Petersburgensis und später Codex Leningradensis genannt, wobei die letztere Bezeichnung bis heute die offizielle ist, aber beide Namen im aktuellen kodikologischen bzw. theologischen Sprachgebrauch gebräuchlich sind.
Eine Reihe von Schiffen wurde im Laufe der Zeit nach der Stadt benannt, u. a. eine Zerstörerklasse in den 1930er Jahren, ein Hubschrauberträger (1967) sowie ein Fischtrawler, ein in der DDR gebautes Fährschiff, ein Frachtschiff und ein Containerschiff.
Verschiedene Komponisten schrieben musikalische Huldigungen an die Stadt, unter anderem Johann Strauß (Sohn) mit dem „Abschied von St. Petersburg“ (op. 210, 1857) und Richard Eilenberg mit der „Petersburger Schlittenfahrt“ (op. 86, 1886). Eine popmusikalische Würdigung erhält sie 1989 in dem Song "Leningrad" von Billy Joel.
Unter den literarischen Hommagen ist z. B. der Roman „Abschied von St. Petersburg“ von Danielle Steel zu nennen, der 1995 auch verfilmt wurde.

## Persönlichkeiten
Sankt Petersburg war Geburts- und Wohnort zahlreicher russischer und ausländischer Adliger, Politiker, Künstler und Wissenschaftler. Zu den bekanntesten von ihnen gehören Fjodor Dostojewski, Alexander Puschkin, Daniil Charms, Vladimir Nabokov, alle russischen Zaren seit 1718, Leonhard Euler, Pafnuti Lwowitsch Tschebyschow, Armand Marseille, Lew Alexandrowitsch Mei, Iwan Pawlow, Dmitri Iwanowitsch Mendelejew oder Dmitri Medwedew, Wladimir Putin.
Der in Stockholm gebürtige Alfred Nobel verbrachte 17 Jahre seiner Kindheit und Jugend in Sankt Petersburg.